# U-Bahn Wien
Die U-Bahn Wien ist neben der S-Bahn, der Straßenbahn, dem Linienbusnetz sowie der Lokalbahn Wien–Baden Bestandteil des öffentlichen Personennahverkehrs der österreichischen Bundeshauptstadt Wien und beförderte 2023 rund 352 Millionen Passagiere. Nach einem „erweiterten Probebetrieb mit Fahrgästen“ ab 1976 wurde die Wiener U-Bahn 1978 offiziell eröffnet. Das U-Bahn-Netz verfügt über fünf Linien und ging zum Teil aus Strecken der Wiener Elektrischen Stadtbahn hervor, die wiederum auf der Dampfstadtbahn von 1898 basierte. Die U-Bahn wird von der Verkehrsgesellschaft Wiener Linien GmbH & Co KG betrieben, die zu den Wiener Stadtwerken gehört und sich im Besitz der Stadt Wien befindet.

## U-Bahn-Netz
Das Wiener U-Bahn-Netz besteht zurzeit aus fünf U-Bahn-Linien (U1–U4 und U6), ist 83 Kilometer lang (davon 41,8 Kilometer beziehungsweise 50,3 Prozent unterirdisch). Die fünf Linien verkehren alle auf ihrer eigenen Strecke (Linienreinheit).
Das Netz ist normalspurig, durch die Übernahme der Normen für Radsatz und Gleis von der elektrischen Stadtbahn, deren Wagen im Straßenbahnnetz einsetzbar sein sollten, gibt es jedoch Abweichungen von den Eisenbahnnormen bei den Leit- und Rillenweiten im Herzstückbereich von Weichen und Kreuzungen und damit zusammenhängend beim Rückflächenabstand der Radsätze.

### Linienübersicht
| Linie | Strecke                    | Inbetriebnahmen                                                      | Länge     | Davon unterirdisch | Unterirdischer Anteil | Fahrtdauer | Stationen | Mittlerer Stationsabstand |
| ----- | -------------------------- | -------------------------------------------------------------------- | --------- | ------------------ | --------------------- | ---------- | --------- | ------------------------- |
| U1    | Oberlaa ↔ Leopoldau        | 1978–2017                                                            | 19,200 km | 12,9 km            | 67,2 %                | 34 min     | 24        | 835 m                     |
| U2    | Seestadt ↔ Karlsplatz      | 1980–2013 (Teilstrecke 1966 als U-Straßenbahn)                       | 16,848 km | 6,2 km             | 36,8 %                | 30 min     | 20        | 887 m                     |
| U3    | Ottakring ↔ Simmering      | 1991–2000                                                            | 13,402 km | 12,9 km            | 96,3 %                | 25 min     | 21        | 670 m                     |
| U4    | Hütteldorf ↔ Heiligenstadt | 1976–1981 (1898–1901 als Stadtbahn)                                  | 16,361 km | 5,6 km             | 34,3 %                | 29 min     | 20        | 861 m                     |
| U6    | Siebenhirten ↔ Floridsdorf | 1989–1996 (Teilstrecken 1898 als Stadtbahn und 1979 als Straßenbahn) | 17,347 km | 4,2 km             | 24,2 %                | 34 min     | 24        | 754 m                     |

Die einzige bisher eingestellte U-Bahn-Linie war die auf Teilstrecken der U2 und der U4 verkehrende Linie U2/U4. Mehr dazu unter Gescheiterte U2/U4.

### Leitsystem und Linienkennfarben
An der Oberfläche sind alle Stationszugänge mit einem sogenannten „U-Bahn-Würfel“ gekennzeichnet. Dieser wurde von der AGU in Zusammenarbeit mit Grafikern entworfen. Eingänge sind mit schwarzer Schrift auf weißem Grund, Ausgänge mit weißer Schrift auf schwarzem Grund ausgewiesen. Entlang der Bahnsteige sind in den Deckenbereichen wiederholt die Stationsnamen in weißer Schrift auf, von der Linie abhängigem, farbigem Grund angeschrieben. Wegweiser zu Ausgängen und anderer Infrastruktur sind in einem schwarz gehaltenen Bereich über ihnen angeordnet. Das Leitsystem ist in allen Stationen gleich aufgebaut; nur in den denkmalgeschützten Gebäuden der U4 und U6 wurde eine historisierende Beschilderung gewählt.
- Kennzeichnung der Stationen der Wiener U-Bahn
- Leitsystem und Zugzielanzeigen sind in allen Stationen gleich aufgebaut

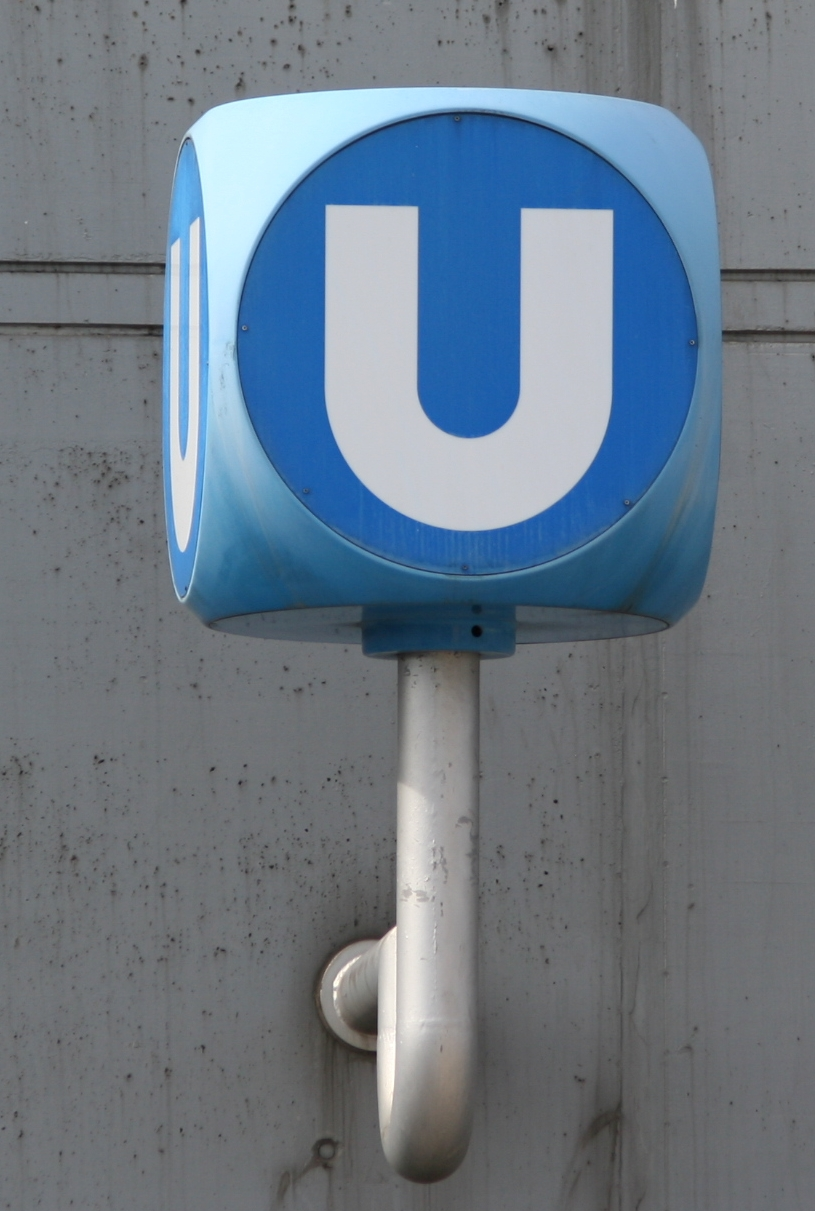
Kennzeichnung der Stationen der Wiener U-Bahn
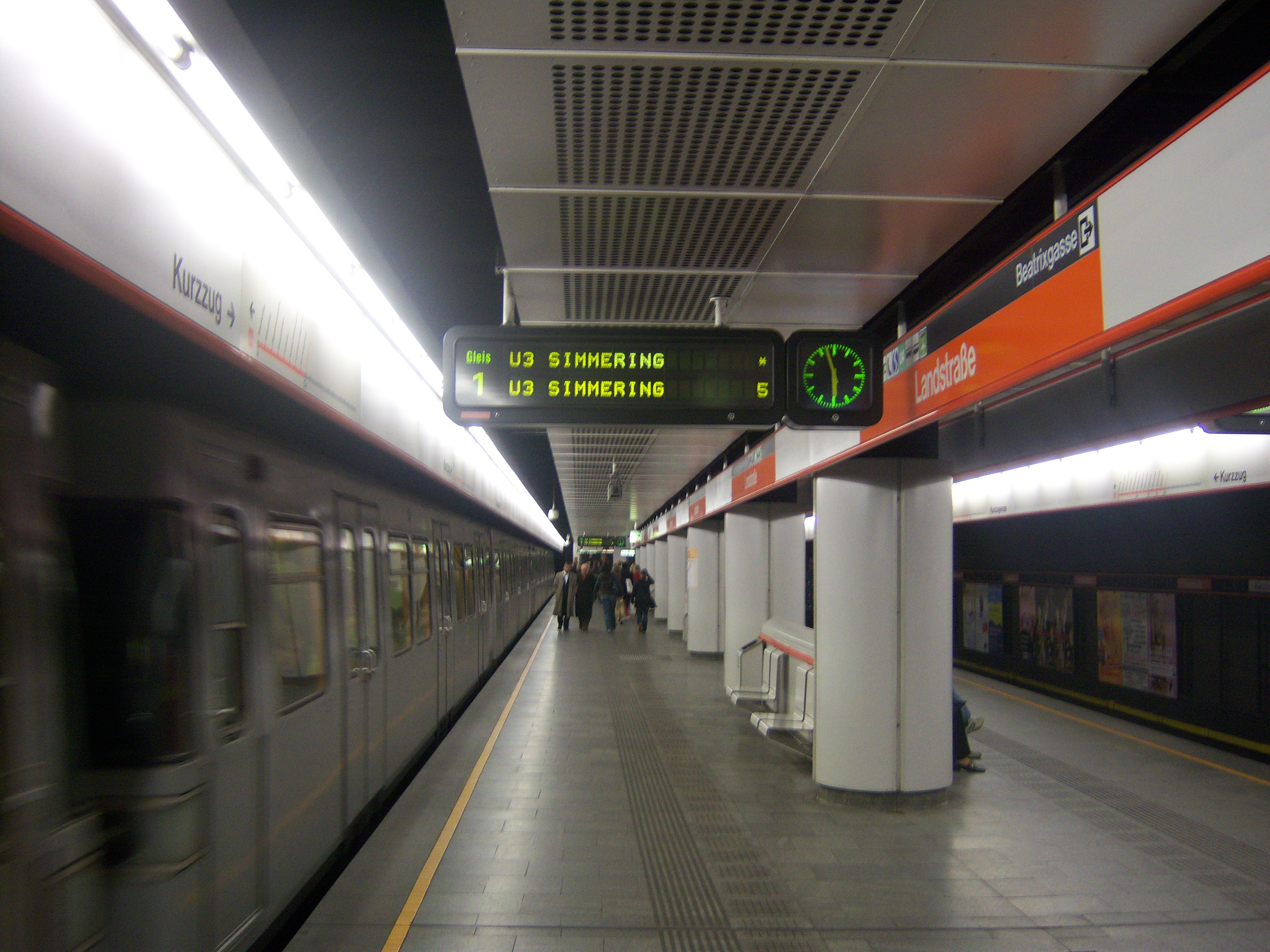
Leitsystem und Zugzielanzeigen sind in allen Stationen gleich aufgebaut

Jede U-Bahn-Linie hat eine eigene Kennfarbe, die sich nicht nur auf den Hinweisschildern, sondern auch in den Stationen wiederfindet. Besonders in den Bauwerken der Architektengruppe U-Bahn (AGU) sind zahlreiche Elemente des Innenausbaus auch mit den Linienfarben versehen, was besonders in Bahnhöfen mit mehreren kreuzenden Linien die Orientierung erleichtert.
Als Linienkennfarben wurden gewählt:
- : Rot; bereits von Beginn an vorgesehen.[4]
- : Violett; bis Mitte der 1970er Jahre war Orange vorgesehen,[4] wurde jedoch nicht realisiert.
- : Orange; bis Mitte der 1970er Jahre war Grün vorgesehen,[4] wurde jedoch nicht realisiert.
- : Grün; bis Mitte der 1970er Jahre war die Kennfarbe Violett.[4]
- : Türkis (vorgesehen).
- : Ockerbraun.

Als einzige Linie wechselte somit die U4 ihre Kennfarbe. Sie war bei ihrer Eröffnung 1976 wie geplant violett markiert, während ihre spätere Kennfarbe grün auf den damaligen Liniennetzplänen noch der gestrichenen Stadtbahnlinie G zugeteilt war. Erst 1977 entschieden sich die Verantwortlichen für grün als neue Farbe für die U4, woraufhin die gestrichene Stadtbahnlinie G ersatzweise die Farbe braun zugeteilt bekam.

### Stationen

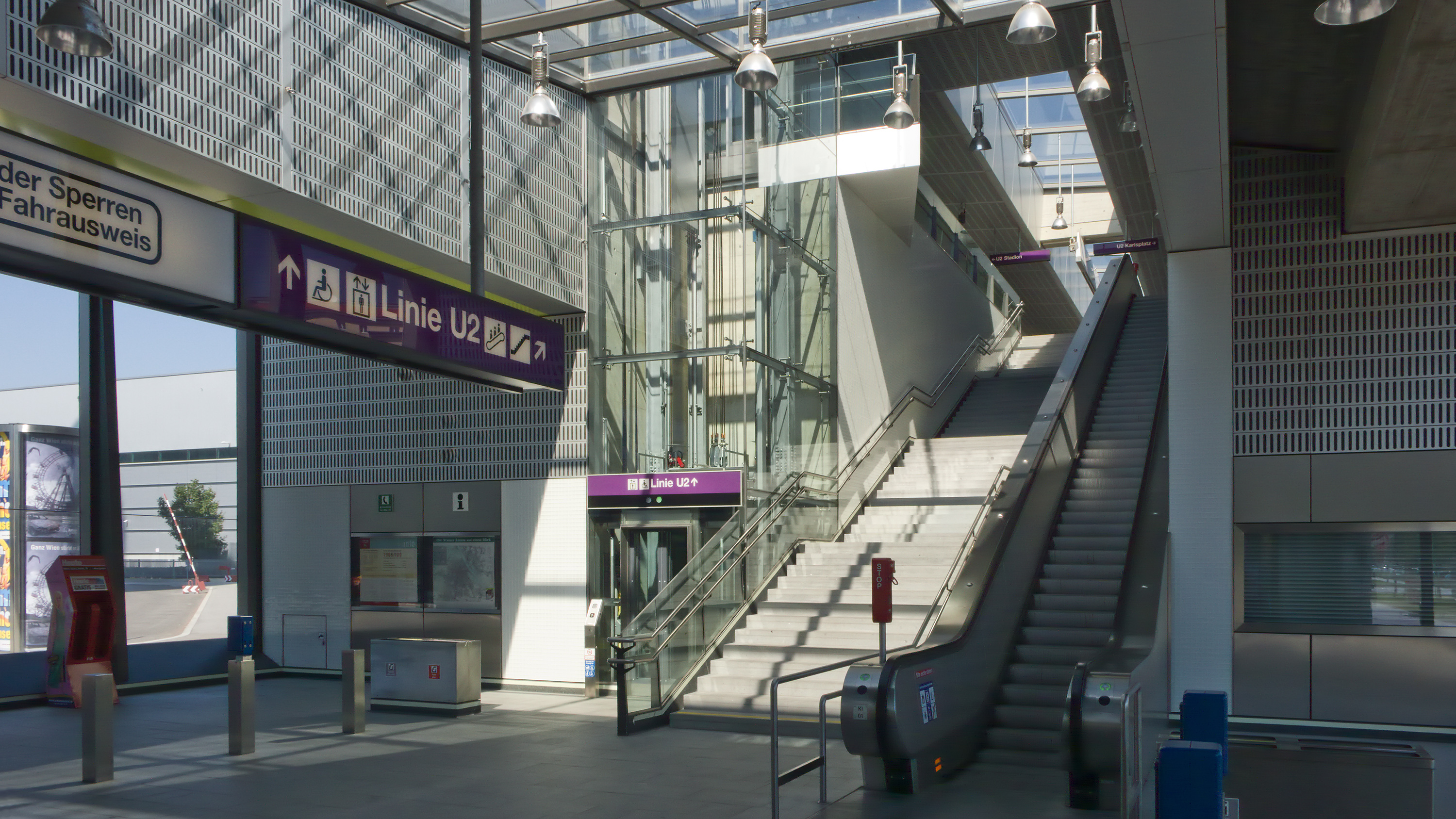
Aufnahmsgebäude der U2-Station Krieau

Die Wiener U-Bahn verfügt über 98 Stationen. Werden die von mehreren Linien angefahrenen Stationen jeweils je Linie gezählt, erhält man die von den Wiener Linien offiziell angegebenen 109 Stationen. Auf folgenden zehn Umsteigestationen halten zwei oder drei U-Bahn-Linien:
| Station         | Linien       |
| --------------- | ------------ |
| Karlsplatz      | U1 · U2 · U4 |
| Landstraße      | U3 · U4      |
| Längenfeldgasse | U4 · U6      |
| Praterstern     | U1 · U2      |
| Schottenring    | U2 · U4      |
| Schwedenplatz   | U1 · U4      |
| Spittelau       | U4 · U6      |
| Stephansplatz   | U1 · U3      |
| Volkstheater    | U2 · U3      |
| Westbahnhof     | U3 · U6      |

Jeder Bahnsteig wird stets nur von einer Linie bedient, dementsprechend besitzt jede Linie an einem Kreuzungsbahnhof separate und unabhängige Bahnsteigbereiche. Einzige Ausnahme ist die Station Längenfeldgasse, deren Richtungsbahnsteige die Linien U4 und U6 gemeinsam nutzen. Jeder Bahnhof ist zusätzlich zu seiner Bezeichnung mit einem aus zwei Buchstaben bestehenden Kürzel versehen, das vorrangig für betriebsinterne Zwecke vorgesehen ist.
Standardmäßig sind die Stationen mit zwei Gleisen je Linie und Mittel- oder Seitenbahnsteig ausgeführt. Mehr als zwei Gleise haben ausschließlich die Endbahnhöfe Ottakring und Heiligenstadt sowie die Station Stadion.
Im Gegensatz zu einigen anderen Großstädten kommen in der Wiener U-Bahn keine Methoden zur Anwendung, um die Personenströme der ein- und aussteigenden Fahrgäste zu trennen bzw. zu kanalisieren. Die Stationen verfügen über keine separaten Ein- und Ausgänge zum und vom Bahnsteig. Ebenso wenig kommt die Spanische Lösung zum Einsatz (ausgenommen Station Schottenring von 1980 bis 2008, sowie seit 2008 Station Stadion), bei der Bahnsteige zu beiden Seiten der Züge einen rascheren Fahrgastwechsel ermöglichen.
Für gewöhnlich stellt das – selbst in den Hauptverkehrszeiten – kein Problem dar, lediglich bei Großveranstaltungen kann es durch in beide Richtungen drängende Fahrgäste zu Verzögerungen bei der Zugabfertigung kommen. So gilt beispielsweise beim jährlichen Donauinselfest in den im Umkreis der Donauinsel gelegenen Stationen ein regelrechter Ausnahmezustand. Nur dank dichtest möglichen Intervallen und dem Einsatz von U-Bahn-Personal im gesamten Stationsbereich können chaotische Zustände vermieden werden.
Ein neu entwickeltes Steuerungssystem regelt in der dreigleisigen U2-Station Stadion mit zwei Mittelbahnsteigen bei Veranstaltungen im Ernst-Happel-Stadion den Personenfluss zu und von den Bahnsteigen mit Hilfe von elektronischen Zähl- und Wiegesystemen und Echtzeit-Auswertungen. Es kam erstmals während der Fußball-Europameisterschaft 2008 zum Einsatz.

#### Zugänge
Neben den in Tief- oder Hochlage liegenden Stationen sind einzelne Zugänge auch ebenerdig zu erreichen. Zur leichteren Orientierung sind Stiegen, Aufzüge und gegebenenfalls die Rolltreppen an der Oberfläche stets nah beieinander bzw. in einem Aufnahmegebäude angeordnet. In den Stationen der ersten Ausbaustufe, in denen erst später Aufzüge nachgerüstet wurden, können letztere auch völlig unabhängig positioniert sein, wie zum Beispiel in der Station Nestroyplatz.
In der Regel verfügt jeder Bahnhof über mindestens zwei Zugänge. Eine Ausnahme bilden beispielsweise jene Bahnhöfe, wo aus Gründen des Denkmalschutzes keine weiteren Einbauten geschaffen werden konnten. Meist führen diese Ausgänge direkt in ein Aufnahmsgebäude; Verteilerebenen mit mehreren Ausgängen wurden vor allem im zentrumsnahen Bereich und bei Umsteigestationen angelegt.
Die Zugangswege zu den Bahnsteigen sind bei den Linien U4, U6 und teilweise auch auf der U2 recht kurz, da diese Linien abschnittsweise aus Stadtbahn- und Straßenbahnstrecken mit ihren oberflächennahen Stationen hervorgegangen sind. Die von Grund auf neu geplanten und gebauten Linien U1 und U3 sowie die Erweiterungen der U2 mussten zum Teil tief unter der Oberfläche angelegt werden, da sie Häuserblocks, Donaukanal, Wienfluss sowie die älteren U-Bahn-Strecken unterqueren; die dortigen Stationen erfordern dementsprechend häufig längere Fußmärsche oder Rolltreppenfahrten, bedienen aber ein größeres Einzugsgebiet, da die beiden Stationsaufgänge jeweils weiter auseinander liegen. So liegen bei der Station Kettenbrückengasse der Linie U4 die beiden Aufgänge an der Oberfläche etwa 120 Meter voneinander entfernt, während die Ausgänge der Station Neubaugasse der Linie U3 in einem Abstand von etwa 400 Meter angelegt wurden.
Die 2008 eröffnete U2-Station Schottenring befindet sich in bis zu 21 Meter Tiefe und direkt unter dem Donaukanal; ihre Zugänge liegen dafür beiderseits des Kanals in den Bezirken 1 und 2.

#### Fahrgastinformation
An allen Bahnsteigen befinden sich dynamische Zugzielanzeigen, die die Linie, das Fahrziel und die Zeit bis zur Abfahrt des Zuges darstellen. Außerdem wird angezeigt, ob der nächste Zug barrierefrei (V oder X Wagen) ist. Informationsinseln mit Fahr- und Umgebungsplänen oder ortsabhängigen Zusatzinformationen sind auf allen Bahnsteigen zu finden. Neben den gedruckten Fahrplänen und elektronischen Anzeigen gibt es im Bahnsteigbereich mehrere Verlaufspläne der entsprechenden Linie. In einigen wichtigen Stationen befinden sich außerdem mit Personal besetzte Informations- und Ticketverkaufsstellen. In den meistfrequentierten Stationen befinden sich sogenannte „Infoscreens“ (Fahrgastfernsehen) an den Bahnsteigen. Diese werden zum Großteil mit redaktionellen Inhalten und Werbung bespielt; gezeigt werden aber auch Sicherheitshinweise.

#### Barrierefreiheit
Alle Stationen sind mit Aufzügen ausgestattet, ebenerdig zu erreichen und die Station Pilgramgasse hat während der Bauarbeiten für den U2-Anschluss einen kostenlosen Fahrtendienst für mobilitätseingeschränkten Personen und ihren im Behindertenpass eingetragenen Begleitpersonen. 1982, nach der ersten abgeschlossenen Ausbaustufe, wurden insgesamt 24 Stationen der Linien U1, U2 und U4 ohne Liftanlagen gebaut. In diesen Stationen rüstete man von 1994 bis 2004 stufenweise insgesamt 35 Aufzüge nach, den Abschluss dieses Programms bildete die Inbetriebnahme der Liftanlage in der Station Taubstummengasse im April 2004. Die Aufzüge sind mit einem akustischen System ausgestattet, das die verschiedenen Ebenen ansagt und damit Fahrgästen mit vermindertem Sehvermögen entgegenkommt. Neuere Anlagen besitzen zusätzlich Infomonitore in den Kabinen. Die U-Bahn-Stationen sind mit einem taktilen Blindenleitsystem ausgestattet.
Von den Bahnsteigen ist ein niveaugleiches Einsteigen in die Garnituren möglich, jedoch sind nur die Fahrzeuge der Type V und X auf ihre Barrierefreiheit hin optimiert. Zum einen bieten diese Züge mehr Platz für Rollstühle und Kinderwagen, zum anderen wird der verbleibende Spalt zwischen Zug und Bahnsteig an der vordersten und hintersten Türe in jeder Station durch automatisch ausfahrende Rampen komplett geschlossen. Die neueren Fahrzeugreihen besitzen zudem gelbe anstatt grau-roter Haltestangen, die von sehbehinderten Fahrgästen besser wahrgenommen werden können.

#### Architektur
In der Planung des Grundnetzes maß man der Gestaltung der Stationen noch keine Bedeutung zu. Architekten wurden daher nicht von Anfang an einbezogen. Erst nach Baubeginn einigte man sich, einen Architekturwettbewerb auszuschreiben. Der gestalterische Spielraum war aber aufgrund der fortgeschrittenen Planung eher gering. Ziel war es deshalb nicht, ein definitives Siegermodell zu küren; gesucht wurden vielmehr Experten, die das neu zu bauende Wiener U-Bahn-Netz einheitlich und an die unterschiedlichen Gegebenheiten anpassbar gestalten konnten. Vorbild für die einheitliche Gestaltung war die ab 1892 gebaute Wiener Stadtbahn, die von Otto Wagner nach einem einheitlichen Gestaltungsprinzip für Stationen, Brücken und Strecken gebaut worden war.
1970 wurden dann zwei erste Plätze (Wilhelm Holzbauer und das Architektenteam Heinz Marschalek, Georg Ladstätter und Bert Gantar) sowie ein dritter Platz durch ein Juryurteil vergeben. Da die beiden Siegerentwürfe auf ähnlichen Ideen aufbauten, vereinigten sich die Planer und gründeten die Architektengruppe U-Bahn (AGU), die zunächst mit der Gestaltung der U1 (komplettes Liniendesign, ausgenommen Karlsplatz) und der U4 (Umrüstung der Stadtbahnstrecke zur U-Bahn) beauftragt wurden. Das Team entwickelte daraufhin in den Jahren 1970 bis 1973 ein einheitliches Paneelsystem. Alle Bauteile eines Typs sind entsprechend ihrer Verwendung gleich gebaut und umfassen die Bahnsteigbereiche, Stiegenhäuser und Gänge. In die Paneele sind Informations- und Leitsystemteile, Sicherheitseinrichtungen, Zugänge wie Türen oder auch Sitzbänke und Mistkübel integriert. Ist ein Teil beschädigt oder verschmutzt, kann er ohne gröbere Arbeiten einfach ausgetauscht werden. Da die Wiener Linien ein einheitliches Liniendesign anstreben, wurden auch später realisierte Stationen der U1 und der U4 mit einem entsprechenden Design gestaltet.
Für die zweite Ausbaustufe (U3, Nordverlängerung U6) wurde das bewährte Gestaltungskonzept weiterentwickelt, was vor allem den Einsatz neuer Materialien im Hinblick auf ihre Dauerhaftigkeit und Resistenz bedeutete. Diese sollen die Lebensdauer erhöhen und die Erhaltungskosten niedrig halten. Erstmals wurden auch von Beginn an Aufzüge in die Objekte eingebaut. Diese Erkenntnisse wurden dann auch beim Ausbau der U1 berücksichtigt. Da die Wiener Linien ein einheitliches Liniendesign anstreben, wurden auch später realisierte Stationen der U1 mit dem charakteristischen Rundbogenstil ausgeführt.

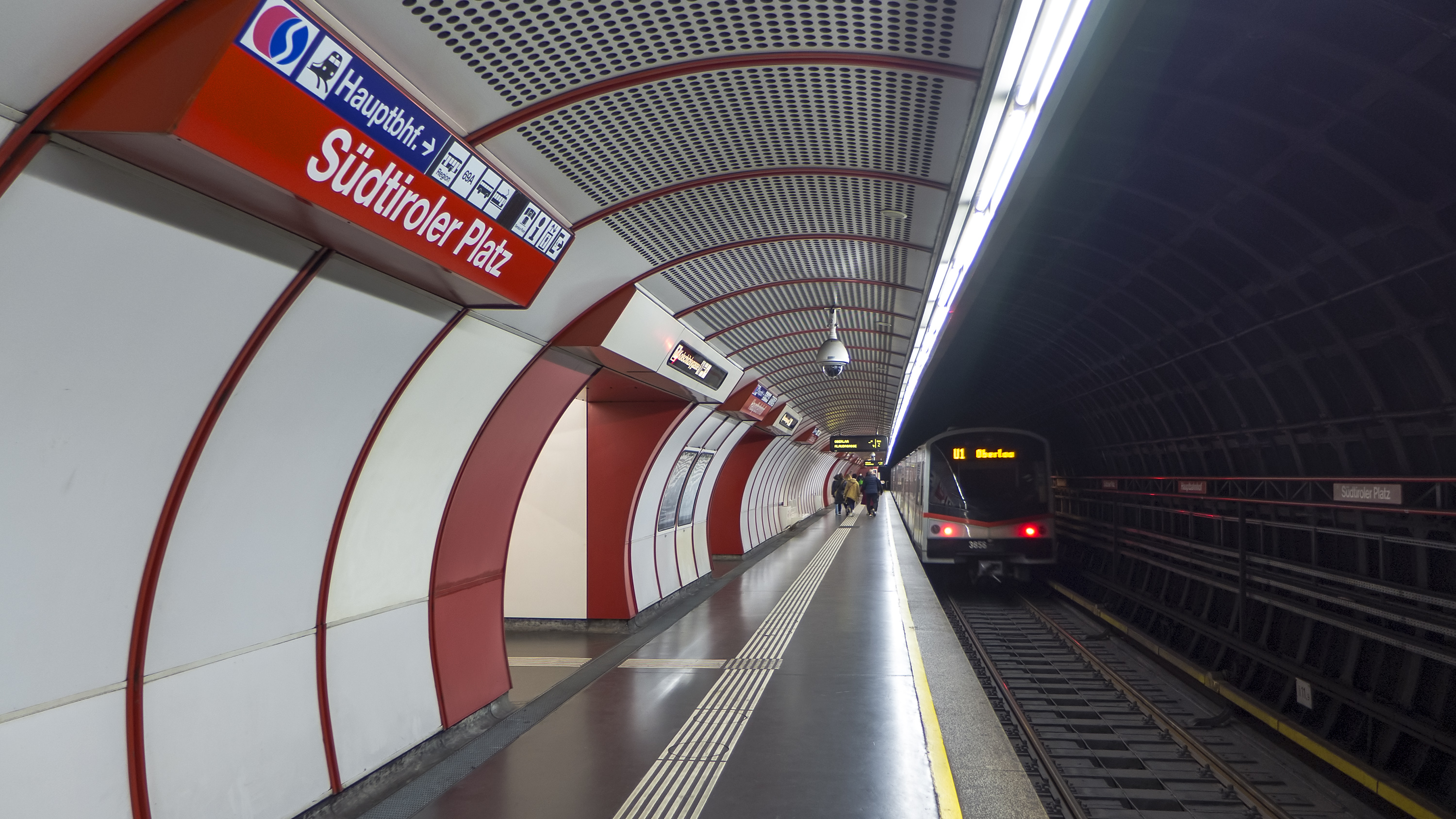
Die 1978 eröffnete U1-Station Südtiroler Platz…
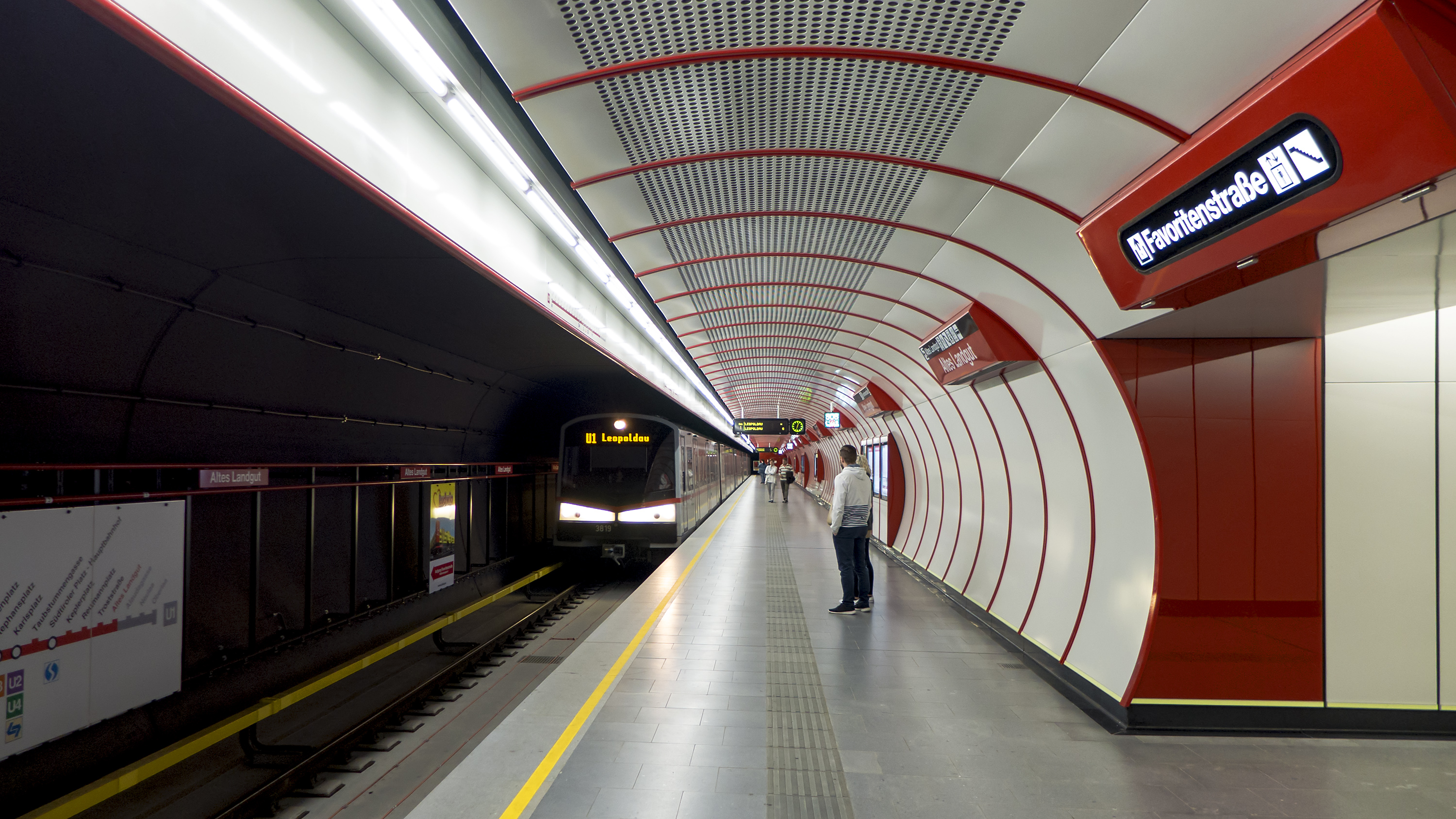
…und die 2017 eröffnete U1-Station Altes Landgut
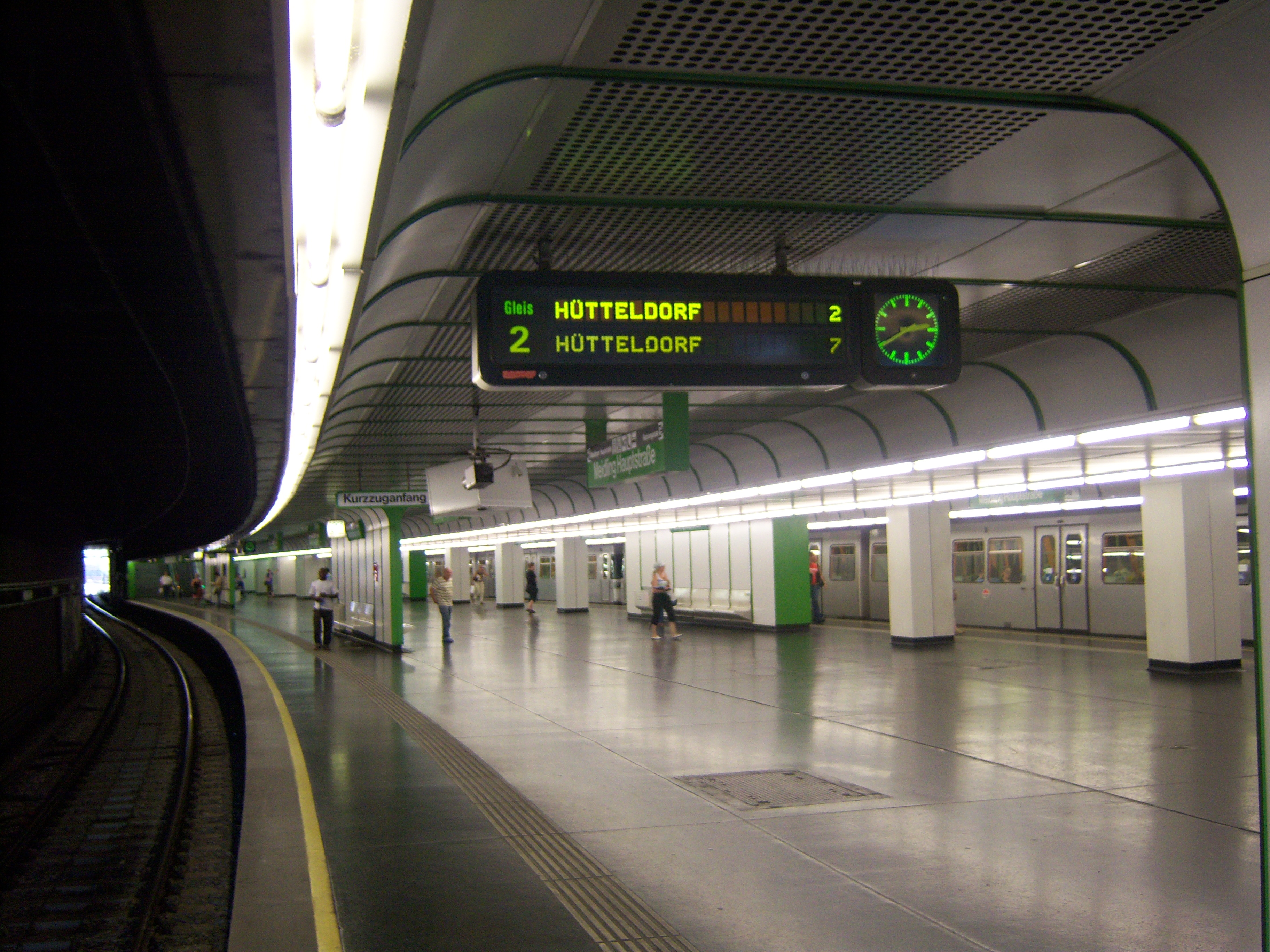
U4-Station Meidling Hauptstraße (Diese Station ist im typischen Design der U4. Sie hat einen breiteren Mittelbahnsteig dort wo früher die Gleise der Stadtbahn lagen.)
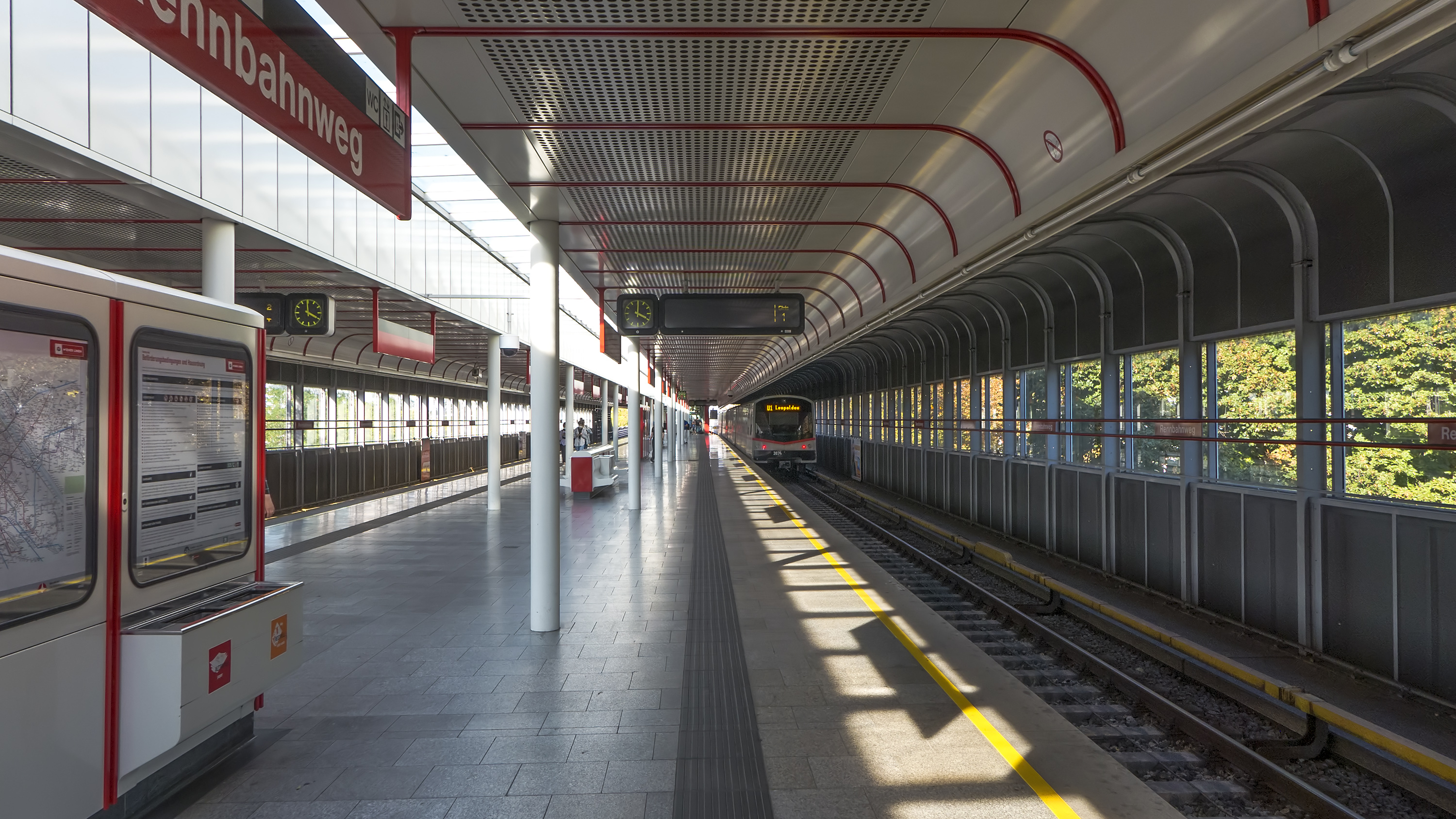
U1-Station Rennbahnweg
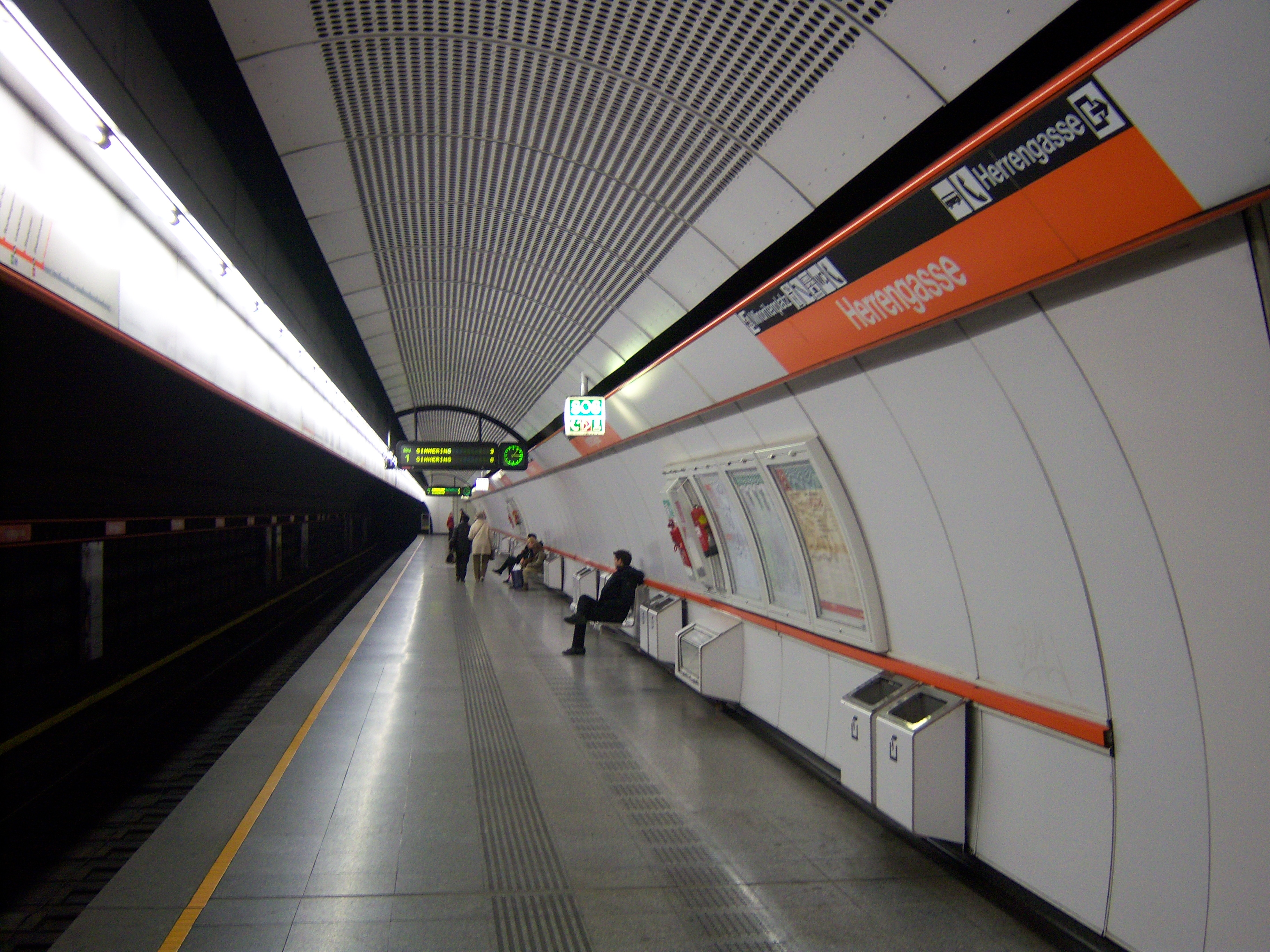
Die 1991 eröffnete U3-Station Herrengasse mit modifiziertem Design
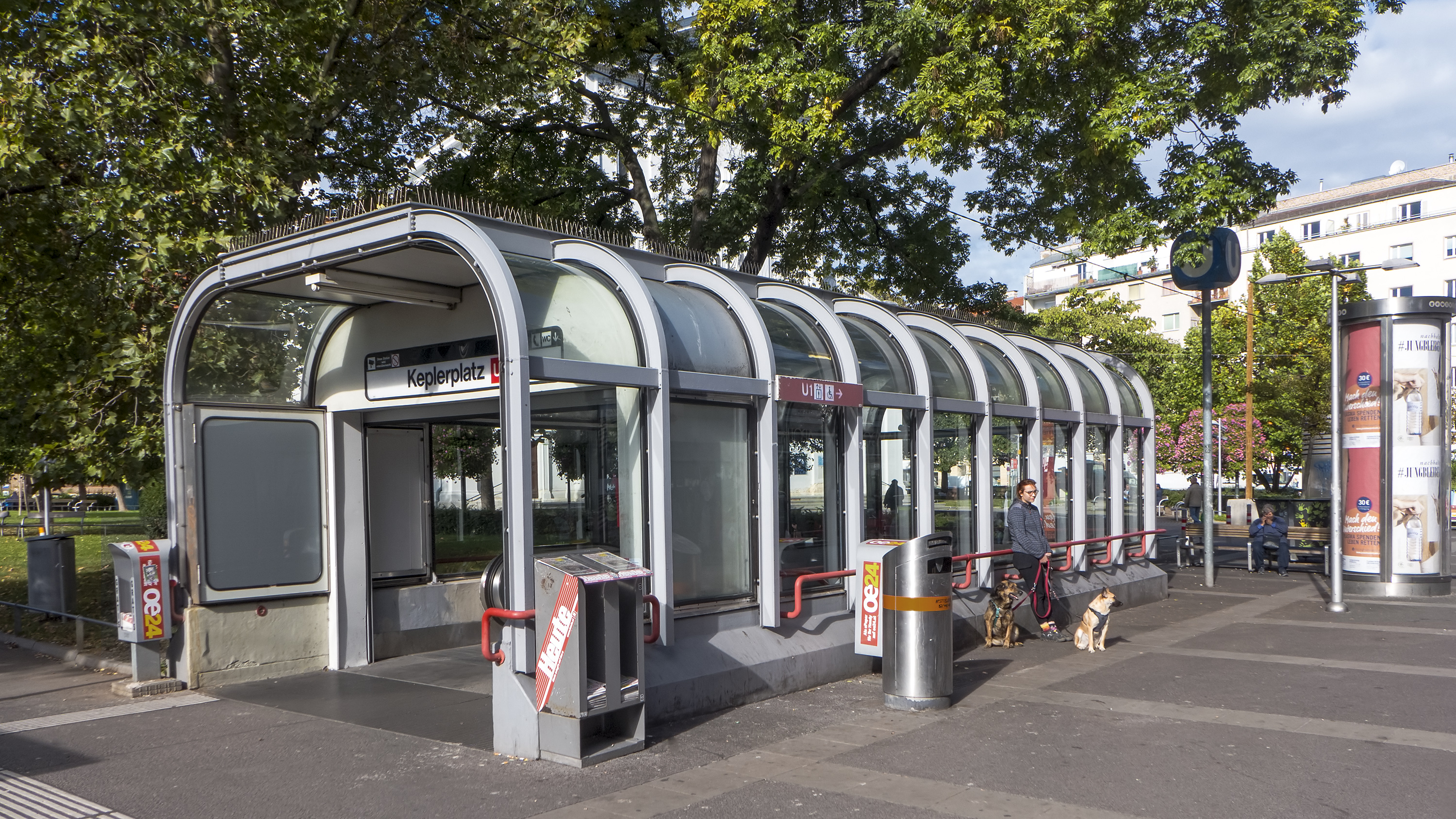
Aufnahmegebäude der ersten Ausbaustufe (U1) am Keplerplatz…
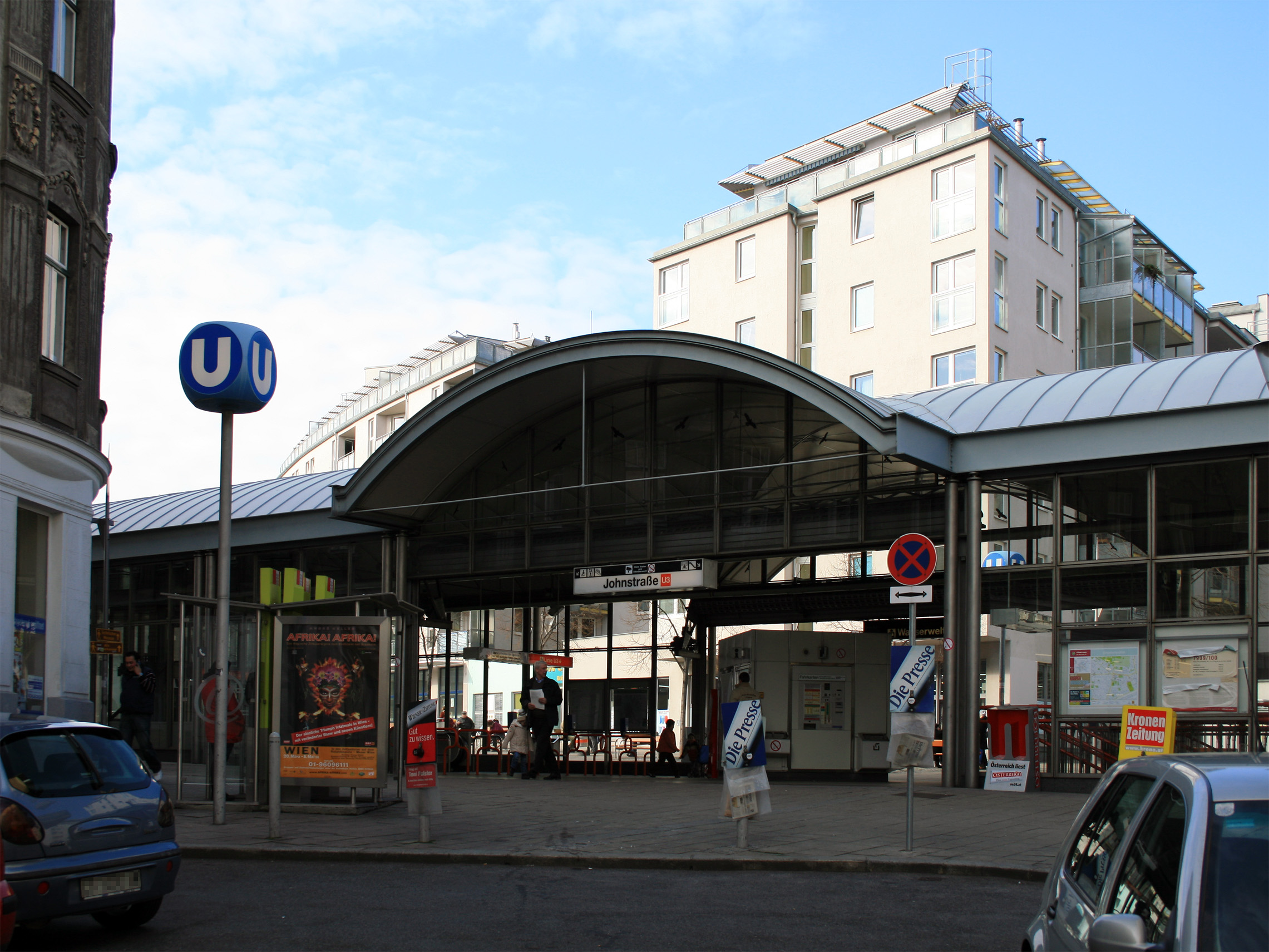
…und der zweiten Ausbaustufe (U3) in der Johnstraße

Diese dritte Ausbaustufe brachte eine Neuerung mit sich, da für die neu zu errichtenden Stationen der U2 ein Architekturwettbewerb ausgeschrieben wurde, siehe im Artikel zur U-Bahn-Linie U2. Mit der Gestaltung der U2-Verlängerung wurden diesmal nicht die AGU, sondern die Architekten Gerhard Moßburger und Paul Katzberger betraut. Neue Wege ging man nun auch in der Dimensionierung der Stationen, beispielsweise bei der Wahl der Bahnsteigsbreiten oder der Positionierung von Zu- und Ausgängen. Die U2-Stationen der vierten Ausbaustufe werden im selben Stil ausgeführt.

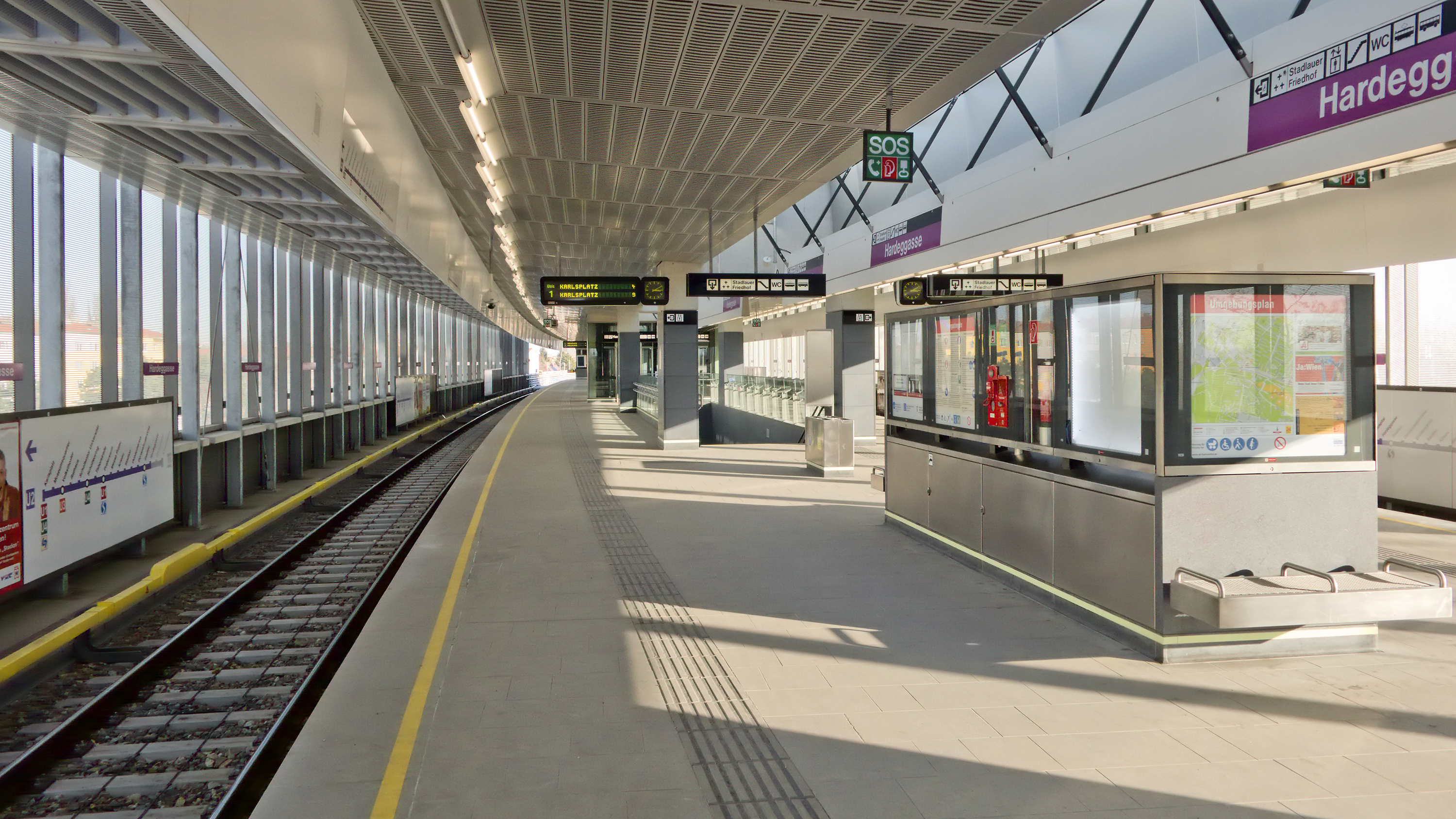
U2-Hochstation in der Hardeggasse
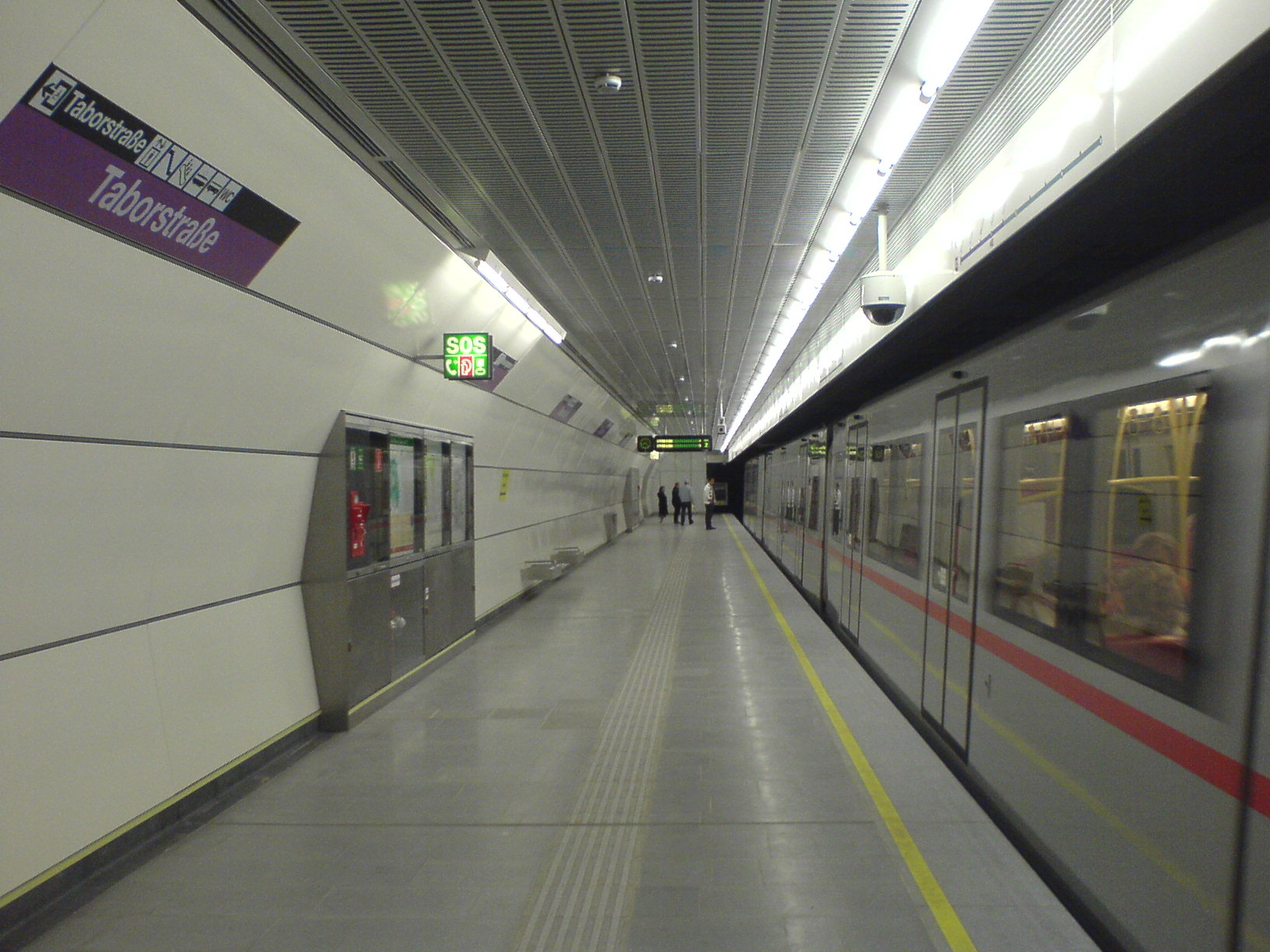
U2-Tiefstation Taborstraße
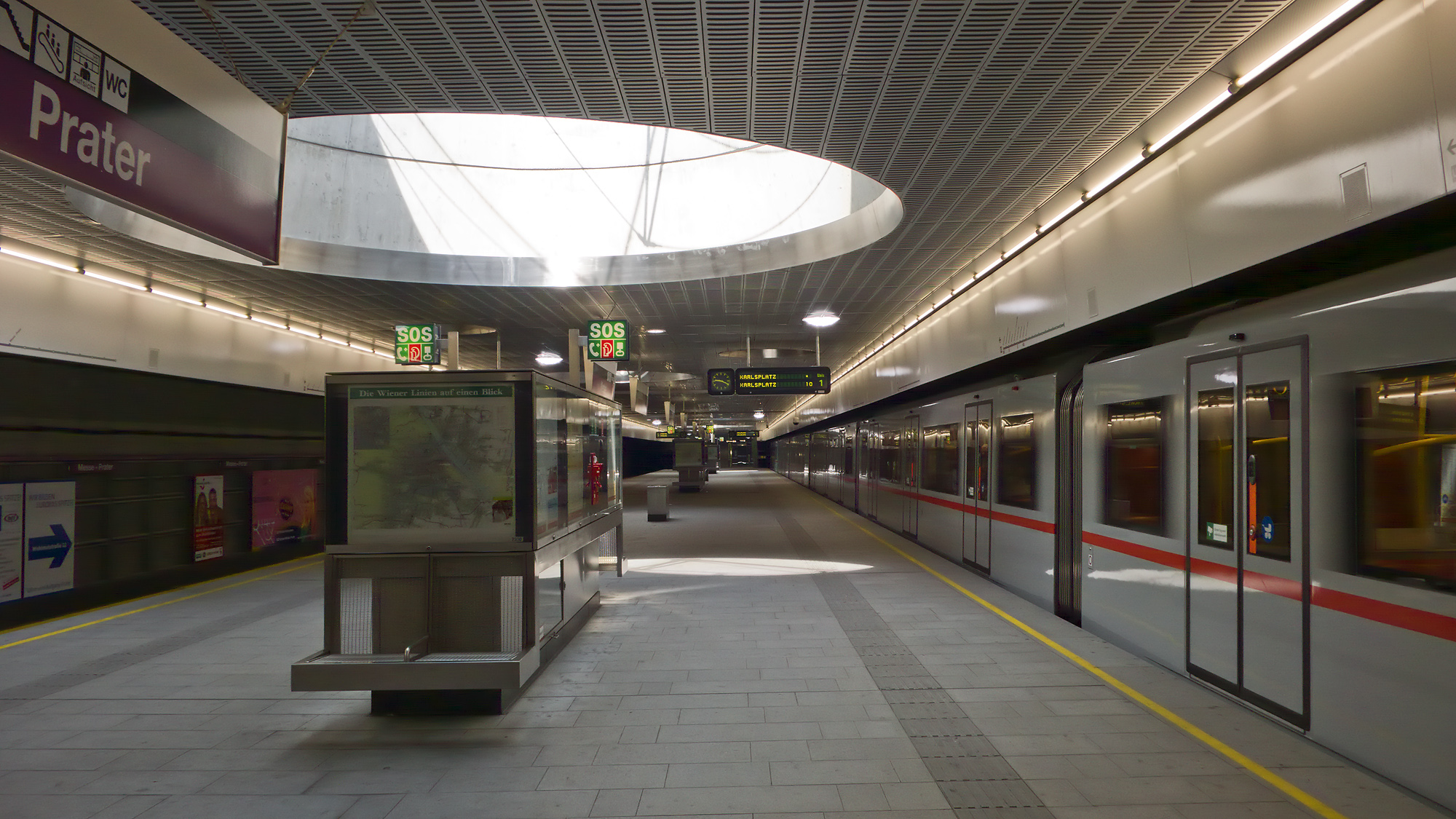
U2-Station Messe-Prater mit Lichtschächten…
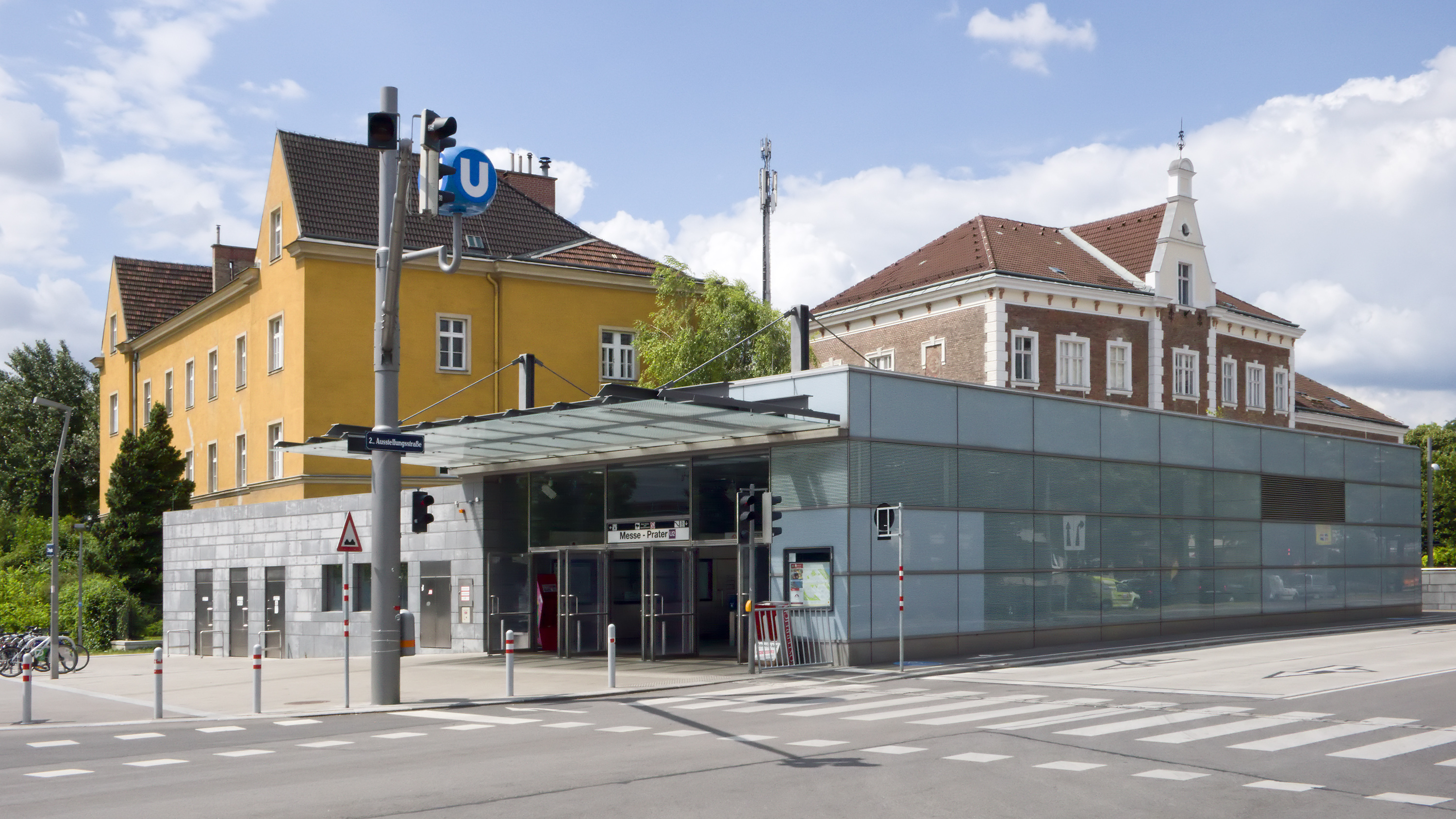
…und Aufnahmegebäude

Für die im Zuge der vierten und fünften Ausbaustufe neu zu bauenden Stationen der U5 wurde ein weiterer Architekturwettbewerb ausgeschrieben. Diese Stationen werden die Handschrift der Architekturbüros Franz&Sue und YF tragen, siehe im Artikel zur U-Bahn-Linie U5.
Von der Idee des einheitlichen Liniendesigns gibt es einige Ausnahmen. Auf der Linie U4 sind zwei von Otto Wagner gestaltete Stationen Schönbrunn und Stadtpark aus der Zeit der Stadtbahn (1898 bzw. 1901 eröffnet) weitestgehend im Originalzustand erhalten. Eine Besonderheit stellen auch die Kurt Schlauss gestalteten Stationen Karlsplatz, Volkstheater und Schottentor und die unter seiner Leitung umgebauten Haltestellen der U-Straßenbahn (Ustrab) entlang der Zweierlinie, die heute zur U2 gehören, dar. Über kein einheitliches Liniendesign verfügt die U6, die sich durch einen Mix aus Otto-Wagner-Stadtbahnbauten, AGU-Architektur und mehreren individuellen Designs auszeichnet, siehe im Artikel zur U-Bahn-Linie U6.
Die von der AGU in der frühen U-Bahn-Planung erarbeiteten Gestaltungsgrundsätze liegen jedoch allen nicht-historischen Stationsbauwerken zu Grunde. Sie sind zu unverrückbaren Grundsätzen geworden; unabhängig von Planer und Baujahr haben sie bis heute Bestand. Dazu zählen das Leitsystem, der oben genannte flexible Innenaufbau und – als wesentlichstes Charakteristikum der Stationen – die als „Wiener System“ bekannte strikte Trennung zwischen dem Fahrgast- und Gleisbereich. (Die besondere Bedeutung der Innenraumgestaltung in den Stationsbauten ist dem Kapitel Sicherheit in der Wiener U-Bahn zu entnehmen.)

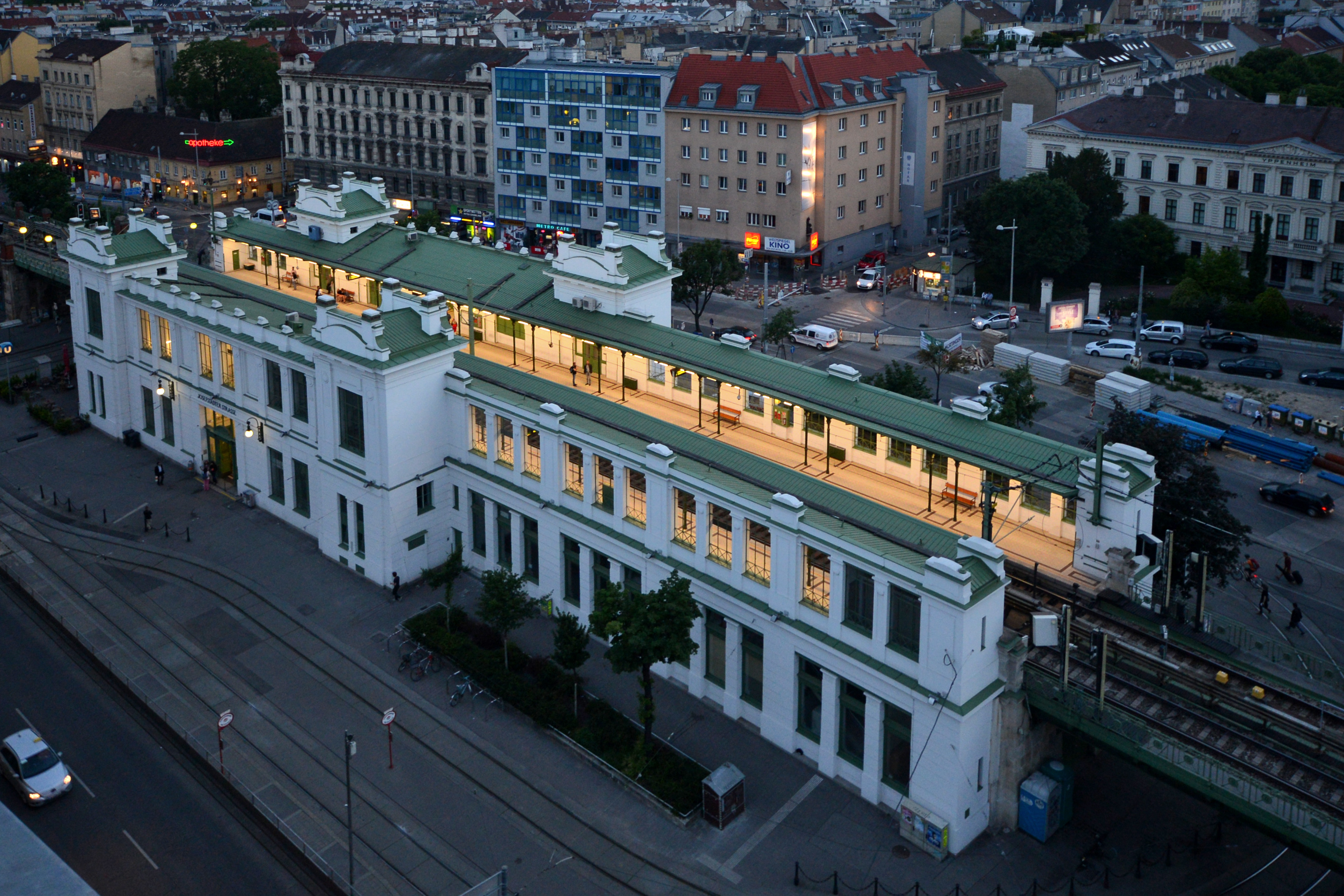
Station Josefstädter Straße samt…
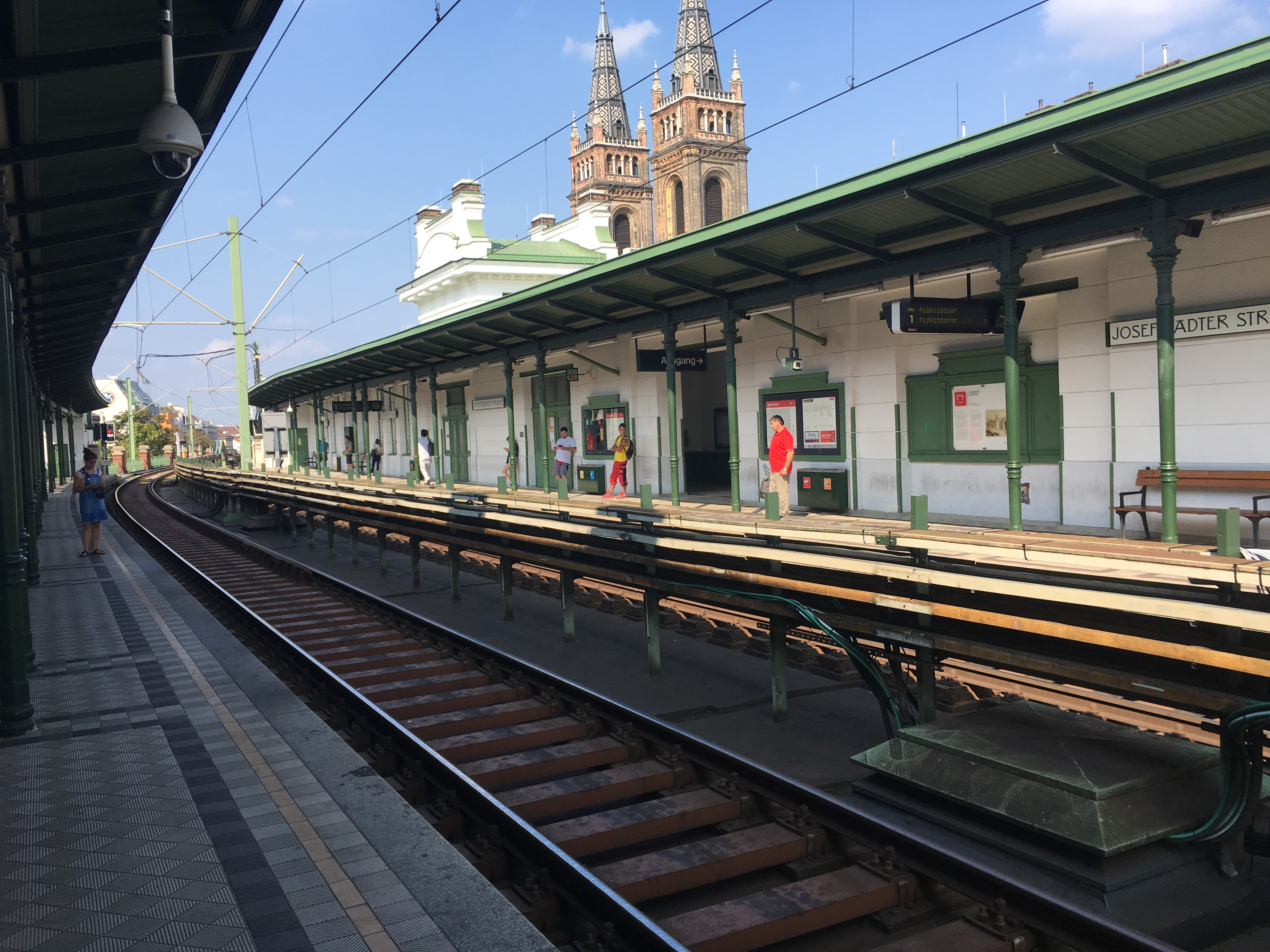
…Bahnsteigen von Otto Wagner
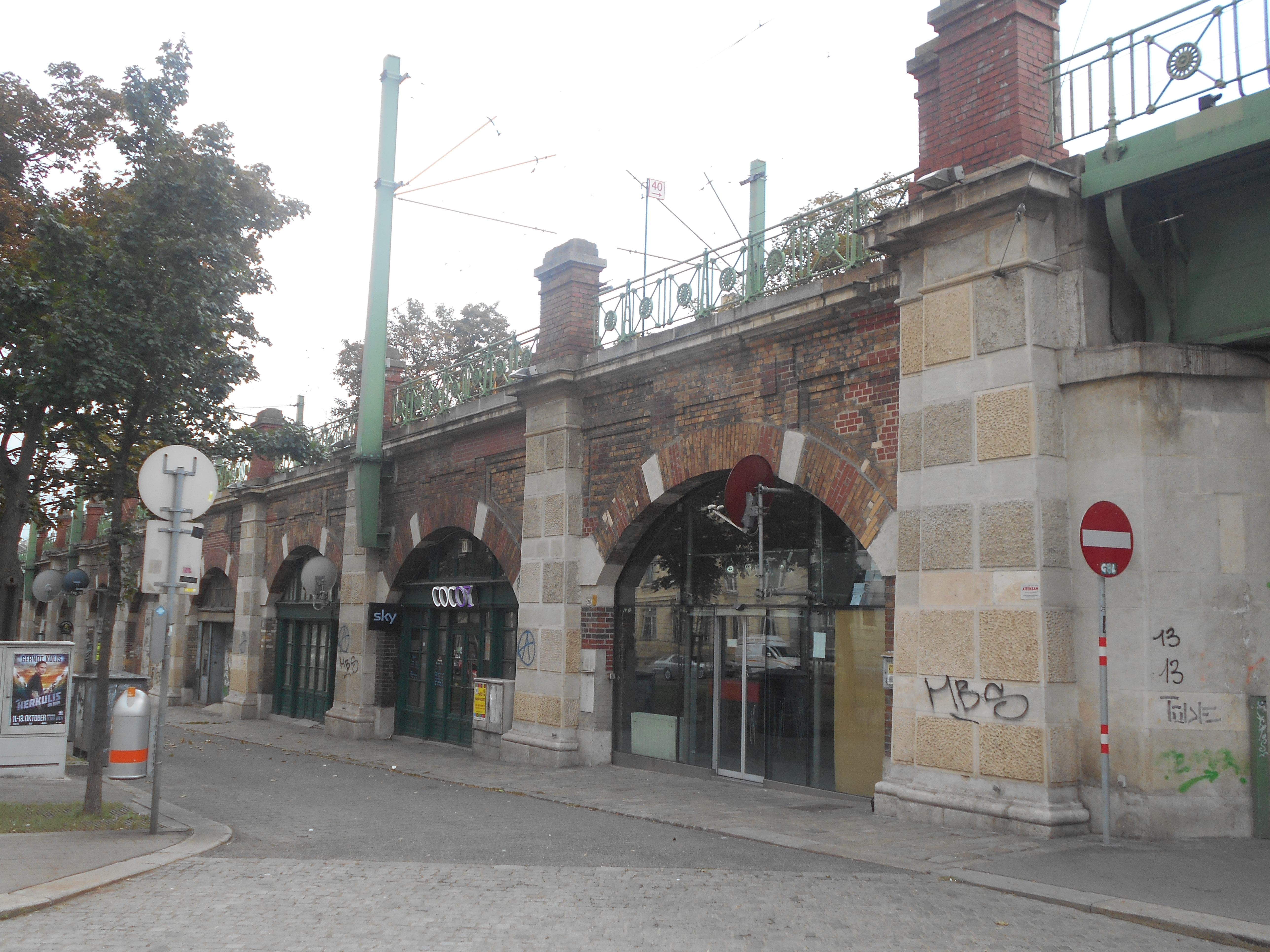
Stadtbahnbögen im Bereich der U6
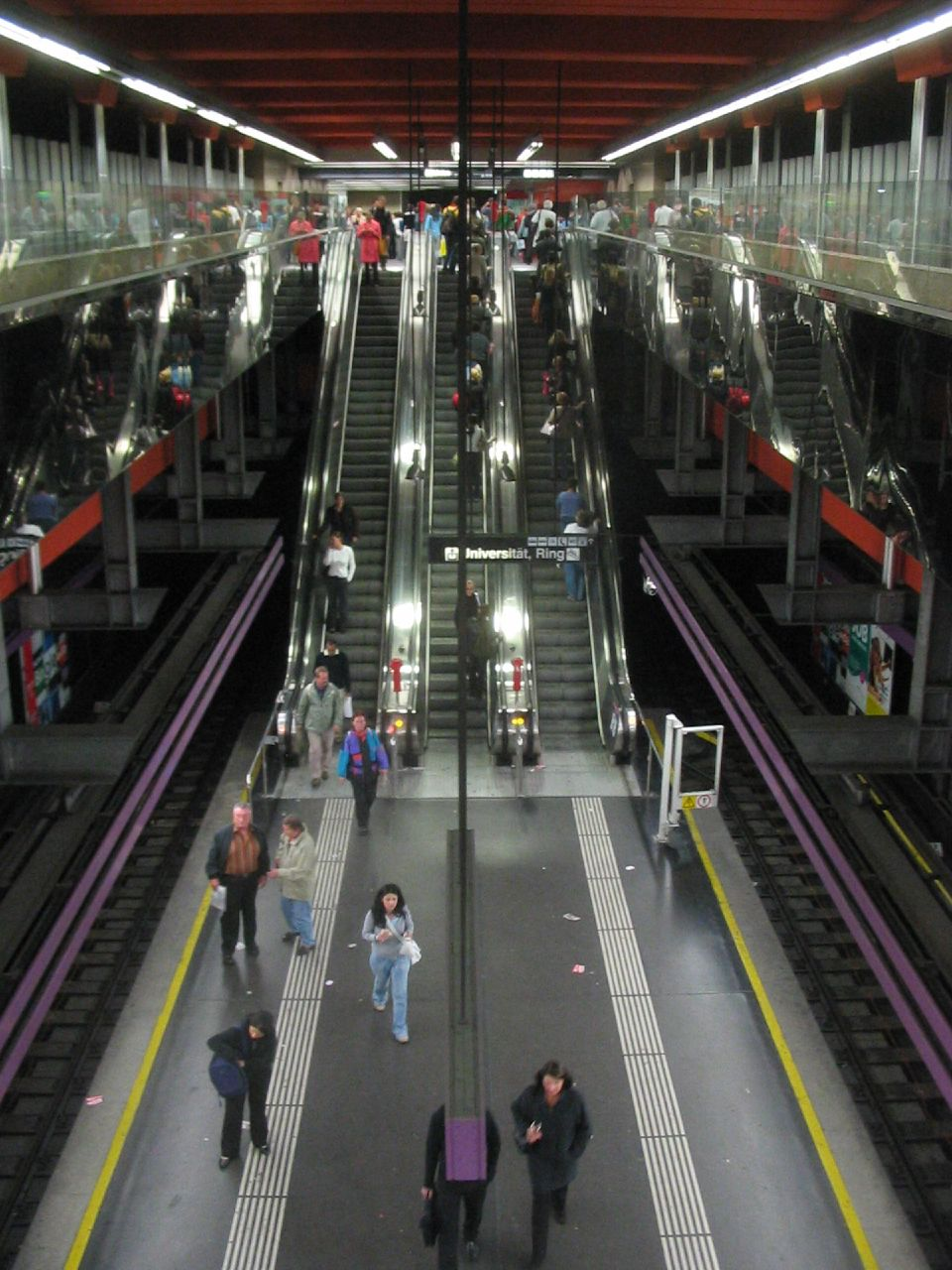
Station Schottentor
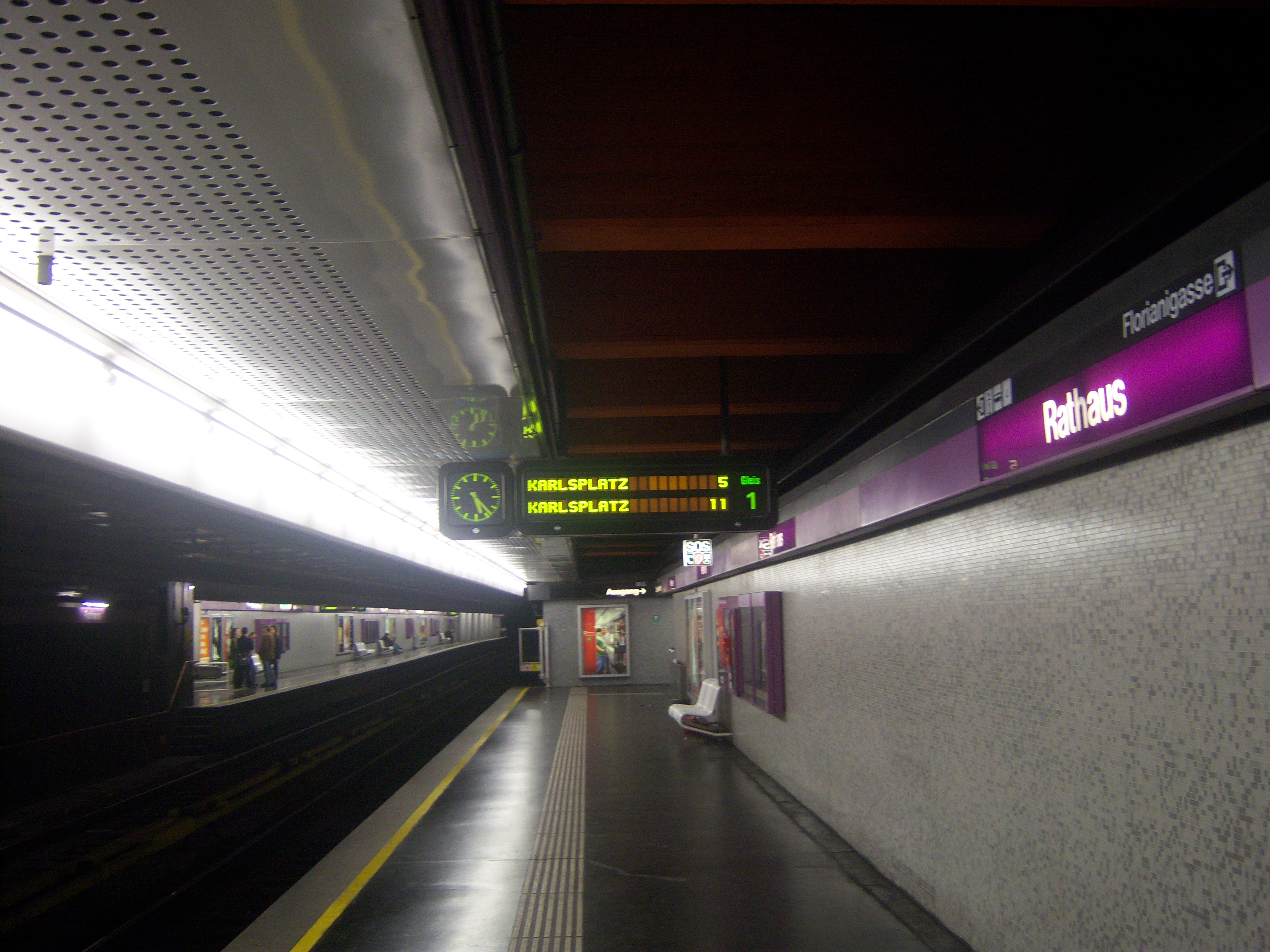
Zur U2-Station umgebaute Ustrab-Station Rathaus

#### Künstlerische Ausgestaltung
Mit dem Bau der U3 wurde begonnen, auch Künstler in die Gestaltung der Stationen miteinzubeziehen. Dezidiert sprach man sich aber dafür aus, derlei Interventionen nur in „gut begründeten Bereichen“ zu platzieren; Kunstwerke sollten nicht alibihalber installiert werden um Leerflächen „aufzuhübschen“. Zahlreiche Stationen, insbesondere an den Linien U2 und U3, wurden seither künstlerisch ausgestaltet. Mittlerweile werden rund 30 Werke internationaler Künstler in Form von Wandmalereien, Installationen oder Skulpturen präsentiert. Die Linie U3 wird auch als „Kulturlinie“ vermarktet, da ihre Stationen einen besonders hohen Anteil an öffentlicher Kunst aufweisen und darüber hinaus viele kulturelle Einrichtungen entlang der Strecke liegen. In einigen Stationen werden auch teilweise noch aus der Römerzeit stammende Ausgrabungen präsentiert. In der Station Stubentor wurden Teile der Wiener Stadtmauer in das Stationsbauwerk integriert und auch die beim U-Bahn-Bau wiedergefundene Virgilkapelle wurde durch die Station Stephansplatz wieder zugänglich gemacht.

Eine Auswahl an Projekten in den Stationen
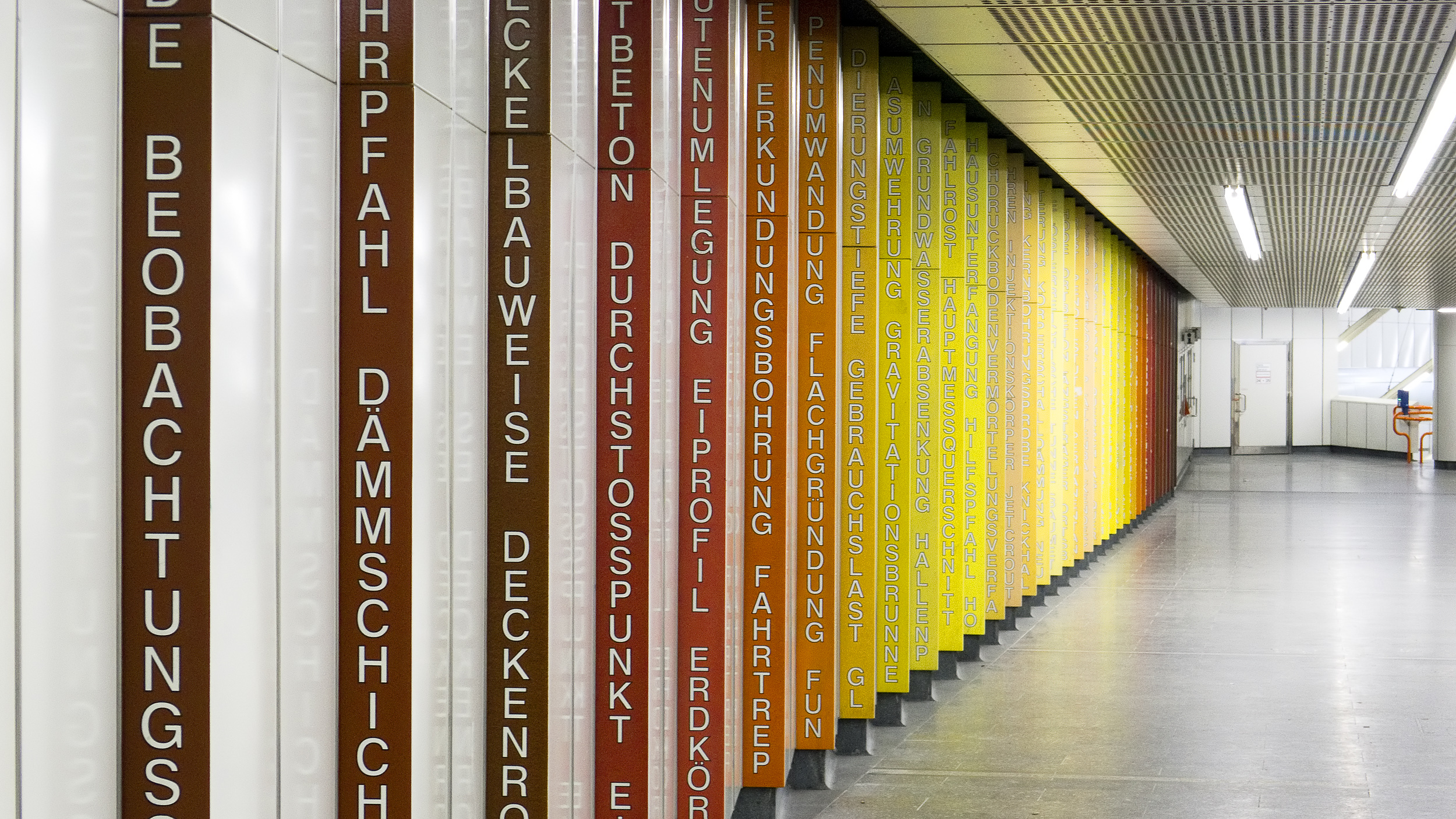
„U-BauAlphabet“, Georg Salner (Hütteldorfer Straße)
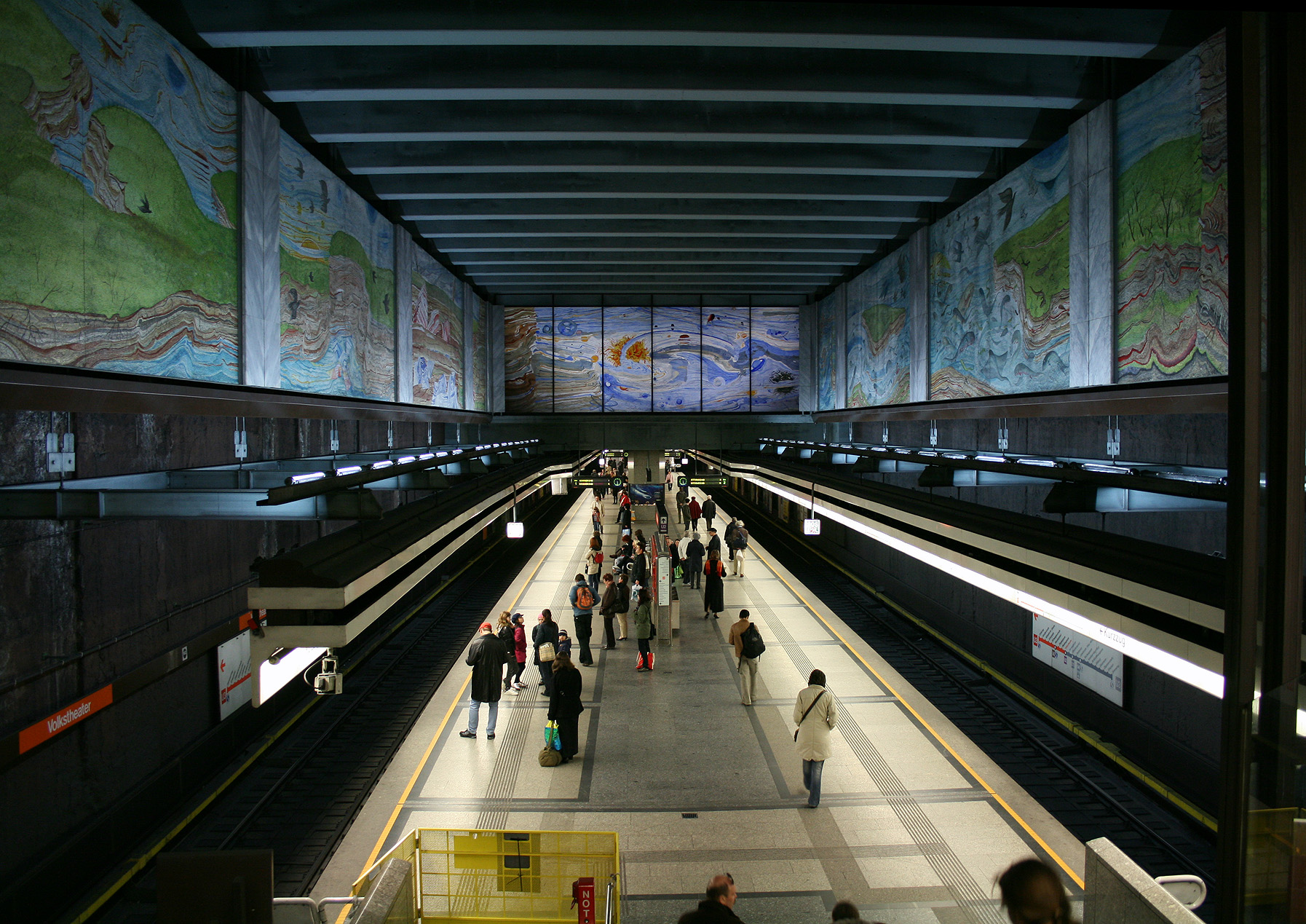
„Das Werden der Natur“, Anton Lehmden (Volkstheater)
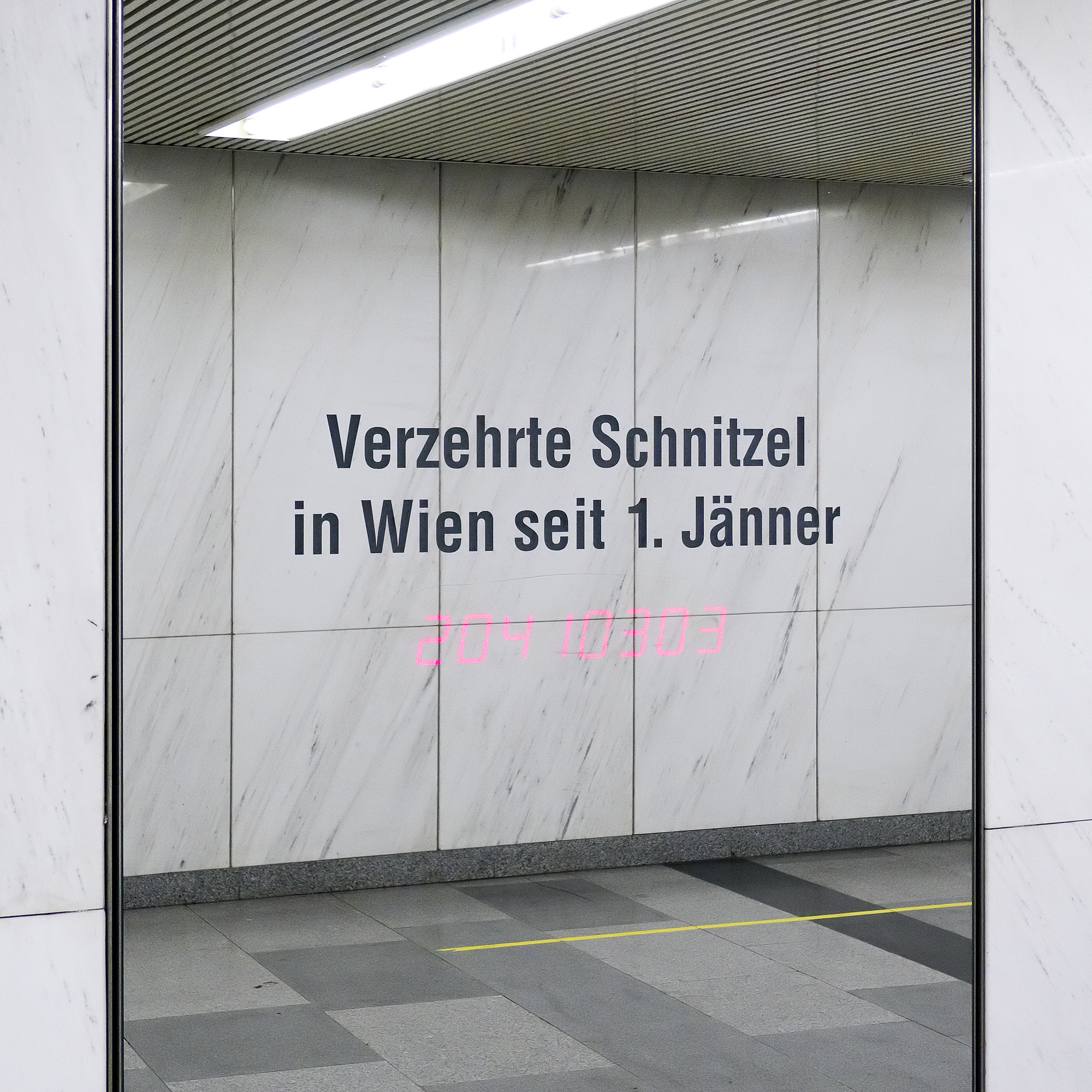
„Factoids“ – Ausschnitt, Ken Lum (Karlsplatz)
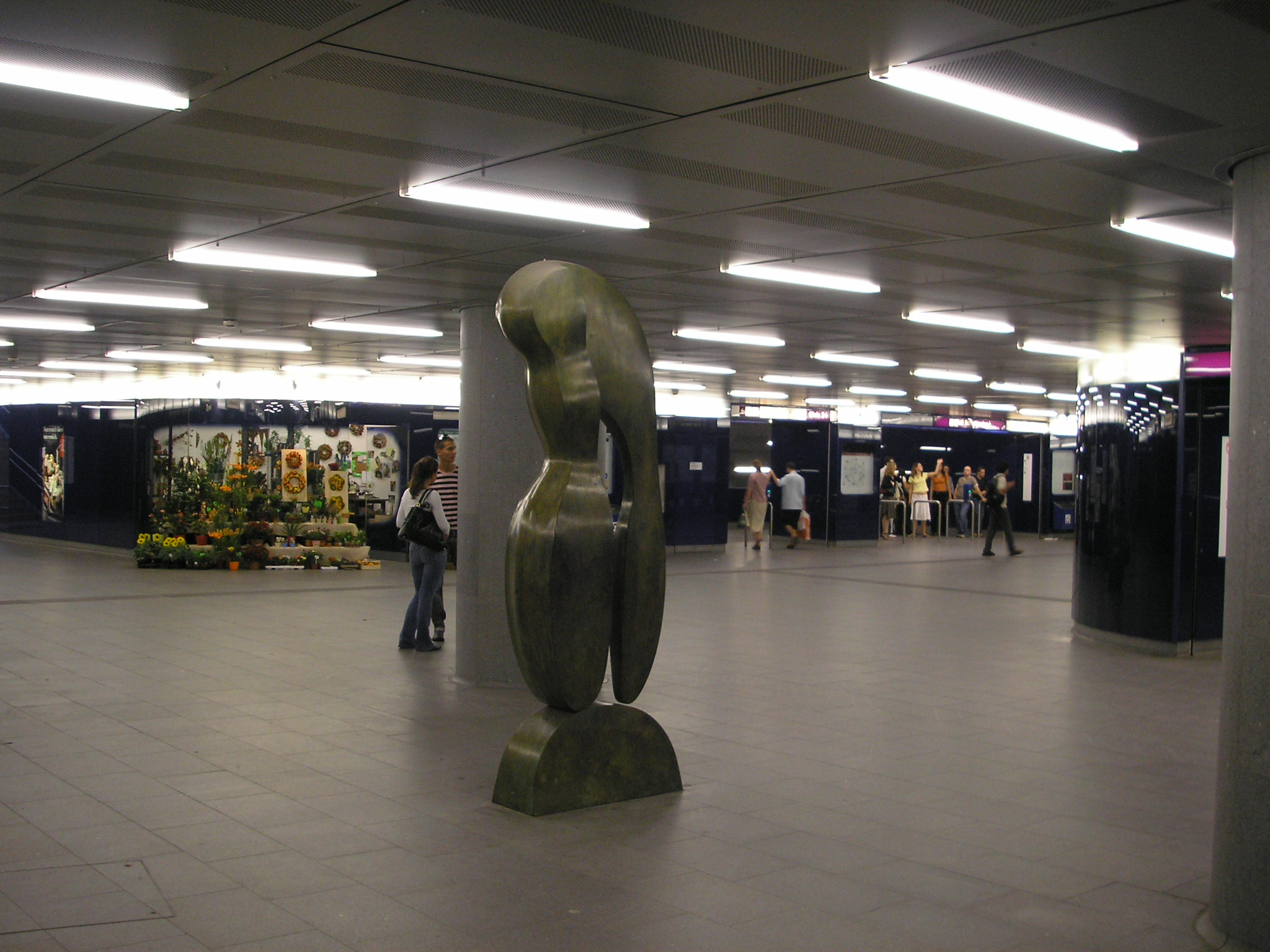
„Lauf der Geschöpfe“ – Ausschnitt, Rudi Wach (Museumsquartier)
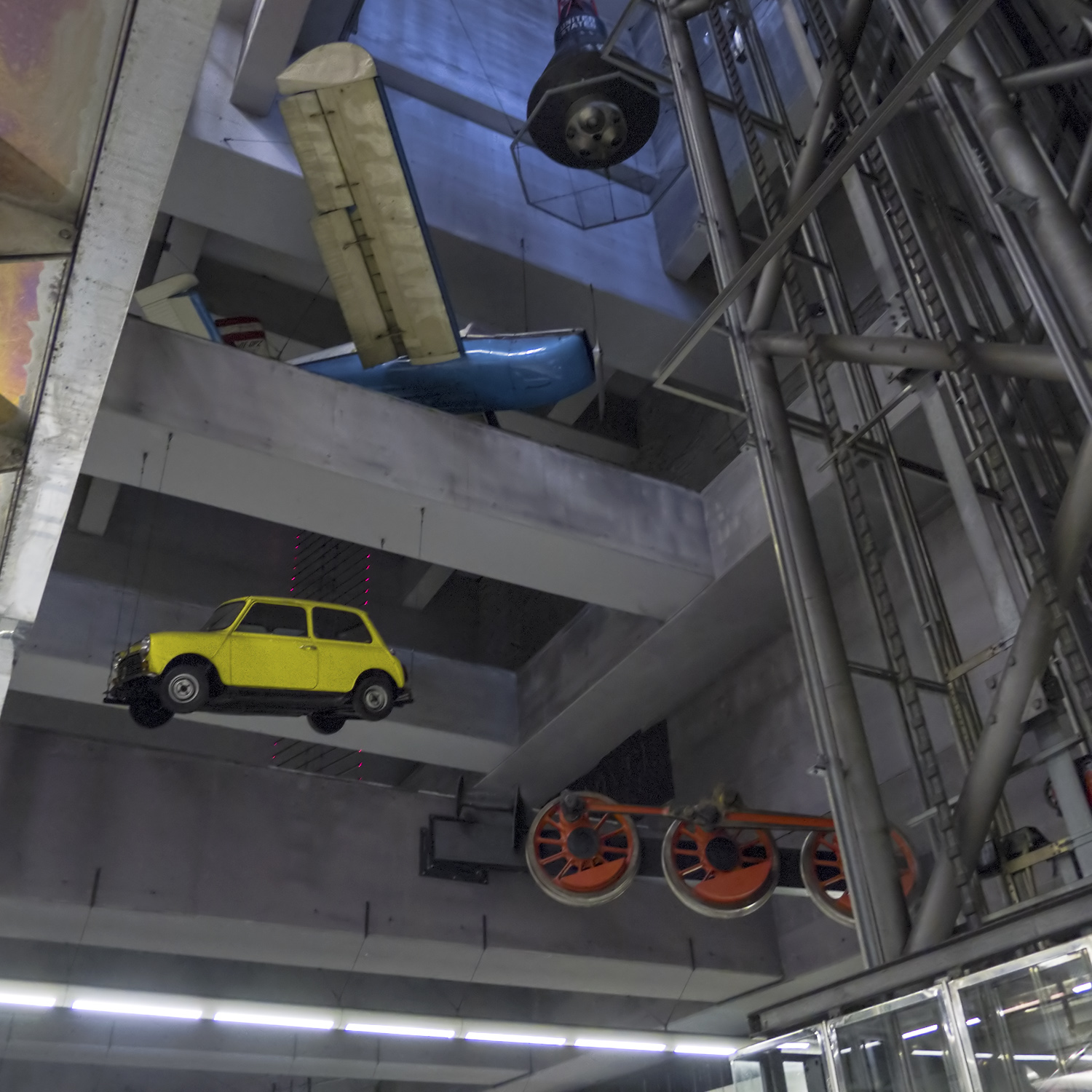
„Kunst der Technik“ – Ausschnitt (Schweglerstraße)
Virgilkapelle (Stephansplatz)

#### Aufgelassene Stationen und Streckenabschnitte
Die bisher einzige ersatzlos aufgelassene U-Bahn-Station ist die Station Lerchenfelder Straße an der U2. Aufgrund der Verlängerung der Bahnsteige von 75 auf 115 Meter auf der gesamten Linie der U2 verkürzte sich der ohnedies knappe Stationsabstand zwischen den Stationen Lerchenfelder Straße und Volkstheater und führte zur Schließung der Station am 27. September 2003. Die dortige Haltestelle der Straßenbahnlinie 46 wurde in Auerspergstraße umbenannt, um eine eindeutigere Lokalisierung zu ermöglichen.
1991 wurde der Verbindungsbogen stillgelegt, womit die Station Friedensbrücke nicht mehr von der U6 bedient wurde. Seit 1996 fährt die U6 auch nicht mehr nach Heiligenstadt, da diese einen neuen Verlauf in Richtung Floridsdorf bekam. Beide Stationen werden aber nach wie vor von der Linie U4 angefahren.
Die alte U6-Station Westbahnhof, die sich unter dem Vorplatz des Westbahnhofs befand, wurde 1991 im Zuge des Baus der Linie U3 geschlossen. Direkt unter dem Gürtel, östlich der alten Haltestelle, wurde eine neue Station errichtet. Ähnlich wurde 2008 im Zuge der U2-Verlängerung zum Stadion die bisherige Station Schottenring für die U2, zwischen den Streckengleisen der U4, aufgelassen und eine neue unter den Streckengleisen der U4 und dem Donaukanal eröffnet.

### Betriebsanlagen

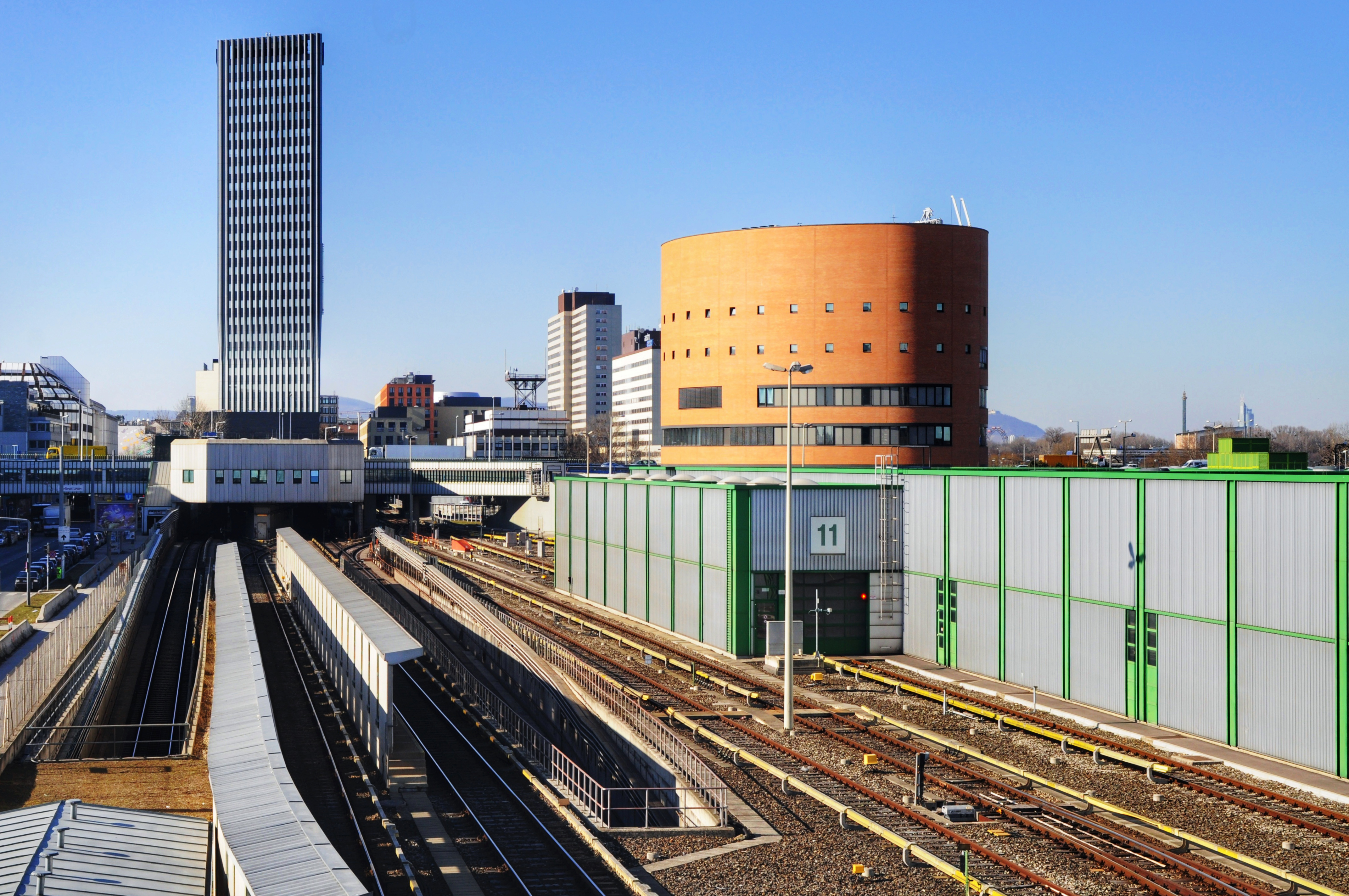
Der Betriebsbahnhof Erdberg

#### Bahnhof Wasserleitungswiese (U1, U4)
1977 eröffnete der Betriebsbahnhof Wasserleitungswiese (WLW), der damals als einziger Betriebsbahnhof für alle U-Bahn-Linien zuständig war. Heute sind die Linien U1 und U4 hier beheimatet. Der Bahnhof befindet sich nördlich der Station Spittelau an der U4. Züge der Linie U1 gelangen über ein Betriebsgleis bei der Station Stephansplatz zu den Gleisen der U4 beim Schottenring. Im Bahnhof Wasserleitungswiese sind Fahrzeuge der Typen U, U1 und V stationiert.
Etwas nördlich der Hallen befindet sich eine im November 1988 in Betrieb gegangene Drehscheibe (48° 14′ 29,3″ N, 16° 21′ 47,5″ O). Sie dient dazu, Wagen der Linie U2 wenden zu können. Diese sind durch die kreisförmige Linienführung zwischen Karlsplatz und Schottenring, inklusive enger Bogenradien wie vor allem zwischen den Stationen Rathaus und Schottentor, einseitig belastet und abgenutzt. Bei den Doppeltriebwagen der Serien U, U11 und U2 sind die Traktionsausrüstung und die Hilfsbetriebe auf beide Wagen verteilt, die Wagen sind dadurch nicht einzeln betriebsfähig und die mechanischen und elektrischen Verbindungen sind auch nicht auf schnelles Trennen und Verbinden ausgelegt. Um deshalb einen ganzen Doppeltriebwagen aufnehmen zu können, hat die Drehscheibe einen Durchmesser von 40 Metern und ist damit die größte Europas. Seit der Verlängerung der U2 zum Stadion können ganze U-Bahn-Garnituren auch durch Fahrten über die Betriebsgleise 10, 7 und 20 gewendet werden.

#### Bahnhof Erdberg (U2, U3)
Im Zuge des Baues der Linie U3 wurde ein zweiter Betriebsbahnhof, neben der Station Erdberg errichtet. Gründe für diese Standortwahl dürften unter anderem die gute Erschließung des Gebiets durch die Wiener Südosttangente und die Nähe zur Direktion der Wiener Linien sein, die sich seit 1994 direkt neben dem Bahnhof befindet. Der Betriebsbahnhof verfügt über zahlreiche zentrale Einrichtungen zur Nachsicht für die Wiener U-Bahn. Hier befindet sich auch die zentrale Leitstelle. Zusammen mit einer P+R-Anlage ist damit die Station Erdberg der größte Bahnhof im ganzen U-Bahn-Netz. Des Weiteren verfügt der Bahnhof über einen ÖBB-Gleisanschluss. Neben den Zügen der Linie U3 wird auch der Wagenpark der U2 in Erdberg gewartet. Züge der Linie U2 gelangen über ein Betriebsgleis, das quer unter dem Prater verläuft, von der 2008 eröffneten U2-Station Stadion zum Betriebsbahnhof. Über dieses Betriebsgleis können auch im Bedarfsfall Zugsgarnituren zum Abtransport der Besucher von Großveranstaltungen im Ernst-Happel-Stadion eingeschoben werden. Im Betriebsbahnhof Erdberg sind die Fahrzeugtypen U11, U2, V und X untergebracht.

#### Bahnhof Michelbeuern (U6)
Bei der Station Michelbeuern an der U6 liegt der gleichnamige Betriebsbahnhof, in dem ausschließlich die Züge dieser Linie gewartet werden. Die Anlage wurde bereits von der Stadtbahn genutzt und verfügt über eine Gleisverbindung zur Straßenbahn.

#### Hauptwerkstätte der Wiener Linien
Sämtliche größeren Arbeiten und regelmäßige Hauptuntersuchungen werden in der Hauptwerkstätte der Wiener Linien, einem 264.000 Quadratmeter großen Areal in Wien-Simmering, durchgeführt. Die Wagen der Typen U und V sowie ihrer Abkömmlinge für die Linien U1 bis U4 werden hierfür im Betriebsbahnhof Erdberg auf Niederflurwagen über ÖBB-Gleise zur Hauptwerkstätte überstellt. Wegen der Spurkranzmaße und des Rückflächenabstandes der Radscheiben ist eine Überführung auf eigenen Rädern über das Eisenbahnnetz, wie sie in vielen U-Bahn-Betrieben üblich ist, nicht möglich. Die Wagen der Typen T und T1 von der Linie U6 gelangen selbstfahrend über das Straßenbahnnetz in die Werkstätte.

#### Weitere Betriebsanlagen

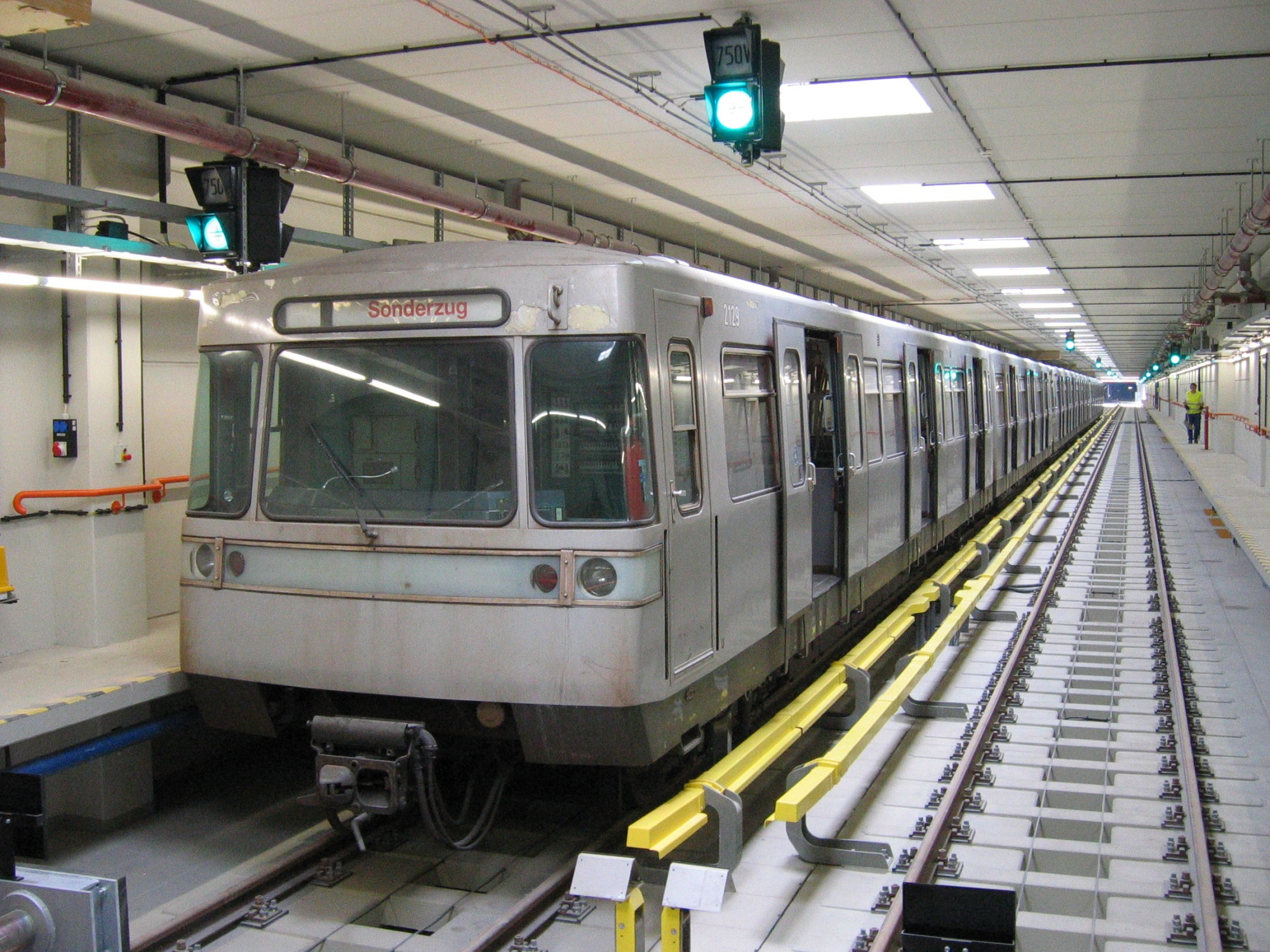
U-Bahn-Triebwagen in der Abstellhalle Leopoldau

Neben den genannten Betriebsbahnhöfen gibt es auch noch Abstell- und Revisionsanlagen in Leopoldau (U1), Seestadt (U2), Ottakring (U3), Hütteldorf (U4) und in der Rößlergasse (U6). Über das gesamte Netz verteilt befinden sich zudem Abstell- und Wendemöglichkeiten.

#### Betriebsstrecken
Neben den im Linienbetrieb benützten Strecken bestehen solche, die nicht im Personenverkehr genutzt werden:
- Das 1585,46 m lange Gleis 0 zweigt zwischen den Stationen Schottenring und Schwedenplatz von der U4 ab und führt einspurig in einer Rechtskurve in Richtung Innenstadt, um unter der Rotenturmstraße in die U1 vor der Station Stephansplatz einzumünden.[15][16]
- Ebenso besteht eine 1040,40 m lange[15] Verbindung zwischen der U3-Station Landstraße und der U4-Station Schwedenplatz durch Gleis 7, das in einer S-Kurve unterhalb von Wienfluss und Ringstraße verläuft.[16] Normalerweise dient dieses Gleis den Überstellfahrten zwischen den Betriebsbahnhöfen Erdberg und Wasserleitungswiese, es wurde jedoch im Zuge von Bauarbeiten in der Station Landstraße auch im Fahrgastverkehr von Zügen der Linie U4 befahren.
- Die mit 2461,39 m längste Betriebsgleisverbindung gibt es seit Mai 2008. Dieses Gleis 10 zweigt von der U2 nach der dreigleisigen Station Stadion rechts ab, unterquert die Prater Hauptallee und den Donaukanal und kommt in der großen U-Bahn-Wendehalle unter dem Stadtteil „Towntown“ vor dem Betriebsbahnhof Erdberg, wo die Züge der U2 abgestellt und gewartet werden, wieder zum Vorschein.[16] Bei Veranstaltungen im Ernst-Happel-Stadion werden in diesem Tunnel, der weit abseits jeder regulären U-Bahn-Linie verläuft, die Züge aufgefädelt, um die Besucher bei Spielende möglichst rasch in die Stadt bringen zu können.[15][17]
- Von der U2 zweigt beim Schottentor das Gleis 20 ab, das unter die Station Schottenring führt, wo es in das Gleis 0 einmündet. Die Gleise sind so angeordnet, dass unmittelbar hintereinander von der U2 auf die U1 gewechselt werden kann.[16] Diese Verbindung ist der adaptierte Rest der Strecke zur ehemaligen U2-Endstation, die bis 2008 zwischen den U4-Gleisen in der Station Schottenring lag.
- Es gibt im Regelbetrieb nicht genutzte Gleisverbindungen zwischen der U4- und U6-Strecke in der Station Längenfeldgasse sowie zwischen der U6-Strecke und der WLB-Strecke nördlich der Station Tscherttegasse. Sie dienen insbesondere der Instandhaltung.[16]
- Der U6-Betriebsbahnhof Michelbeuern verfügt über einen Anschluss ans Straßenbahnnetz (Linie 42), über das die U6-Züge zur Hauptwerkstätte überstellt werden können bzw. Straßenbahnzüge zur im Bahnhof situierten Räderdrehbank gelangen.
- Im Betriebsbahnhof Erdberg besteht die Möglichkeit, U-Bahn-Garnituren auf Niederflurwagen zu verladen und über Strecken der ÖBB zur Hauptwerkstätte zu transportieren.

## Geschichte und Netzausbau
Die Wiener U-Bahn geht auf die Wiener Stadtbahn zurück, die in den 1920er Jahren teilweise von der Stadt Wien übernommen wurde. Ende der 1960er Jahre einigte sich der Gemeinderat auf den Ausbau der bestehenden Stadtbahn zu einem U-Bahn-Netz. Der Bau des U-Bahn-Netzes wird in mehrere Etappen eingeteilt:
- Erste Ausbaustufe zwischen 1969 und 1982: Bau des Grundnetzes: Neubau der Linie U1, Umbau der Wiental-Donaukanal-Linie der Stadtbahn zur U4, Umbau und Verlängerung der Untergrundstraßenbahn unterhalb der Zweierlinie zur U2. Die Gürtel-Linie wurde weiterhin als Stadtbahn geführt.
- Zweite Ausbaustufe zwischen 1983 und 2000: Bau der Linie U6 unter Einbeziehung der Stadtbahn-Gürtel-Linie und der Hochtrasse der Straßenbahnlinie 64, Neubau der Linie U3.
- Dritte Ausbaustufe zwischen 2001 und 2010: Verlängerung der Linien U1 und U2.
- Vierte Ausbaustufe seit 2010: Verlängerung der Linie U1, Bau eines neuen Südastes für die U2, Schaffung der Linie U5 aus dem verlängerten alten Südast der U2.
- Fünfte Ausbaustufe: Verlängerung der Linien U2 und U5. Mit erstmaliger Einrichtung von Bahnsteigtüren.[19]

### Jahrzehntelanges Planen

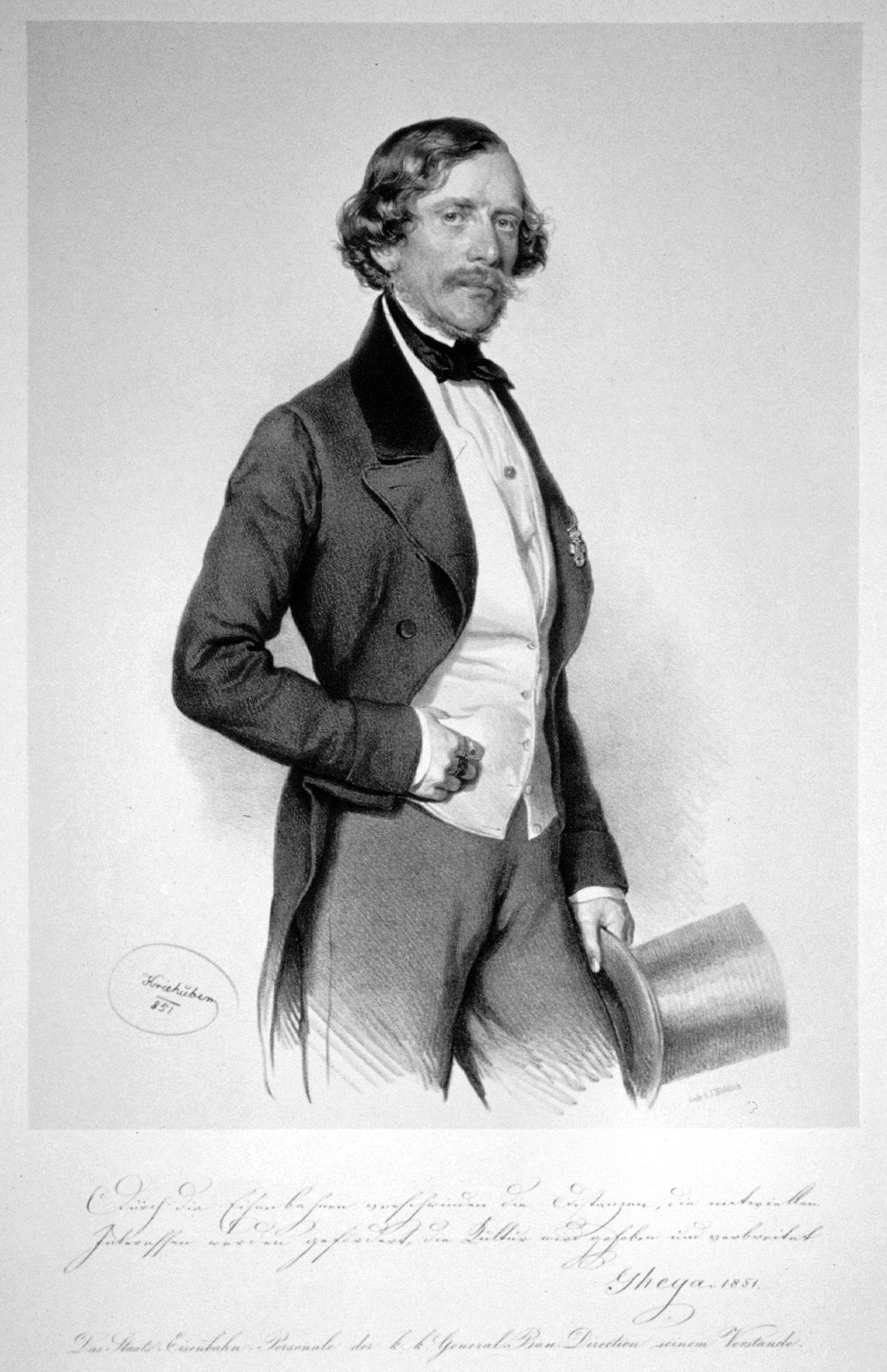
Teile von Ghegas Plänen wurden später Wirklichkeit

Planungen für eine unterirdische Eisenbahn in Wien lassen sich bis in die 1840er Jahre zurückverfolgen. Seitdem gab es zahlreiche Pläne und Konzessionsgesuche zur Errichtung eines solchen Projektes, sodass Wien als die Stadt mit den meisten U-Bahn-Planungen gilt.
Aus dem Jahr 1844 datiert das Konzessionsgesuch des Ingenieurs Heinrich Sichrowsky mit der Idee einer atmosphärischen Eisenbahn nach dem System von Medhurst und Clegg. Dabei wären die Züge mittels der Luftpumpen stationär aufgestellter Dampfmaschinen auf pneumatische Weise voranbewegt worden. Sichrowskys Strecke sollte vom Lobkowitzplatz unterhalb des Wiener Glacis weiter zum Wienfluss bis nach Hütteldorf führen. Obwohl solche Bahnen in London und Paris errichtet worden waren, fanden sich in Wien keine Investoren für seine Aktiengesellschaft, sodass diese Idee verworfen wurde. Auch das Verbindungsbahnprojekt von Julius Pollak (1849) war als atmosphärisches System konzipiert.
Sichrowskys Ansinnen war der Startpunkt für eine Reihe von Plänen, die allerdings zumeist nicht die Zustimmung erhielten und damit nicht umgesetzt werden konnten. Beispielsweise schlug 1858 der Stadtplaner Ludwig Zettl vor, den ehemaligen Stadtgraben nicht zuzuschütten, sondern zu überwölben, um dann in diesem eingehausten Graben eine schienengeführte Pferdebahn einzurichten, welche die Stadt umfahren sollte. Dadurch wäre eine Verbindung des Zentralbahnhofs mit den Markthallen entstanden, gleichzeitig sollten die mit Gasbeleuchtung erhellten Tunnel als Lager für Lebensmittel dienen. Bis 1873 kamen mindestens 25 Planungen für einen städtischen Eisenbahnverkehr auf, lediglich die Verbindungsbahn, die bereits in der viel umfangreicheren Gesamtplanung von Carl Ritter von Ghega in seinem Projekt zur Wiener Stadterweiterung von 1858 auftauchte, wurde später als Teil der Schnellbahn-Stammstrecke umgesetzt. Ghega hatte übrigens schon 1845 ein Gürtelbahn-Projekt entlang des Linienwalls ausgearbeitet. Aus dem Jahr 1873 stammt auch die erste Planung für eine U-Bahn in tiefliegenden Tunnelröhren von Emil Winkler, an der auch bemerkenswert ist, dass die Planungsvorschläge auch auf der ersten systematischen Verkehrszählung in Wien beruhten.
Eine weitere Welle von Projekten des öffentlichen Nahverkehrs entwickelte sich im Zeichen der Vollendung der Ringstraße. Offenbar überzeugte die Konzeption der britischen Ingenieure James Bunton und Joseph Fogerty, da diese 1881 genehmigt wurde; dabei war dies bereits die 30. Planung überhaupt. Die Strecke sollte jeweils teilweise als Hochbahn, im Tunnel verlegte Tiefbahn und im offenen Einschnitt führen.
1883 sah das Projekt einer „electrischen Sekundärbahn“ der Firma Siemens & Halske eine Kleinprofilbahn mit drei Linien vor. Der Bau scheiterte an der Sorge des Magistrats, das innerstädtische Geschäftsleben könne dadurch beeinträchtigt werden, zumal das Projekt zum ersten Mal überhaupt eine Untertunnelung des Stadtzentrums beinhaltete. Der spätere Bürgermeister der Stadt Wien, Karl Lueger, sah die Konzepte lediglich als „Spielerei“ an, sodass auch diese abgelehnt wurden und scheiterten.
Der Bau der von Bunton und Fogerty vorgeschlagenen Bahn war sehr umstritten, nicht zuletzt wegen ihres von vielen (etwa von Heinrich Ferstel) als stadtbildschädlich eingeschätzten Charakters als Hochbahn. Das Projekt verzögerte sich dadurch immer mehr, sodass seine Ausführung als vertragsbrüchig eingestuft wurde und dessen Konzession 1886 per Erklärung erlosch. Wieder setzte eine Welle der privaten Angebote ein, doch wurden alle als zu aufwändig erklärt oder konnte die geforderte zu hinterlegende Kaution nicht fristgemäß erbracht werden.
Nach der Schaffung von Groß-Wien ab 1938 gab es Pläne, die Stadt durch ein U-Bahn-Netz zu erschließen. Es wäre danach z. B. im damaligen 25. Bezirk (Liesing, danach wieder 23. Bezirk) im Stadtteil Mauer im Gebiet südlich der Rosenhügel-Filmstudios bis zur Friedensstraße (Leitenwald, Niederreiterberg) ein Betriebsbahnhof und Abstellanlagen für die U-Bahn-Linie 1 errichtet worden. Die U-Bahn-Personenstation Rosenhügel wäre an der Speisinger Straße bei der Siedlung Auhofer Trennstück gelegen. Eine U-Bahn-Linie bis Mödling wäre ungefähr den Trassen der Straßenbahnlinien 60 bzw. 360 gefolgt.

### Die Stadtbahn als Grundstein für die U-Bahn
1890 setzten die Stadt Wien, das Erzherzogtum Österreich unter der Enns (späteres Bundesland Niederösterreich, dem Wien damals noch angehörte), der Staat sowie die Donauregulierungskommission mit der Bildung der Commission für Verkehrsanlagen in Wien diesen zahllosen Planungen ein Ende. Sie begannen nun von staatlicher Seite selbst mit der Planung der Stadtbahn. Am 6. Februar 1892 beschloss man ein Gesetz zur Errichtung des Stadtbahnnetzes mit einer Netzlänge von mehr als 40 Kilometern. Dieses Netz sollte ursprünglich als Vollbahn im Dampflokomotivbetrieb gebaut werden und aus drei Haupt- sowie drei Lokalbahnlinien bestehen. Der Spatenstich für die Arbeiten, die allesamt durch die k.k. Staatsbahnen ausgeführt wurden, war am 7. November 1892. Die Stadtbahn ging abschnittsweise zwischen 1898 und 1901 in Betrieb. Ihre Stationen sowie die charakteristischen Stadtbahnbögen auf den als Hochbahn ausgeführten Abschnitten blieben zum Teil erhalten.
Die Dampfstadtbahn schaffte es allerdings nicht, sich zu einem Massenverkehrsmittel zu entwickeln – als solches etablierte sich spätestens seit Beginn des 20. Jahrhunderts die elektrische Straßenbahn. In den Jahren 1910 bis 1918 kam es daher erneut zu Plänen der Schaffung eines leistungsfähigen Massentransportsystems. Vermutlich angeregt durch ein U-Bahn-Projekt der AEG aus dem Jahr 1895 trat Franz Musil 1910 mit einem Wiener U-Bahn-Projekt hervor, das eine unterirdische Verbindung Hernals – Stephansplatz – Favoriten vorsah. Carl Hochenegg konterte im gleichen Jahr mit einem kombinierten U-Bahn- und Unterpflasterbahn-Projekt. 1910 kam es auch zu einer einschlägigen Enquete, 1911 zur Auslobung an private Anbieter auf Grund des Enqueteresultats. Der Ausbruch des Ersten Weltkrieges unterbrach 1914 die langwierige Entscheidungsfindung.

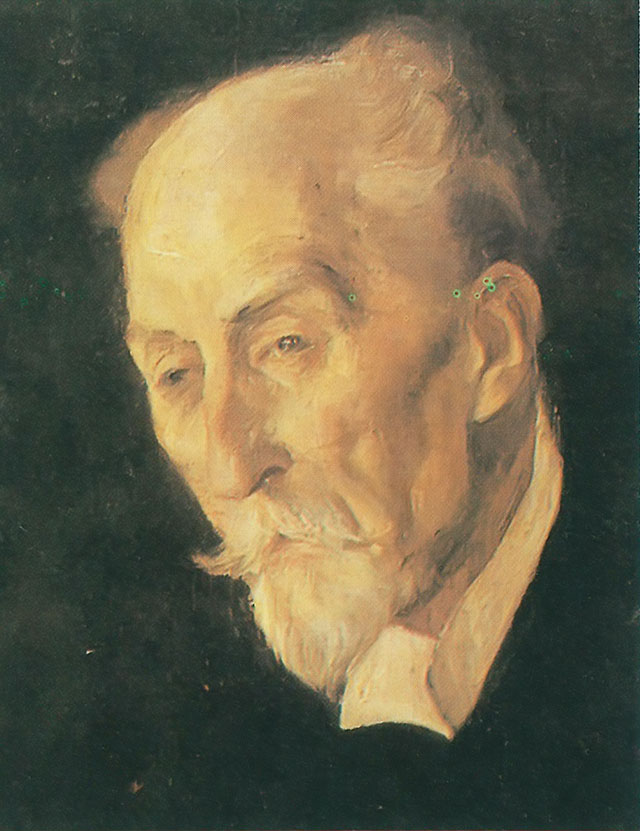
Otto Wagner, Architekt vieler Stationen
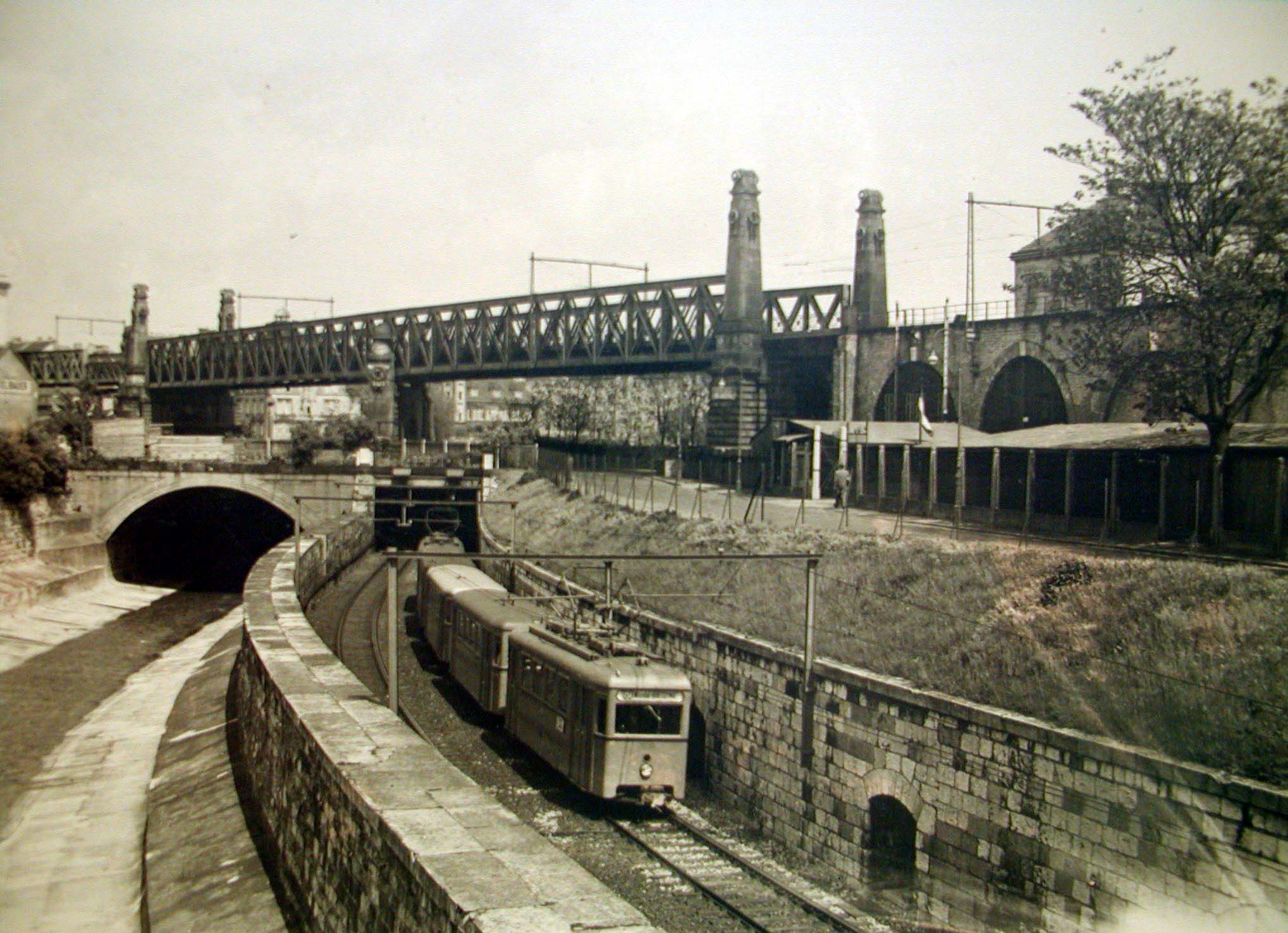
„Überwerfung“ der Gürtellinie über die Wientallinie bei der Längenfeldgasse
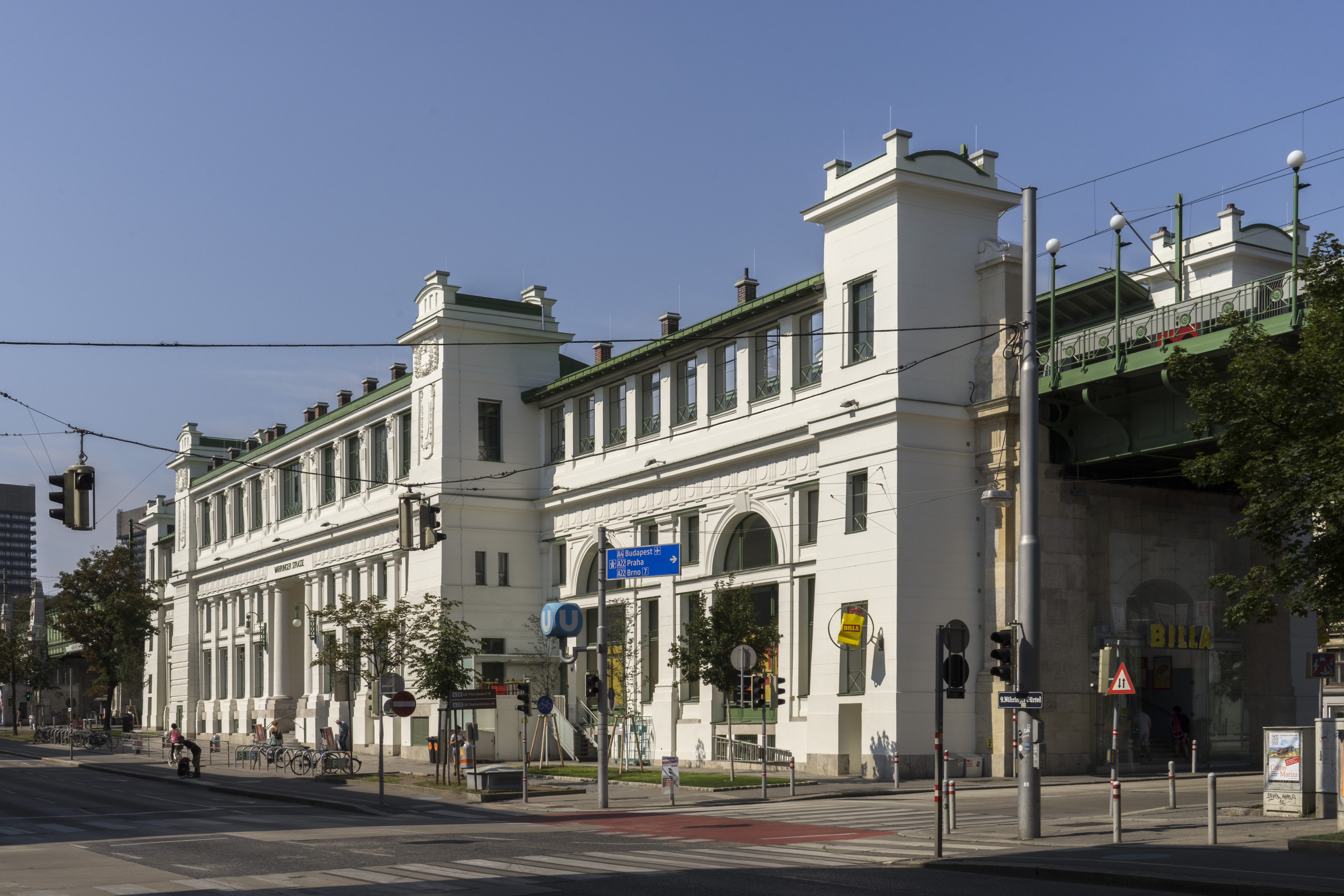
Station Währinger Straße der Gürtellinie
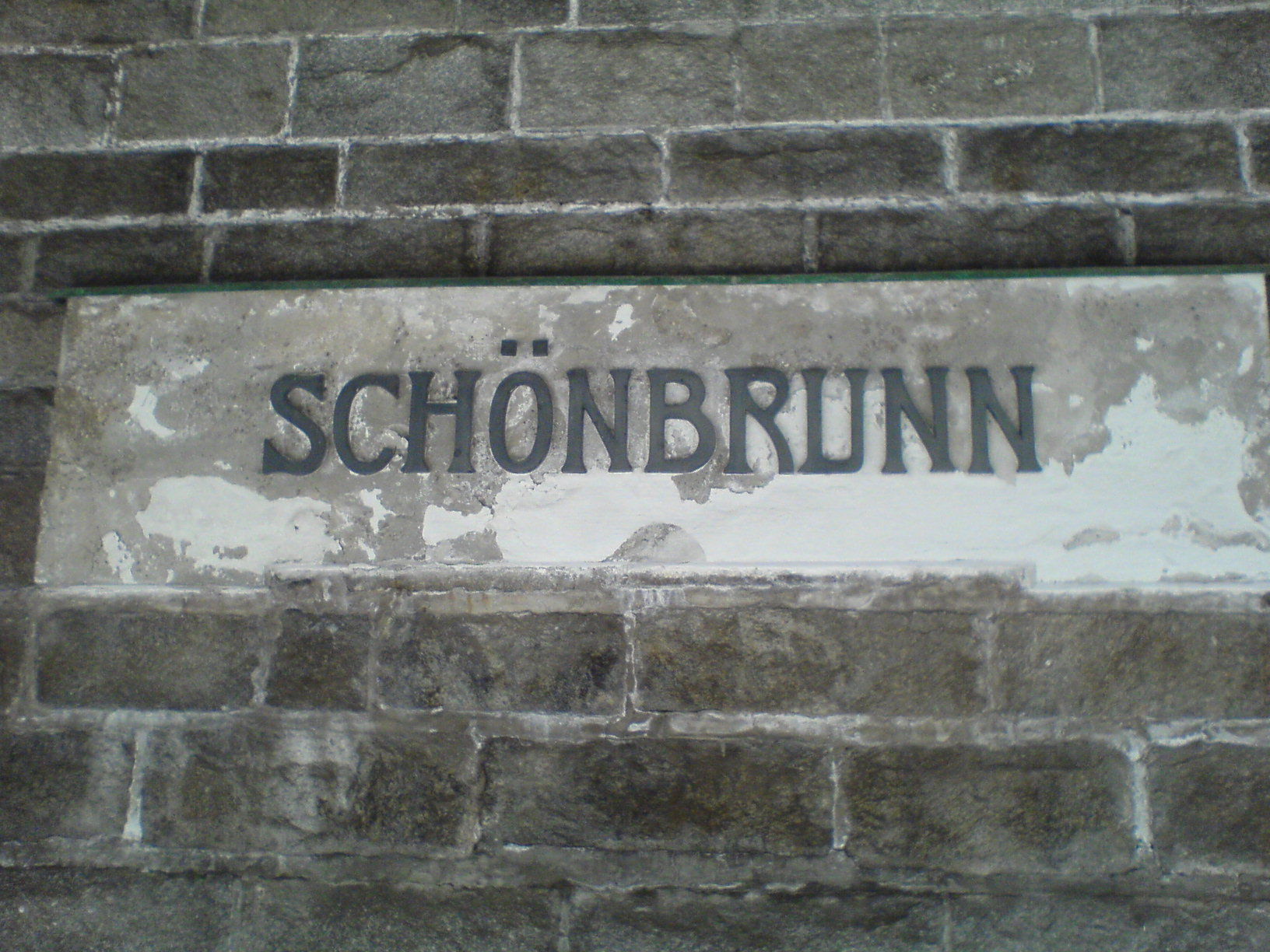
Historisches Stationsschild an der Wientallinie
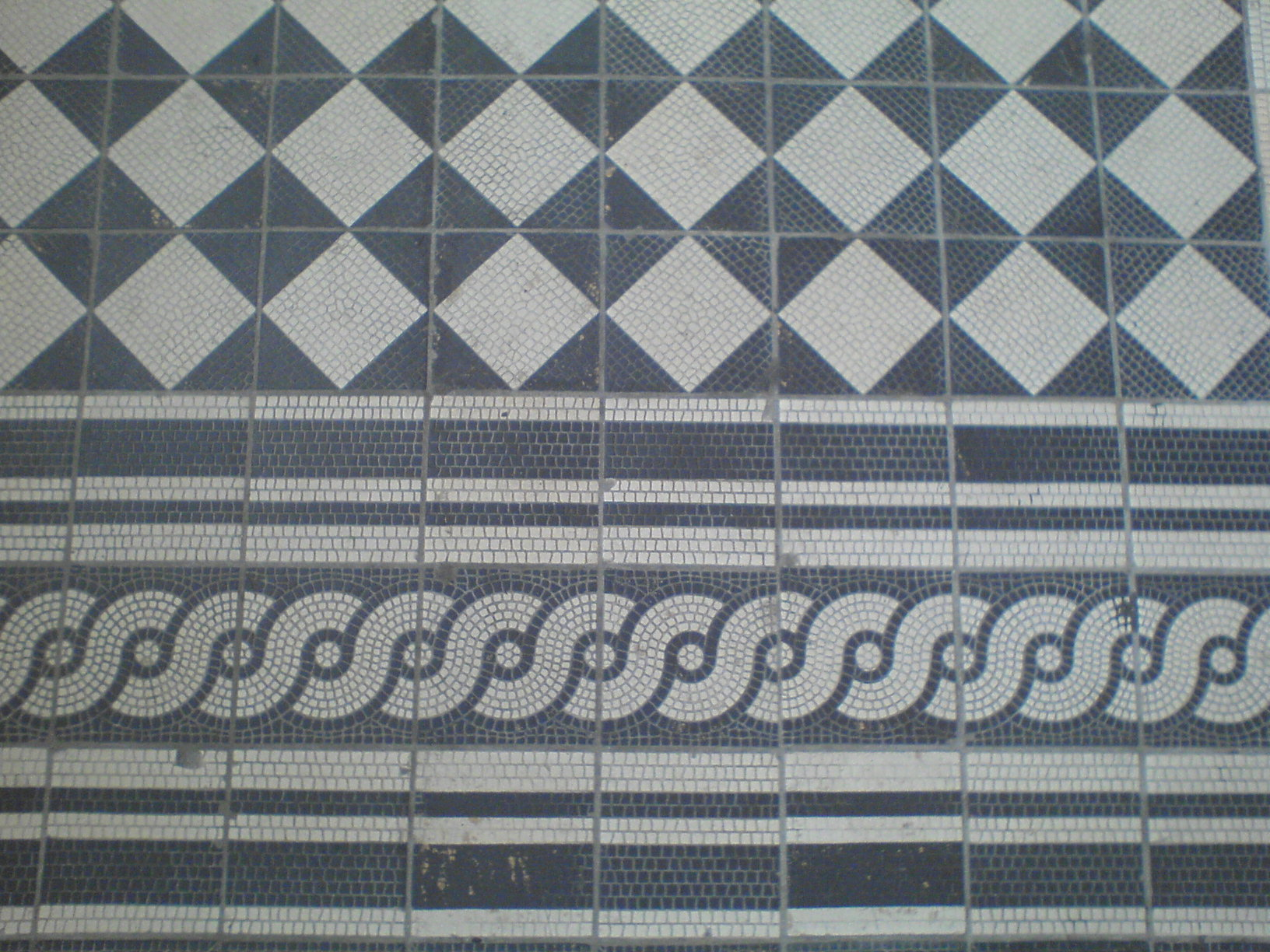
Bodenfliesen in der Station Hietzing
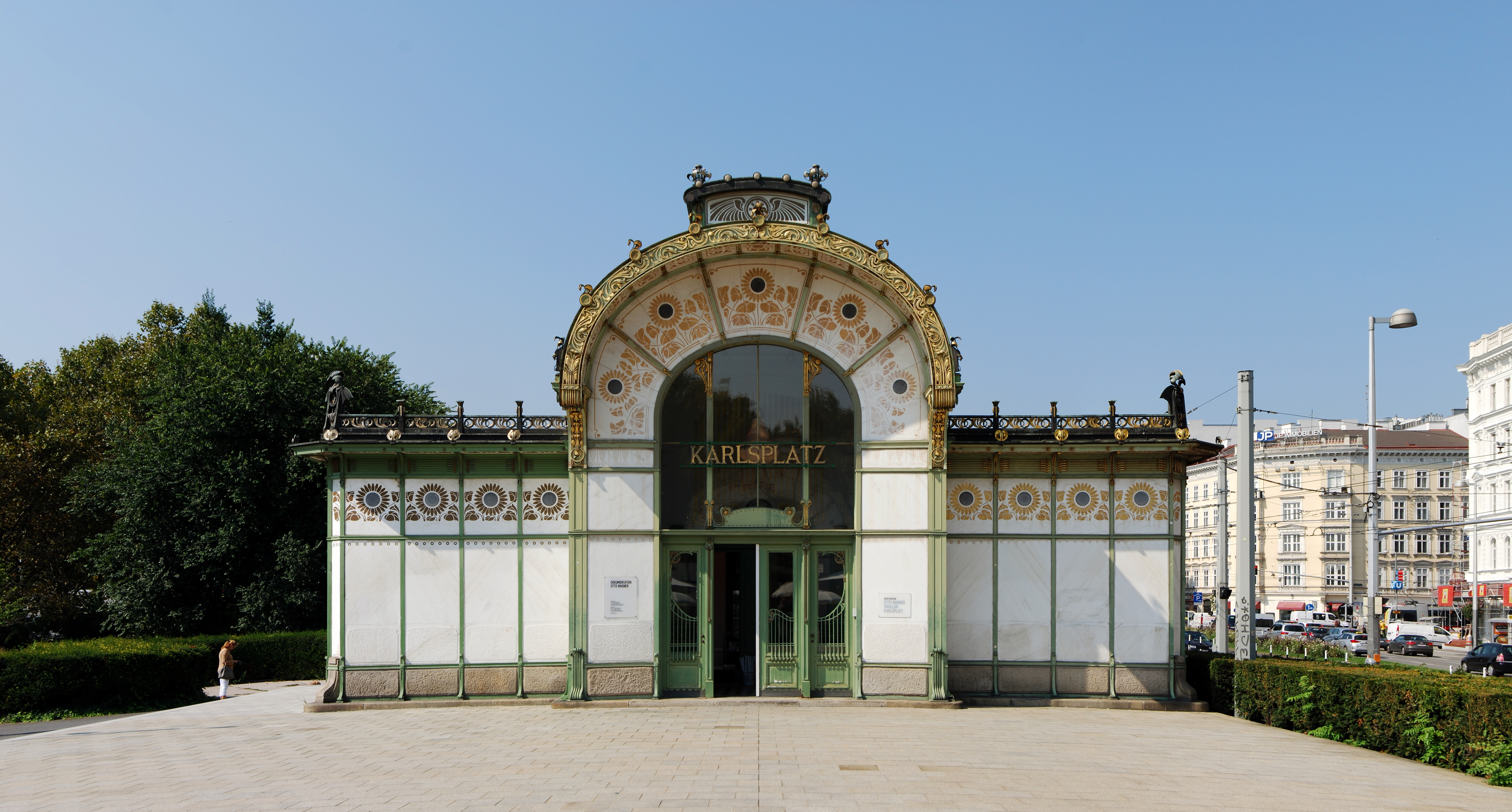
Die ehemalige Stadtbahnstation Karlsplatz im Jugendstil, heute Ausstellungsraum des Wien Museums

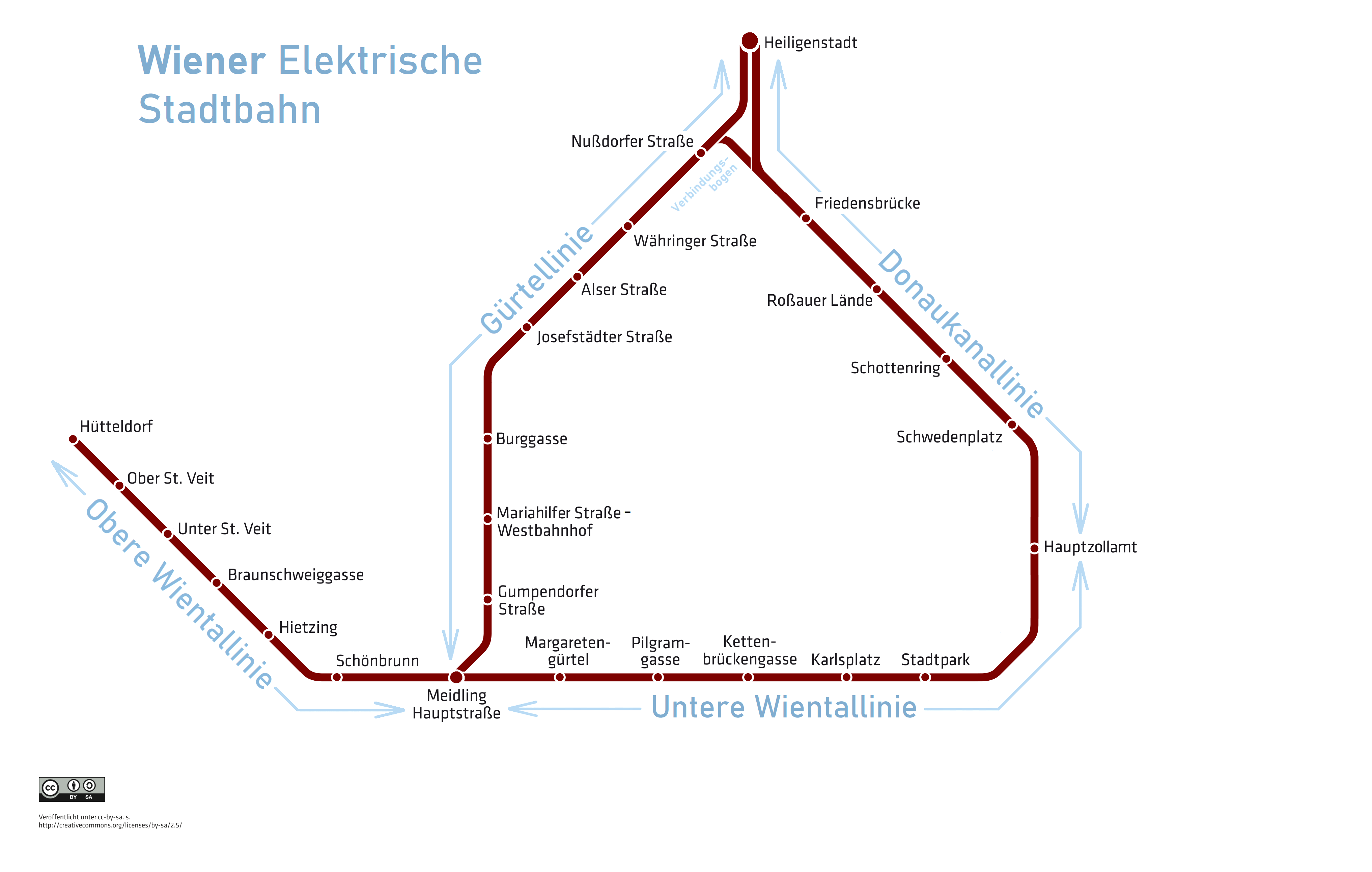
Netzplan der Elektrischen Stadtbahn vor Beginn der 1. Ausbaustufe der U-Bahn

Nach 1918 galt Wien als Wasserkopf eines klein gewordenen Reststaates. Großzügige U-Bahn-Planungen waren angesichts der schwierigen Wirtschaftslage nun ausgeschlossen. 1924 pachtete die Stadt Wien die Stadtbahn, ausgenommen die Vorortelinie, und führte die schon vor dem Krieg mehrfach geforderte Elektrifizierung durch. Ab Herbst 1925 wurde die elektrische Stadtbahn im Tarifverbund mit der Straßenbahn betrieben; die Frequenz der Stadtbahn stieg auf das Dreifache. Die Stadtbahn war nun ein eigenständiges Verkehrssystem geworden, nicht mehr mit dem Vollbahnnetz, sondern mit dem Straßenbahnnetz verknüpft. Im Jahr 1925 schlug Carl Hochenegg eine Adaptierung des Projekts von Franz Musil vor, welches aufgrund einer Hochbahnausführung geringere Kosten versprach. Seit 1927 wurden die bereits 1912–1914 ventilierten U-Bahn-Pläne von Siemens & Halske sowie Omnium Lyonnais neuerlich erörtert, 1929 gab es darüber Geheimverhandlungen, aber der Ausbruch der Weltwirtschaftskrise setzte diesen ein Ende.
Ein utopischer U-Bahn-Netzentwurf der städtischen Straßenbahnen aus dem Jahr 1937 leitet über zur kurzen Periode extrem optimistischer Planungen nach dem „Anschluss“. Der Priorität des sozialen Wohnbaus, der Bildungsstätten und Wohlfahrtsleistungen im „Roten Wien“ folgten nun propagandistisch verkündete Großvorhaben ohne Chance auf Verwirklichung.
Nach dem „Anschluss“ Österreichs an das Dritte Reich im März 1938 wurde Wien zur flächengrößten deutschen Stadt und sechstgrößten Stadt der Welt, „Groß-Wien“, erweitert, und es kam erneut zu Planungen für eine Wiener U-Bahn, diesmal durch die Siemens-Bauunion in Zusammenarbeit mit der städtischen U-Bahn-Planungsabteilung. Auch der Bau eines mit der U-Bahn verknüpften Zentralbahnhofes wurde geplant und ein Verkehrsverbund von Bahn und kommunalen Verkehrsmitteln anvisiert. Es kam aber nur zu Probebohrungen, und das U-Bahn-Projekt verlor nach Ausbruch des Zweiten Weltkrieges seinen Vorrang als Thema der Propaganda und Mittel zur Arbeitsplatzbeschaffung, worauf die Planungen erneut zum Erliegen kamen.

### Von der Unterpflasterstraßenbahn zur U-Bahn
Nach dem Zweiten Weltkrieg wurde 1946 beschlossen, zwei Drittel der Fläche „Groß-Wiens“ an Niederösterreich rückzuübertragen. Das Entstehen des „Eisernen Vorhangs“ und die bis 1955 andauernde Besetzung Wiens durch die vier Alliierten wirkten ebenfalls als Wachstumsbremsen. Zwar erklärte eine Wiederaufbauenquete das Kriegsprojekt der Siemens-Bauunion als offizielles U-Bahn-Netz, es war aber auf eine Stadt mit drei bis vier Millionen Einwohnern ausgerichtet, die selbst heute noch nicht in Sicht ist. 1954 stellte Karl Heinrich Brunner deshalb ein gestrafftes Konzept vor, allerdings ohne Chance auf Verwirklichung. Ein weiteres utopisches Projekt war Rudolf Maculans gleislose U-Bahn (1953).
In der Stadt nahm der motorisierte Individualverkehr von den fünfziger Jahren an stark zu. Der entstehende Nutzungskonflikt im öffentlichen Straßenraum wurde damals oft zu Gunsten des Individualverkehrs (Privatauto, verbrennungsmotorisiert) gelöst: Wie vielerorts in Europa wurde das Straßenbahnnetz ab 1958 verkleinert, allerdings nicht so radikal wie in anderen Städten. Die Aufgaben der aufgelassenen Straßenbahnlinien übertrug man größtenteils neuen Buslinien. In diesen Jahren kam es weiters zu einer unglücklichen Politisierung der U-Bahn-Frage, da die konservative ÖVP in den Gemeinderatswahlkämpfen 1954 und 1959 massiv für die U-Bahn eintrat, die dominierende SPÖ aber den Wohnbau in den Vordergrund stellte. Roland Rainers Verkehrskonzept 1961 zeigte sich dementsprechend ausgesprochen U-Bahn-feindlich. Unterstellt wurde, es käme durch eine Wiener U-Bahn zu exzessiver Förderung der Zentralität der Inneren Stadt.
Der Wiener Gemeinderat entschied sich Ende der 1950er, Anfang der 1960er Jahre mehrmals mehrheitlich gegen ein U-Bahn-Netz. Andererseits wurde immer klarer, dass Wien auf ein Massenverkehrsmittel abseits der Straße nicht verzichten durfte. Es wurde ein System von Unterpflasterstraßenbahnen (U-Strab) favorisiert, zeitweilig (ab 1957, mit Höhepunkt 1960–1962) zeigte sich Vizebürgermeister und Finanzstadtrat Felix Slavik auch an der Alternative Alwegbahn interessiert. Die Wiener Alwegbahnpläne scheiterten aber letztlich am Widerstand der Wiener Verkehrsbetriebe und der Stadtplanung.

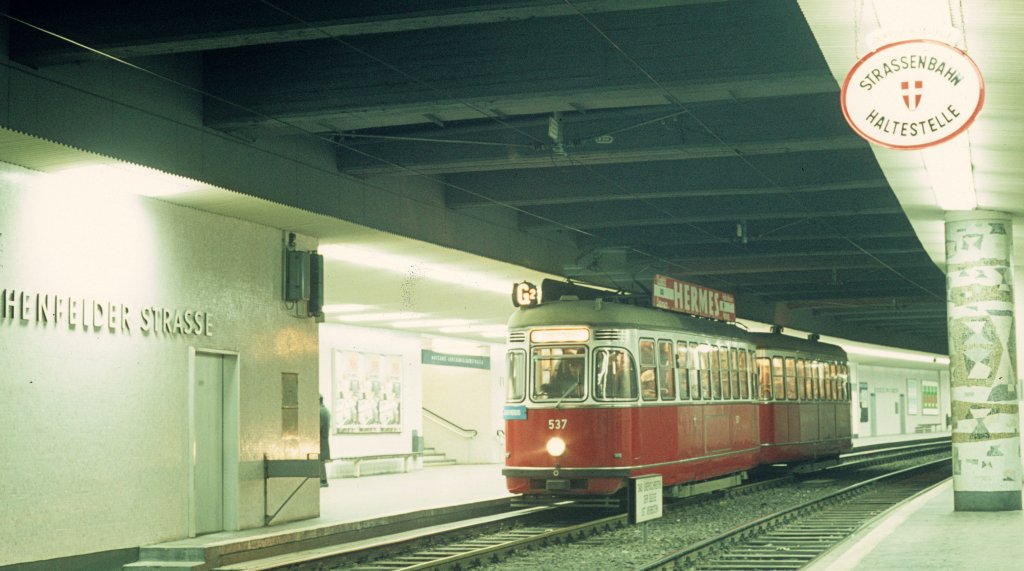
Straßenbahnhaltestelle Lerchenfelder Straße im Jahr 1974; sie wurde 1980 zur U2-Station umgebaut und 2003 geschlossen

Beim 1961 eröffneten Verkehrsbauwerk am Schottentor (Jonas-Reindl) wurde eine spätere U-Bahn-Nutzung planerisch noch nicht konkret berücksichtigt. Strecken mit späterer U-Bahn-Option waren:
- die 1966 eröffnete unterirdische Zweierlinie (benannt nach den durchfahrenden Linien E2, G2 und H2),
- der 1969 fertiggestellte Straßenbahntunnel am südlichen Gürtel,
- die an der Oberfläche verlaufende Schnellstraßenbahn-Linie 64 zwischen Philadelphiabrücke und Siebenhirten.

Von den damals gebauten Tunneln wurde bis heute nur die Zweierlinie auf U-Bahn-Betrieb (Linie U2) umgestellt. Die bereits bei der ursprünglichen Planung der Stadtbahn vorgesehene Abzweigung der Gürtellinie nach Süden über das Wiental hinweg, die in die unterirdische Trasse des südlichen Gürtels münden würde, wurde nicht verwirklicht (der Ansatz für die Abzweigung ist südöstlich kurz nach der Station Gumpendorfer Straße erkennbar). Das „Jonas-Reindl“, benannt nach dem damaligen Bürgermeister Franz Jonas, enthält die Schleife einer unterirdischen Straßenbahnstation; die lineare Stellung der tragenden Säulen kann man allenfalls als Vorleistung für eine unterirdische Querung der Innenstadt entlang der Achse Währinger Straße – Schottengasse – Herrengasse sehen, doch bestehen dazu keine Bauabsichten. Seit 1980 befindet sich neben der Straßenbahnschleife die Station Schottentor (Universität) der U2. Die Schnellstraßenbahnlinie 64 ging 1995 in der südlichen U6-Verlängerung auf.

### Bau des Grundnetzes – Erste Ausbaustufe: 1969–1982
Siehe den Netzplan M aus den 1970er-Jahren zu damaligen Planungen, die teilweise verwirklicht wurden, aber zum Großteil nur in der Entwurfsphase verblieben:

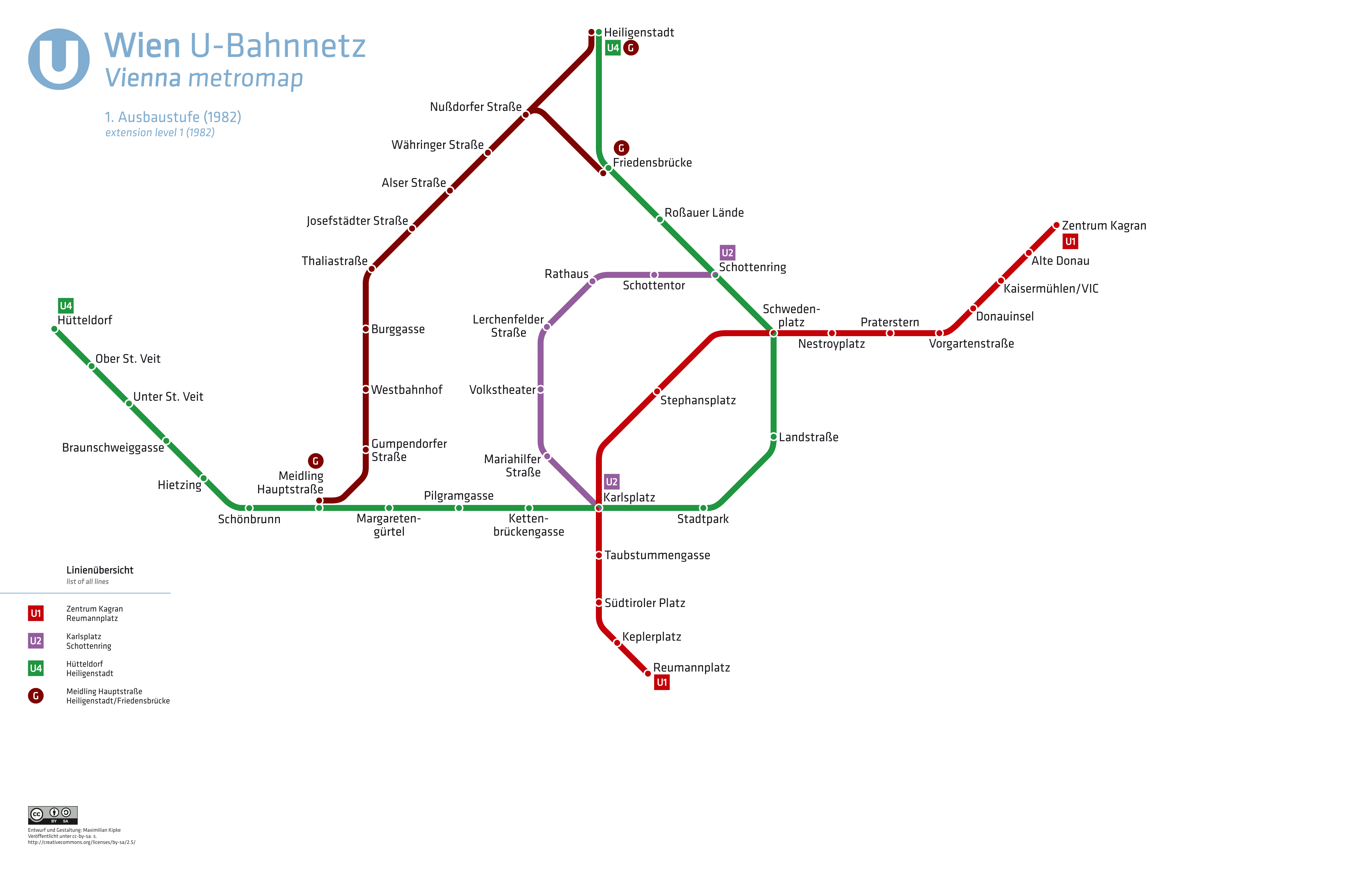
Netzplan 1982 nach 1. Ausbaustufe

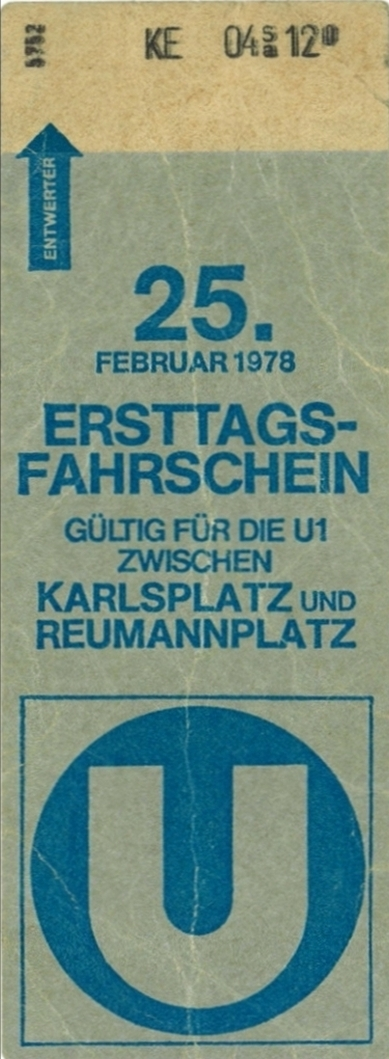
Ersttagsfahrschein vom 25. Februar 1978

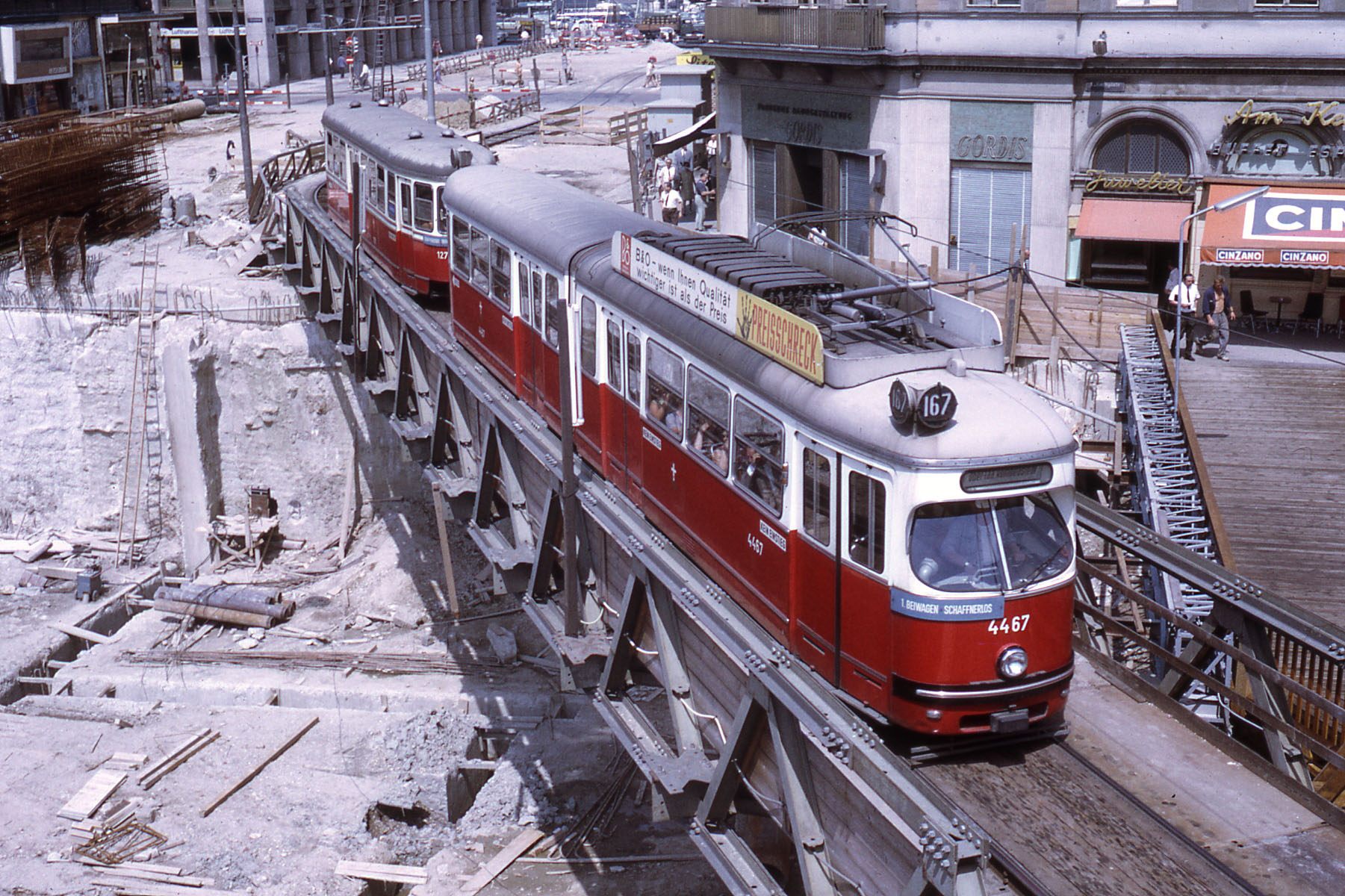
Baugruben der Wiener U-Bahn 1970, Linie 167 auf Stelzen: Karlsplatz, Blick in Richtung Staatsoper
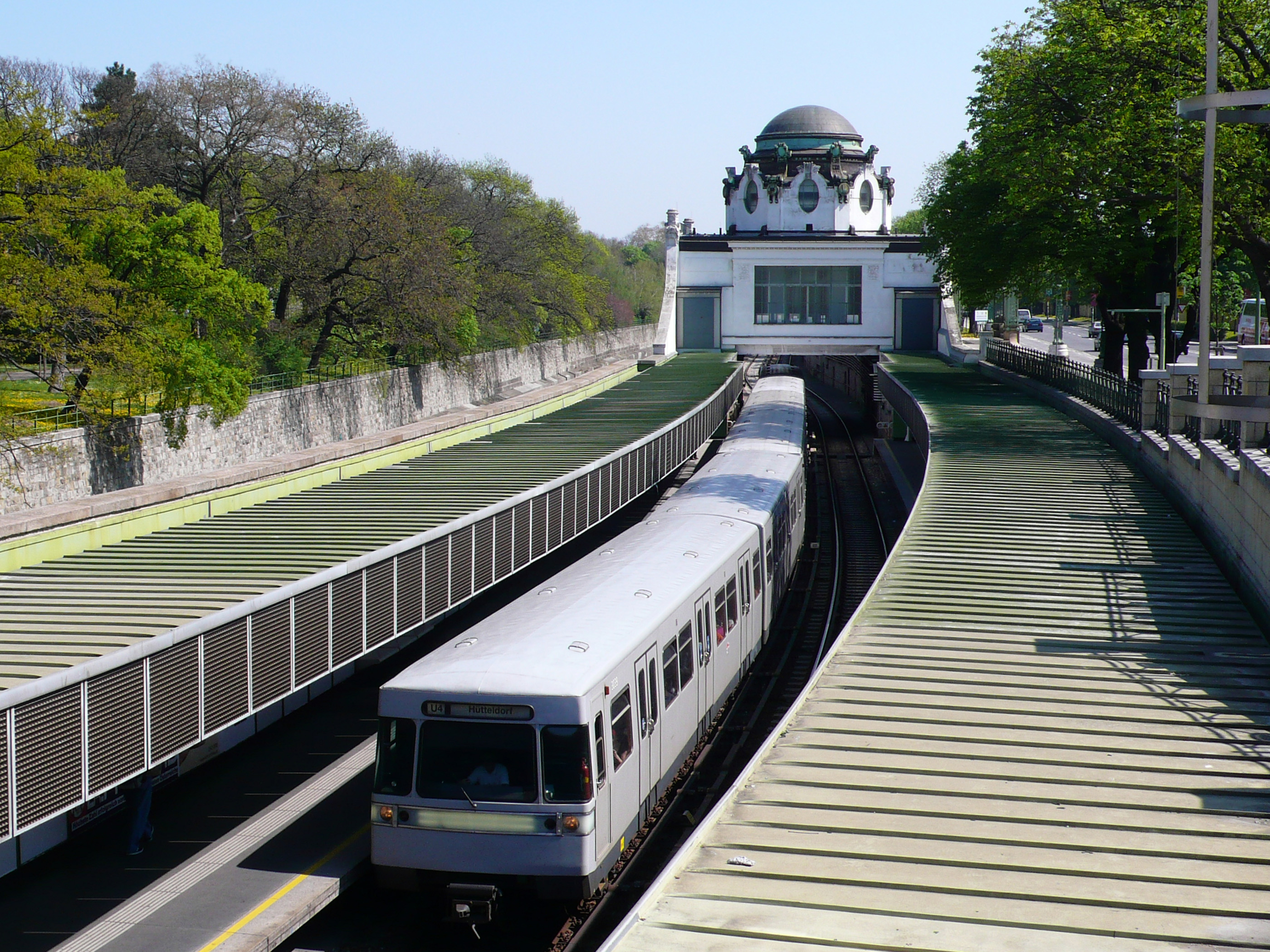
Die Wiener U-Bahn benutzt teilweise die alten Trassen der Stadtbahn, wie hier bei Hietzing
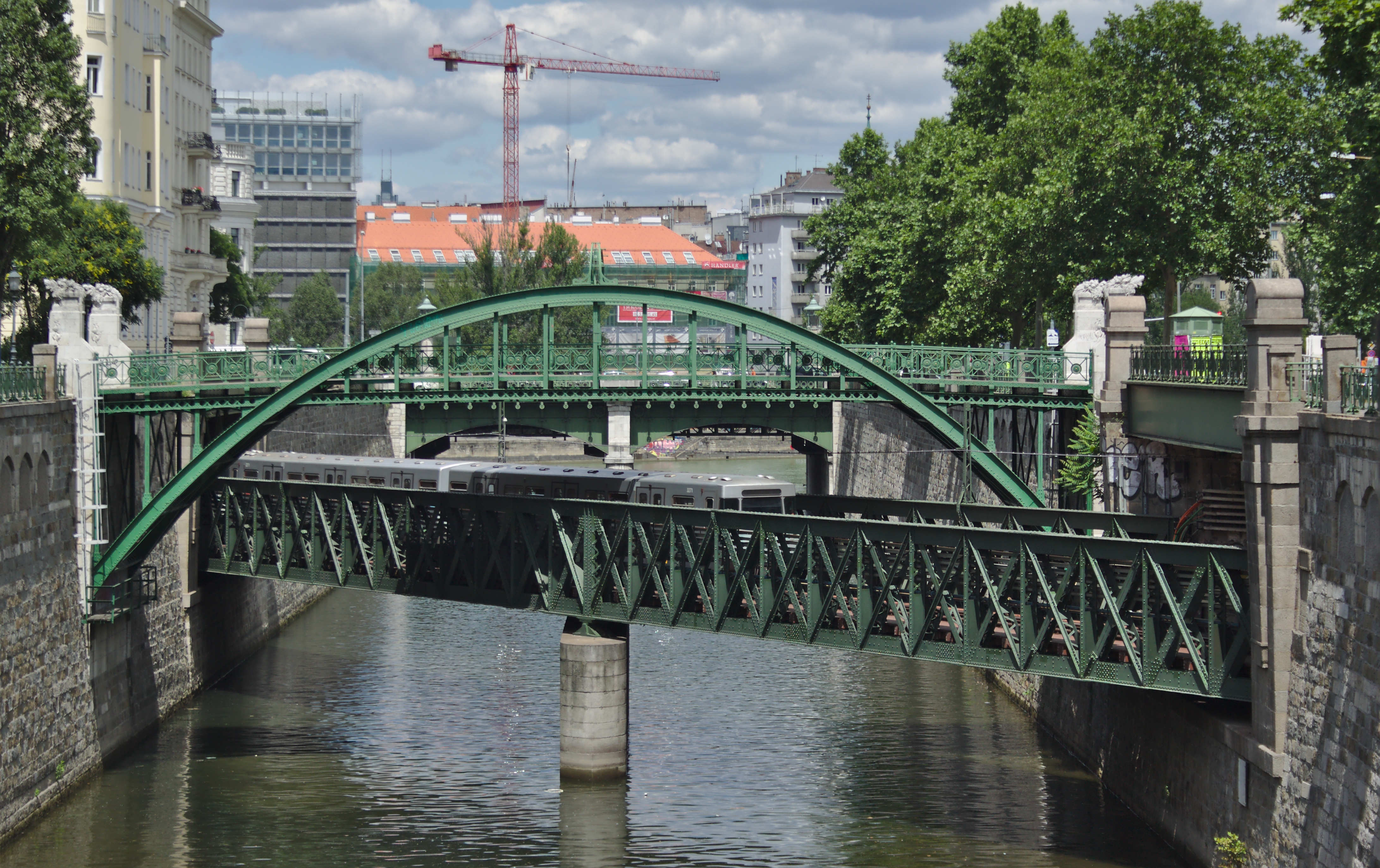
Zollamtsbrücke über den Wienfluss, Teil des alten Stadtbahnsystems

Am 26. Jänner 1968 beschloss der Gemeinderat der Stadt Wien den Bau eines U-Bahn-Netzes, wobei nach Evaluierung von 25 Projektvarianten ein 30 Kilometer umfassendes engeres Grundnetz als dringlichst angesehen wurde. Dieses engere Grundnetz umfasste die Linien U1 mit der Strecke Reumannplatz–Praterstern, U2 zwischen Karlsplatz und Schottenring sowie U4 von Hütteldorf bis Heiligenstadt. Die Strecke der U1 war komplett neu zu bauen, die der U2 großteils von Straßenbahn- und die U4 zur Gänze von Stadtbahn- auf U-Bahn-Betrieb umzustellen.
Die Bauarbeiten der ersten Ausbaustufe begannen am 3. November 1969 auf bzw. unter dem Karlsplatz, dem größten U-Bahn-Knoten, an dem sich die drei Linien des Grundnetzes treffen sollten und der auch lange Zeit die U-Bahn-Leitstelle beherbergte. Am 17. August 1973 wurden, spektakulär für die Medien, die Wagen 2003 und 3003 eines Doppeltriebwagens des Typs U per Kran für Probefahrten im Bereich des Bahnhofs Taubstummengasse auf die U1-Gleise abgesenkt, bevor die Baugrube geschlossen wurde. Bis zum Anschluss an die weitere Strecke blieben die beiden Wagen auf der kurzen Probestrecke eingeschlossen.
- Vorerst vom Reumannplatz zum Praterstern gebaut, verläuft die U1 in diesem Abschnitt ausschließlich in Tieflage. Der Tunnel wurde großteils bergmännisch gebohrt und unterquert auf dem Südtiroler Platz den S-Bahn-Tunnel, unter dem Karlsplatz U2, U4 und Wienfluss, auf dem Schwedenplatz U4 und Donaukanal sowie auf dem Praterstern die S-Bahn. Der Einsturz der Reichsbrücke 1976 beschleunigte den im engeren Grundnetz nicht vorgesehenen Bau des anschließenden Abschnitts von Praterstern nach Kagran, der zum Teil in Hochlage gebaut wurde, wesentlich: Beim Neubau der Reichsbrücke wurden U-Bahn-Gleise im Untergeschoß mitgebaut; eine eigene U1-Brücke über die Donau konnte somit entfallen; der sofortige Weiterbau bis Kagran drängte sich daher auf.
- Um die 1,8 Kilometer lange Zweierlinie der unterirdisch geführten Straßenbahn zwischen Rathaus und Babenbergerstraße auf U-Bahn-Betrieb (U2) umzustellen, mussten an beiden Enden des Straßenbahntunnels (von Babenbergerstraße bis zum Karlsplatz sowie vom Rathaus bis zum Schottenring) neue U-Bahn-Tunnel dazugebaut werden (diese kamen an beiden damaligen Endstationen der U2 niveaugleich neben der U4 zu liegen). Dadurch wurde diese Strecke auf 3,5 Kilometer verlängert.
- Die U4 resultiert aus der 1976 bis 1981 in Etappen vorgenommenen Umstellung der Wiental- und der Donaukanallinie der Stadtbahn auf Stromschienenbetrieb. Dazu mussten die Stadtbahnstationen komplett umgebaut werden (u. a. höheres Bahnsteigniveau).

Zur Finanzierung des U-Bahn-Baus wurde von der Stadt Wien eine neue Dienstgeberabgabe eingeführt, die auch heute noch eingehoben und umgangssprachlich als U-Bahn-Steuer bezeichnet wird.
Der Personenverkehr der Wiener U-Bahn begann am 8. Mai 1976 auf der Linie U4 im Zuge des sogenannten „erweiterten Probebetriebs mit Fahrgästen“ zwischen Heiligenstadt und Friedensbrücke, die heutige Zwischenstation Spittelau bestand damals nicht. Als erste echte Neubaustrecke wurde zwei Jahre später, am 25. Februar 1978, die Linie U1 im Tunnel zwischen Reumannplatz und Karlsplatz (fünf Stationen) in Betrieb genommen. Die Linie U2 folgte am 30. August 1980 und führte vom Karlsplatz zum Schottenring. 1981 waren Wiental- und Donaukanallinie der Stadtbahn komplett auf U4 umgestellt.
Den Abschluss der ersten Ausbaustufe bildete am 3. September 1982 die Verlängerung der Linie U1 vom Praterstern zur Station Zentrum Kagran, die später in Kagran umbenannt wurde. Damit wurden erstmals Gebiete jenseits (östlich) der Donau ans U-Bahn-Netz angeschlossen. Die Gesamtlänge des Netzes betrug nun 31,7 Kilometer.

#### Gescheiterte U2/U4
Die damals im Vergleich zu den Linien U1 und U4 verhältnismäßig kurze Strecke der U2 (Karlsplatz–Schottenring) war dadurch bedingt, dass die Wiener Linien schon in der Planungsphase einen U-Bahn-Ring, bestehend aus den Linien U2 und U4, um die Innere Stadt legen wollten. Dies wurde im September 1981 umgesetzt, sodass die U2-Züge in der Station Schottenring auf die U4-Gleise übergingen und auf der U4 bis Hietzing verkehrten. Die zugehörige Linienbezeichnung dieser Doppellinie lautete U2/U4. Die Station Schottenring war als Verzweigungsbahnhof angelegt worden, auch um hier allenfalls später die aus Süden kommende U4 in einen Nordast nach Heiligenstadt und einen neu zu bauenden Westast, die U5, aufspalten zu können. Dieser Betrieb fungierte auch als Test für die geplante spätere Aufspaltung der U2 zwischen Schottentor und Rathaus (siehe Fehlende U5). Doch wegen der (auf Grund der damaligen, von der U-Strab stammenden Bahnsteiglängen) kürzeren U2-Garnituren, die nun südlich der Station Schottenring abwechselnd mit längeren U4-Garnituren verkehren sollten, und wegen der auf diesen Betrieb unzureichend vorbereiteten Weichenanlagen der Stationen Schottenring und Hietzing kam es auf der Linie U2/U4 zu massiven Betriebsstörungen. Diese Verlängerung der U2 wurde daher nach drei Wochen wieder aufgegeben.

#### Fehlende U5
Bei der Planung des Wiener U-Bahn-Netzes in den Jahren 1966 bis 1973 wurden auch die Liniennummern vergeben. Die Bezeichnung U5 wurde in dieser Phase aber immer wieder für Linien verwendet, die sich nach genauerer Prüfung als nicht ausbauwürdig erwiesen und daher zurückgestellt wurden. In frühen Ausbauvarianten sollte die U5 zwischen Meidling Hauptstraße und St. Marx auf der bereits teilweise untertunnelten südlichen Gürtellinie verkehren, später bezeichnete man den heutigen Ast der Linie U2 vom Schottenring zum Stadion als U5, dessen Planung einen Verlauf in westlicher Richtung über Schottentor hinaus in Richtung Hernals vorsah. Die Linie U5 fehlte daher lange Zeit auf dem Linienplan; anders ausgedrückt, besteht die heutige Linie U2 eigentlich aus Teilen der zwischenzeitlich geplanten Linien U2 und U5, die über einen Bogen zwischen den Stationen Rathaus und Schottentor verbunden sind (dieser war ursprünglich nur als Betriebsgleis geplant und ist bis heute der Bogen mit dem kleinsten Radius im Wiener U-Bahn-Netz). Auch die Bezeichnung U3 war lange Zeit eine Lücke im Netz, hier gab es jedoch schon beim Bau des Grundnetzes erste Vorarbeiten. So wurde bereits mit dem Bau der U1 (Baulos Stephansplatz) die gesamte Tunnelröhre der U3 zwischen Naglergasse/Graben und Stubentor fertiggestellt, um nochmalige Tunnelbauarbeiten im Bereich des Domes zu vermeiden.
Mehrere Pläne und interne Arbeitspapiere der Wiener Linien sahen seit 2003 wieder langfristige Planungen für eine Linie U5 vor, jedoch gab es erst Anfang 2014 wieder konkrete Bestrebungen, die Linie nun tatsächlich zu realisieren. Im März 2014 wurde schließlich bekannt gegeben, dass die Linie U5 in mehreren Ausbaustufen im Zuge eines Linienkreuzes U2/U5 errichtet werden soll.

#### Nicht mehr aktuelle U7

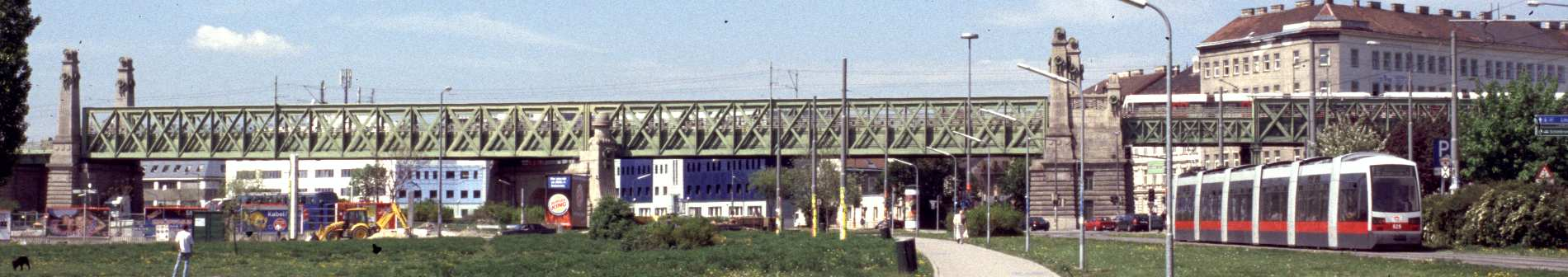
Historische Brücke der U6 über die Wienzeile zwischen den Stationen Längenfeldgasse (im Wiental, links) und Gumpendorfer Straße (auf dem Gürtel, rechts), Blick nach Westen

In einigen Entwürfen war außerdem eine Linie U7 vorgesehen, die zwischen den Bezirken Floridsdorf und Donaustadt den Bahnhof Floridsdorf, Kagran sowie Aspern östlich der Donau verlaufend verbinden sollte. Dieses Projekt wurde jedoch wegen zu geringer Besiedelung nicht für sinnvoll befunden und auch nie konkret geplant, da mit einer – wesentlich billigeren – Schnellstraßenbahn nahezu die gleiche Personenanzahl befördert werden könnte, was bis 2013 mit der Neutrassierung der Straßenbahnlinie 26 (östlich der Wagramer Straße, von dort bis zur Ziegelhofstraße sechs Stationen weiter auf eigenem Gleiskörper, durch den Gewerbepark Stadlau zur U-Bahn-Station Hausfeldstraße am Nordrand von Aspern) auch erreicht wurde.

### Zweite Ausbaustufe: 1982–2000

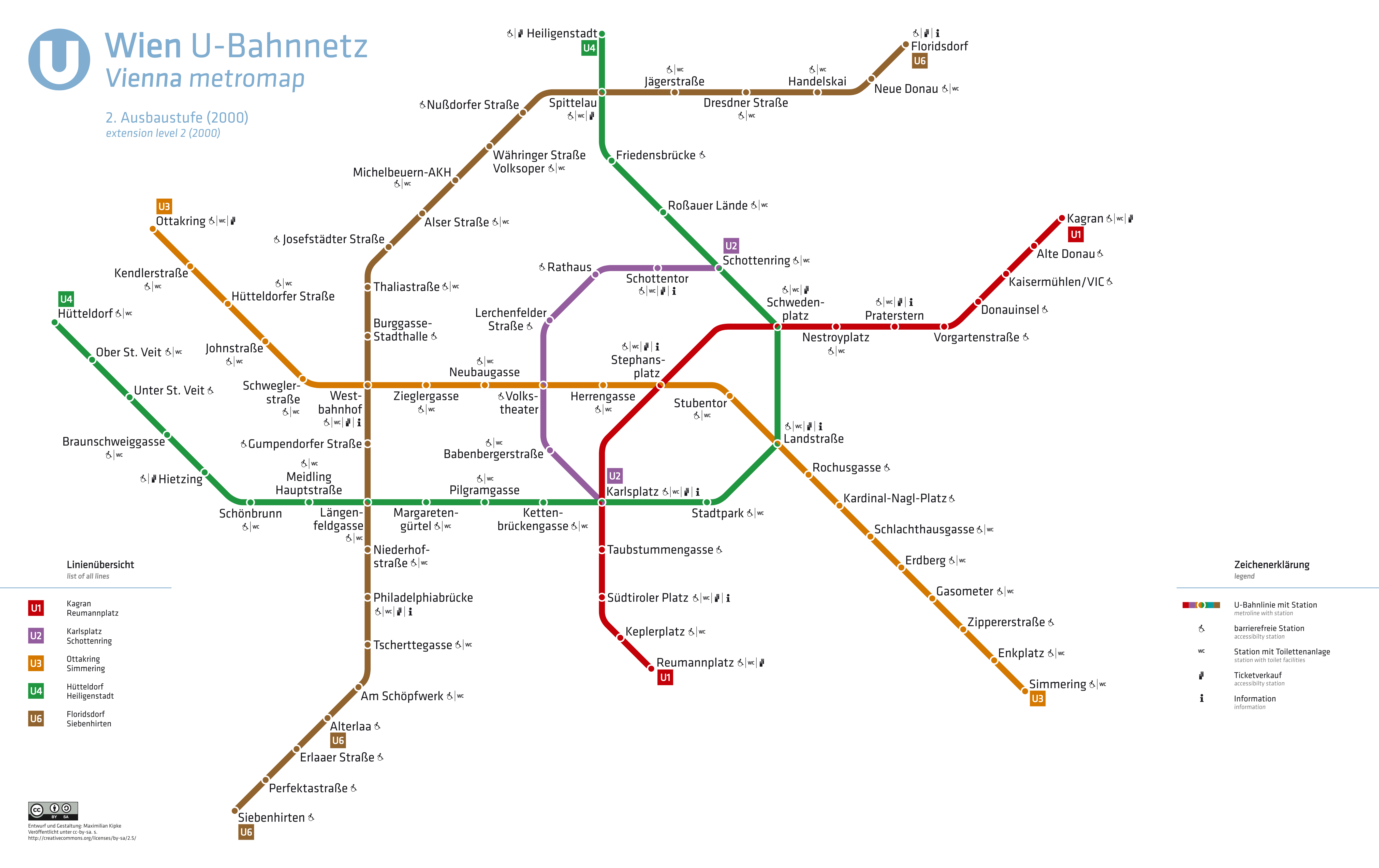
Netzplan 2000 nach 2. Ausbaustufe

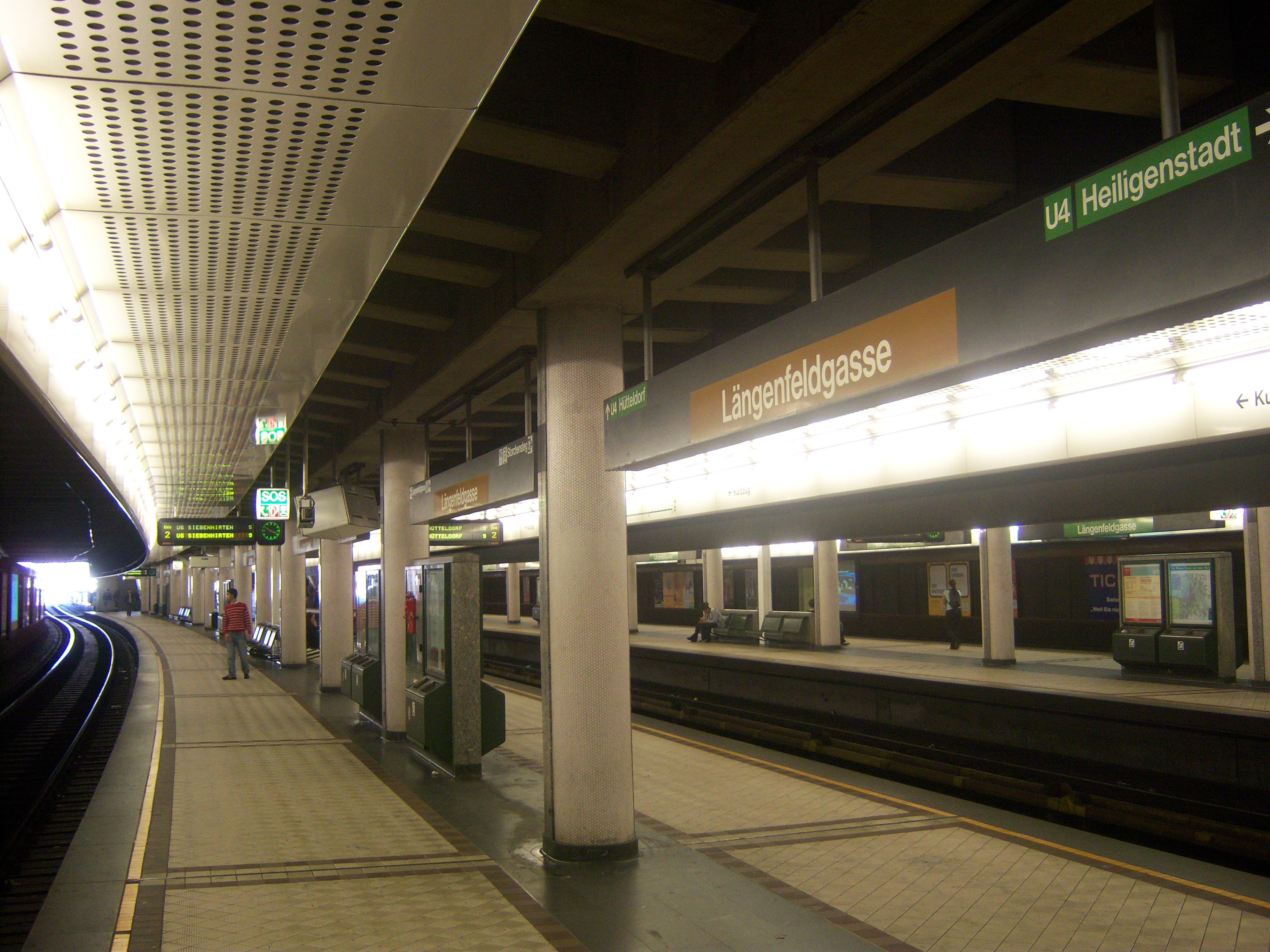
1989 eröffnete U4/U6-Station Längenfeldgasse

#### Linie U6 – Stadtbahn und Erweiterungsstrecken
Nach Fertigstellung des Grundnetzes wurde das Wiener U-Bahn-System 1989 um die Linie U6 mit der Strecke Heiligenstadt–Philadelphiabrücke (10,6 Kilometer) erweitert. Dafür war die Gürtellinie, die letzte verbliebene Linie der Stadtbahn, modernisiert und auf Rechtsverkehr umgestellt worden. Um die wertvolle Bausubstanz zu schonen, wurde die Linie nicht für den Betrieb mit den U-Bahn-Triebwagen der anderen Linien umgebaut; es kamen weiterhin Züge mit Oberleitung zum Einsatz. Nördlicher Linienendpunkt war ab 1991 nur noch Heiligenstadt; die alternative nördliche Endstation der letzten Stadtbahnlinie, Friedensbrücke, wurde nicht mehr angefahren. 1995 folgte die erste Verlängerung dieser Linie im Süden: von Philadelphiabrücke (heute Bahnhof Meidling) nach Siebenhirten unter Einbeziehung der Hochbahntrasse der vormaligen Schnellstraßenbahnlinie 64 auf einer Länge von 5,2 km. 1996 wurde die U6 im Norden nach Floridsdorf verlängert und die bisherige Endstation Heiligenstadt nicht mehr angefahren. Die zwei verbliebenen, aufgelassenen Verbindungsstrecken der ehemaligen Stadtbahn stehen wie weite Teile der U6 unter Denkmalschutz, der Verbindungsbogen wird heute zwischen Spittelau und Friedensbrücke als Fuß- und Radweg genutzt.

#### Linie U3 als Neubaustrecke
Im Jahr 1991 wurde die gänzlich neu gebaute Linie U3 zwischen Erdberg und Volkstheater eröffnet, die nach der U1 als zweite Linie den ersten Bezirk kreuzt. Die westliche Endstation Ottakring wurde 1998 erreicht, das südöstliche Ende der U3 liegt seit dem Jahr 2000 in der Station Simmering. Die Gesamtlänge des Netzes erhöhte sich mit diesen Baumaßnahmen der zweiten Ausbaustufe auf 61 Kilometer.

#### Cross-Border-Leasing
Im Jahr 1998 wurde das Wiener U-Bahn-Netz im Rahmen eines Cross-Border-Leasing-Vertrages an eine US-amerikanische Finanzgesellschaft verkauft und mit einer Rückkaufoption für die nächsten Jahrzehnte zurückgeleast. Insgesamt bestanden sechs US-Lease-Transaktionen; 2006 und 2009 sind die Wiener Linien aus zwei Verträgen vorzeitig ausgestiegen.

### Dritte Ausbaustufe: 2001–2010

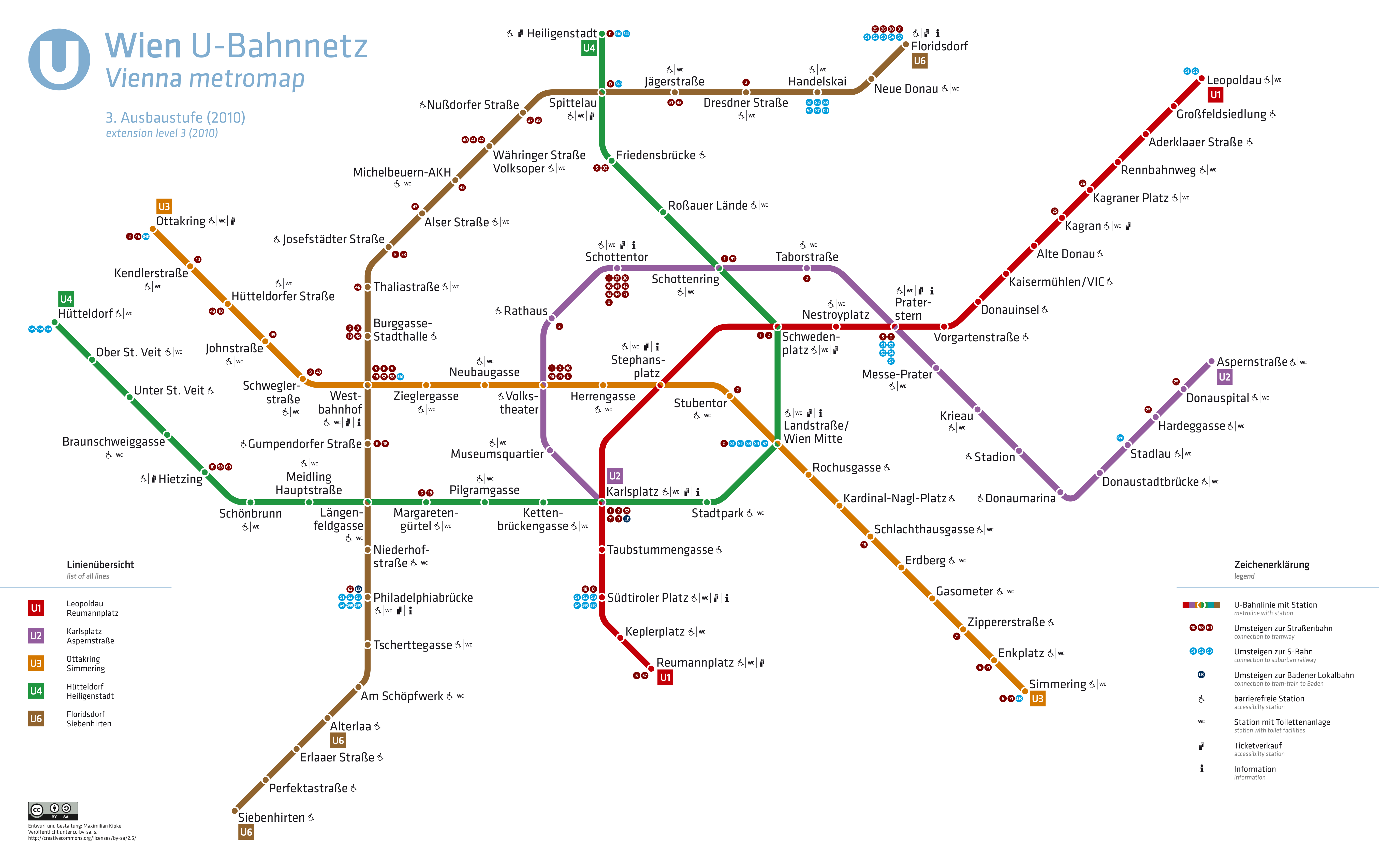
Netzplan 2010 nach 3. Ausbaustufe

Mit dem Jahr 2000 begann die dritte Ausbaustufe. In dieser wurden die Linien U1 und U2 verlängert. Es wurde beschlossen, den U2-Betrieb nicht mehr mit Kurzzügen, sondern mit Langzügen zu bedienen. Dazu mussten die bestehenden Stationen der U2 entsprechend adaptiert werden. Aufgrund des zu geringen Abstandes zur Station Volkstheater wurde bei den Adaptierungsarbeiten die U2-Station Lerchenfelder Straße im Jahr 2003 aufgelassen.
Die angesprochene Verlängerung der U1 von Kagran in Richtung Norden nach Leopoldau mit 4,6 km zusätzlicher Strecke ging am 2. September 2006 in Betrieb. Damit wurden der 21. und 22. Bezirk stärker an das U-Bahn-Netz angebunden. An der Endhaltestelle Leopoldau besteht ein Übergang zur S-Bahn.
Der Bau der Verlängerung der Linie U2 zum Ernst-Happel-Stadion und weiter zur Aspernstraße war aufgrund rechtlicher Probleme bei der Untertunnelung zweier Wohnhäuser im 2. Wiener Gemeindebezirk in Verzug geraten. Dank einer Neuordnung der Bauprioritäten konnte die Verzögerung jedoch weitestgehend kompensiert werden. Am 10. Mai 2008 wurde die erste Etappe (3,9 km) der Verlängerung der U2 bis zur Station Stadion beim Ernst-Happel-Stadion eröffnet, rechtzeitig vor der Fußball-EM.
Am 28. September 2006 erfolgte der offizielle Spatenstich für den U2-Abschnitt vom Stadion über die Donaustadtbrücke bis zur Aspernstraße. Das rund fünf Kilometer lange Teilstück wurde komplett in Hochlage errichtet und beinhaltet insgesamt sechs Stationen. Am Bahnhof Stadlau ist ein Übergang zu den Zügen der ÖBB möglich. Auch das zweitgrößte Krankenhaus Wiens, das Donauspital (SMZ Ost), erhielt eine eigene Station. Seit der Fertigstellung dieses Bauabschnitts am 2. Oktober 2010 mit insgesamt elf neuen Stationen wird die Donau von drei U-Bahn-Linien gequert. Die Gesamtlänge des Netzes erhöhte sich mit dieser Bauphase auf 74,6 km.

### Vierte Ausbaustufe: 2010–2030

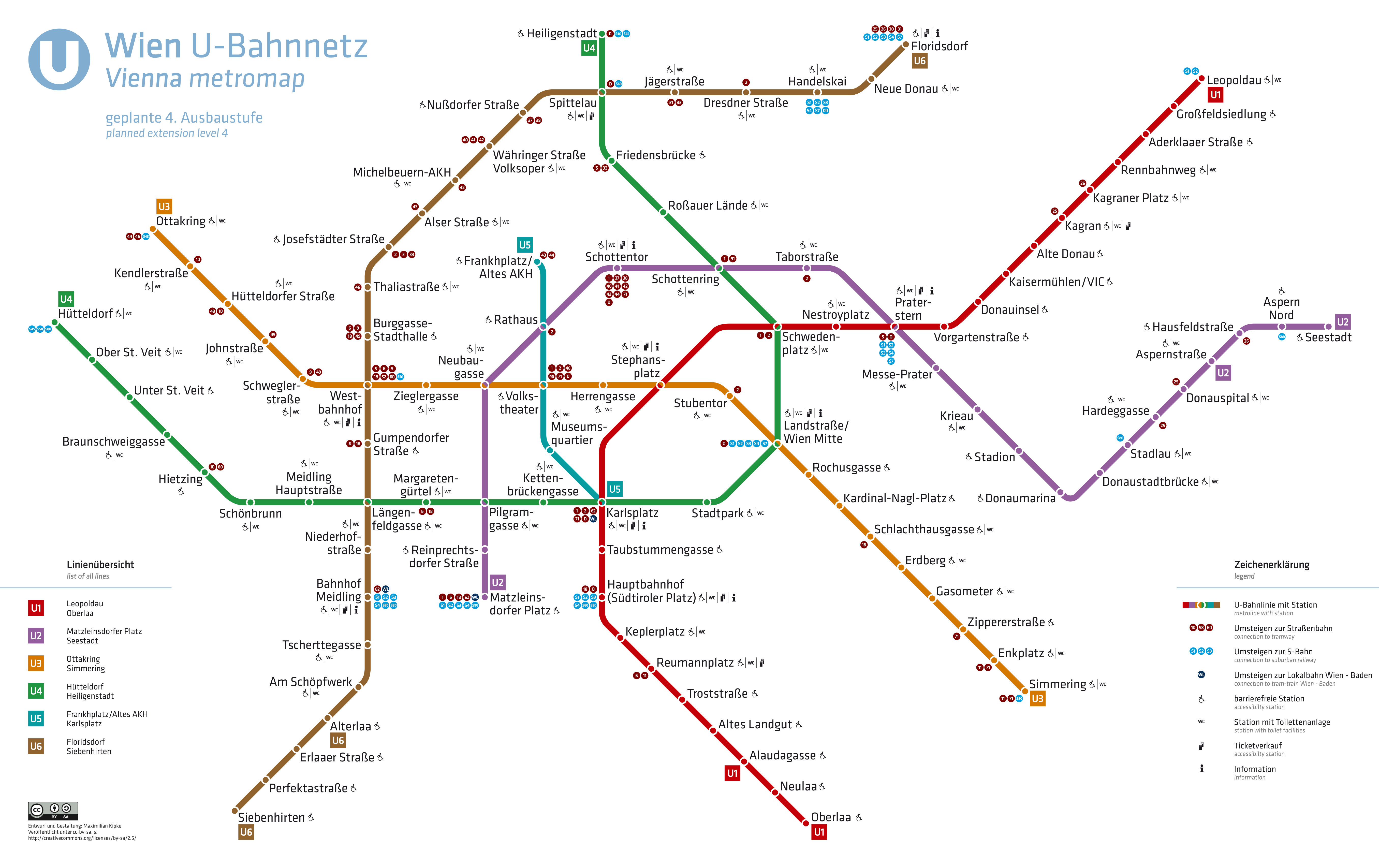
Netzplan 2030 nach 4. Ausbaustufe

#### 2007 beschlossenes U-Bahn-Paket
Im Frühjahr 2007 wurde von der Stadt Wien und dem Bund, die sich die Kosten für den U-Bahn-Bau teilen, ein U-Bahn-Paket präsentiert. Dieses sah folgende Netzerweiterungen vor:
- Verlängerung der U2 von Aspernstraße zur Seestadt Aspern (damaliger Zeithorizont 2013)
- Verlängerung der U1 von Reumannplatz nach Rothneusiedl (damaliger Zeithorizont 2015)
- Verlängerung der U2 von Karlsplatz zur Gudrunstraße (damaliger Zeithorizont 2019)

#### Verlängerung der U2 nach Norden
Im Jahr 2010 wurde mit dem Bau der Verlängerung der U2 in das Stadterweiterungsgebiet Seestadt Aspern begonnen. Am 5. Oktober 2013 wurde das 4,2 km lange Teilstück bis zur Endstation Seestadt eröffnet.

#### Änderungen im Paket 2012 – Südast für die U1
Im März 2012 wurde offiziell bekanntgegeben, dass der Südast der U1 aus Kostengründen bzw. wegen der noch nicht erfolgten Bebauung im Bereich der geplanten Endstation nicht nach Rothneusiedl, sondern unter Ausbau der bestehenden Strecke der Straßenbahnlinie 67 nach Oberlaa zur Therme Wien gebaut wird. Diese Verlängerung wurde am 2. September 2017 in Betrieb genommen, dadurch wuchs das Wiener U-Bahn-Netz um 4,6 Streckenkilometer und fünf Stationen. Im Bereich der Station Alaudagasse wurden Vorbereitungen für eine künftige Liniengabelung getroffen, sollte die weitere Entwicklung Rothneusiedls die Führung eines U-Bahn-Astes dorthin rechtfertigen.

#### Änderungen im Paket 2014 – Linienkreuz U2/U5
Die ursprünglich geplante südliche U2-Verlängerung zur Gudrunstraße wurde neben finanziellen Gründen auch deswegen auf Eis gelegt, weil der ursprünglich angenommene Bedarf nicht mehr gegeben ist.
Mit den dafür bereits budgetierten Mitteln wird stattdessen nun das Ausbauprojekt Linienkreuz U2/U5 verwirklicht. Dabei wird die Linie U2 von der Seestadt kommend ab der Station Schottentor einen neuen Südast erhalten, der zur S-Bahn-Haltestelle Matzleinsdorfer Platz geführt wird. Die verbleibende Trasse der U2 zwischen Karlsplatz und Universitätsstraße wird von einer neu geschaffenen Linie U5 übernommen, die vorerst um die Station Frankhplatz ergänzt wird. Diese Linie soll zudem vollautomatisch betrieben werden, wie es beispielsweise bereits bei der U-Bahn Nürnberg und der Metro Kopenhagen der Fall ist. Der Spatenstich fand im Jahr 2018 statt. Im Jahr 2022 wurde eine neue Finanzierungsvereinbarung mit dem Bund getroffen, die diese neue Streckenführung für die vierte Ausbaustufe vorsieht. Nach einigen Verzögerungen ist nun geplant, dass die neue U5-Strecke im Jahr 2026, die neue U2-Strecke im Jahr 2030 eröffnet werden. Zwischen den beiden Eröffnungen sollen die U2 und die U5 die Strecke zwischen Rathaus und Karlsplatz gemeinsam befahren, seit 1980, der gescheiterten U2/U4, die erste von zwei Linien befahrene Strecke.

### Fünfte Ausbaustufe

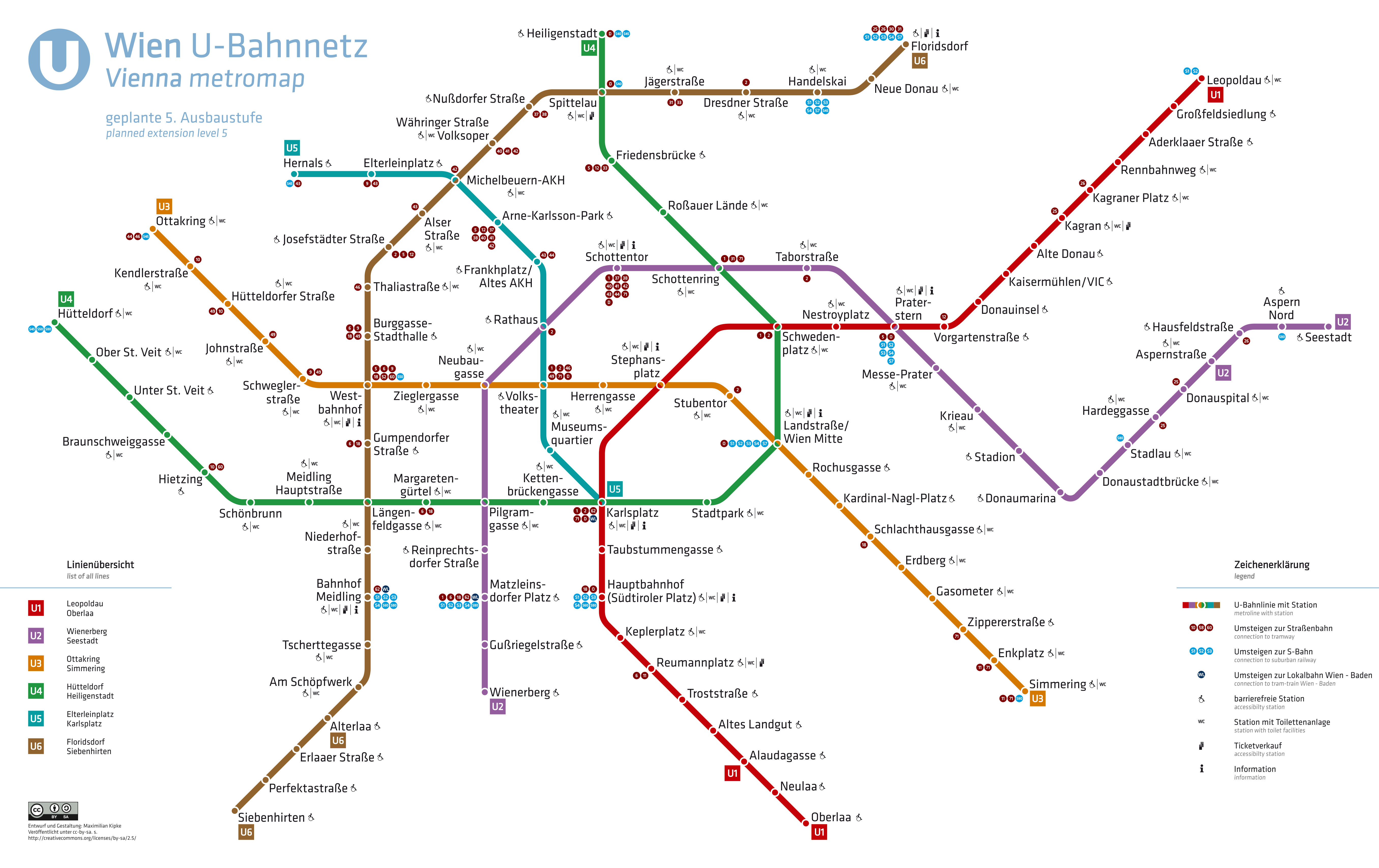
Netzplan nach geplanter 5. Ausbaustufe

In der 5. Ausbaustufe der U-Bahn Wien sollen die U2 vom Matzleinsdorfer Platz über einen Zwischenhalt Gußriegelstraße zur Endstation Wienerberg und die U5 vom Frankhplatz über die Zwischenhalte Arne-Karlsson-Park, Michelbeuern – AKH (Umstieg zur U6) und Elterleinplatz zur Endstation Hernals (Umstieg zur S-Bahn) verlängert werden. Im Dezember 2022 haben der Bund und die Stadt Wien über dieses Vorhaben eine Finanzierungsvereinbarung abgeschlossen, die für den Abschluss dieser Arbeiten einen Zeithorizont von 2032 bis 2033 nennt. Die Planungen für beide Verlängerungen sind seitens der Stadt Wien bereits abgeschlossen und wurden zur Umsetzung an die Wiener Linien übergeben.

### Weitere Ausbauoptionen
Im März 2025 präsentierte die Stadt Wien den „Wien-Plan“, welcher unter anderem vorsieht, bis 2035 folgende U-Bahn-Verlängerungen zu prüfen:
- Verlängerung der U6 über den Bahnhof Floridsdorf nach Stammersdorf
- Verlängerung der U3 über die Endstation Simmering nach Kaiserebersdorf
- Verlängerung der U2 über die geplante Endstation Wienerberg hinaus zur Badner-Bahn-Haltestelle Gutheil-Schoder-Gasse
- Verlängerung der U5 Richtung Osten[47]

Fix eingeplant ist schon eine Abzweigung der U1 südlich der Alaudagasse nach Rothneusiedl, die beim Bau der Strecke von Anfang an vorgesehen war. Allerdings ist die Finanzierung noch offen.
Des Weiteren sind folgende Ausbauoptionen im Gespräch:
- Verlängerung der U5 über den Bahnhof Hernals hinaus weiter nach Dornbach[48]
- Verlängerung der U5 über den Endpunkt Karlsplatz in den 10. Bezirk entsprechend der zurückgestellten[37] Strecke aus der 4. Ausbaustufe

### Eröffnungs- und Einstellungsdaten

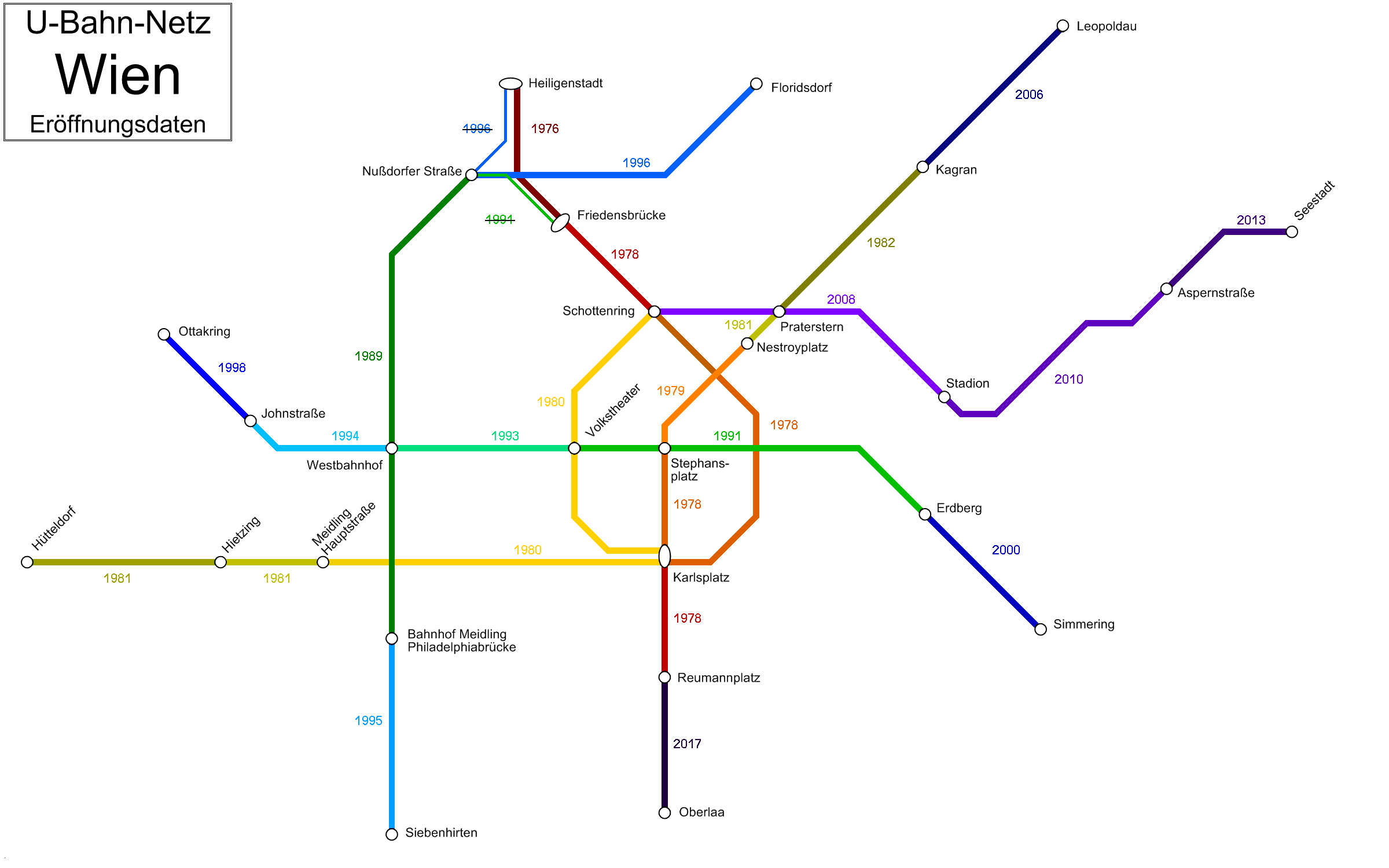
Grafik der Eröffnungen inklusive Erweiterungen der vierten Ausbaustufe

Animierte Grafik der Streckeneröffnungen

Die folgende Tabelle enthält in chronologischer Reihenfolge die Eröffnungs- und Einstellungsdaten der einzelnen Streckenabschnitte, wobei die Umstellung von Stadtbahn- auf den U-Bahn-Betrieb auch als Eröffnungsdaten ausgewiesen sind:
| Datum             | Linie | Strecke                                                              |
| ----------------- | ----- | -------------------------------------------------------------------- |
| 8. Mai 1976       | U4    | Heiligenstadt ↔ Friedensbrücke                                       |
| 25. Februar 1978  | U1    | Reumannplatz ↔ Karlsplatz                                            |
| 3. April 1978     | U4    | Friedensbrücke ↔ Schottenring                                        |
| 15. August 1978   | U4    | Schottenring ↔ Schwedenplatz ↔ Karlsplatz                            |
| 18. November 1978 | U1    | Karlsplatz ↔ Stephansplatz                                           |
| 24. November 1979 | U1    | Stephansplatz ↔ Nestroyplatz                                         |
| 30. August 1980   | U2    | Schottenring ↔ Rathaus ↔ Karlsplatz                                  |
| 26. Oktober 1980  | U4    | Karlsplatz ↔ Meidling Hauptstraße                                    |
| 28. Februar 1981  | U1    | Nestroyplatz ↔ Praterstern                                           |
| 31. August 1981   | U4    | Meidling Hauptstraße ↔ Hietzing                                      |
| 20. Dezember 1981 | U4    | Hietzing ↔ Hütteldorf                                                |
| 3. September 1982 | U1    | Praterstern ↔ Kagran                                                 |
| 7. Oktober 1989   | U6    | Philadelphiabrücke ↔ Nußdorfer Straße ↔ Heiligenstadt/Friedensbrücke |
| 4. März 1991      | U6    | Nußdorfer Straße ↔ Friedensbrücke                                    |
| 6. April 1991     | U3    | Erdberg ↔ Volkstheater                                               |
| 4. September 1993 | U3    | Volkstheater ↔ Westbahnhof                                           |
| 3. September 1994 | U3    | Westbahnhof ↔ Johnstraße                                             |
| 15. April 1995    | U6    | Philadelphiabrücke ↔ Siebenhirten                                    |
| 4. Mai 1996       | U6    | Nußdorfer Straße ↔ Floridsdorf; Nußdorfer Straße ↔ Heiligenstadt     |
| 5. Dezember 1998  | U3    | Johnstraße ↔ Ottakring                                               |
| 2. Dezember 2000  | U3    | Erdberg ↔ Simmering                                                  |
| 2. September 2006 | U1    | Kagran ↔ Leopoldau                                                   |
| 10. Mai 2008      | U2    | Schottenring ↔ Praterstern ↔ Stadion                                 |
| 2. Oktober 2010   | U2    | Stadion ↔ Aspernstraße                                               |
| 5. Oktober 2013   | U2    | Aspernstraße ↔ Seestadt                                              |
| 2. September 2017 | U1    | Reumannplatz ↔ Oberlaa                                               |

## Fuhrpark

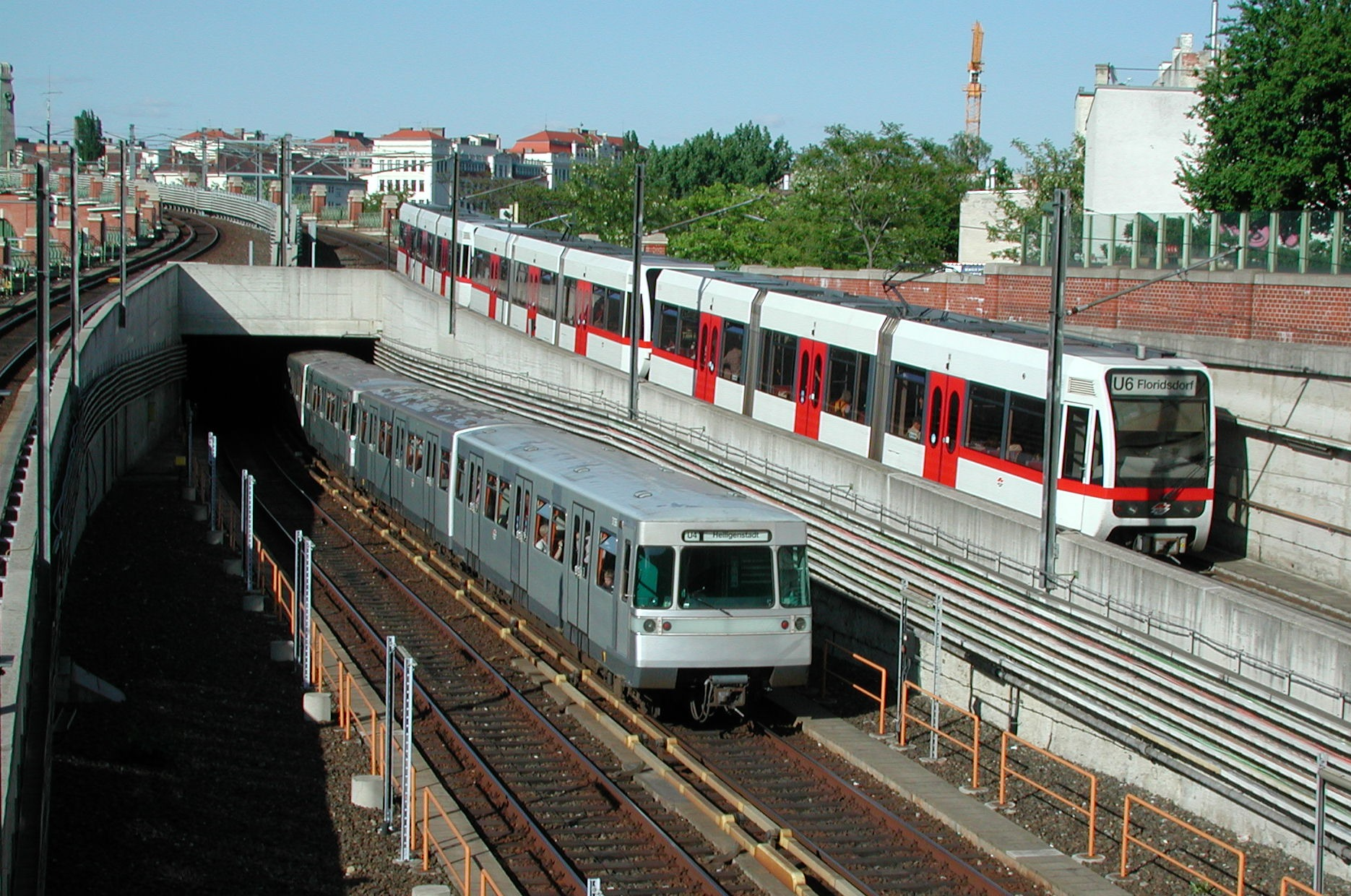
Züge beider Stromversorgungsformen östlich der Station Längenfeldgasse

Im Wiener U-Bahn-Netz gab es bereits acht verschiedene Fahrzeugtypen, von denen heute noch fünf im Einsatz sind. Die Versorgung ist einheitlich eine Gleichspannung mit 750 V, die aus mehreren entlang der Strecken verteilten Gleichrichterstationen aus dem von Wienstrom betriebenen Mittelspannungsnetz gewonnen wird. Die Versorgung erfolgt auf den Linien U1 bis U4 über eine seitliche, von unten bestrichene und an der Oberseite mit einer Kunststoff-Abdeckung versehenen Stromschiene, die 4,8 kA Betriebsstrom (mit Kurzschlussströmen bis 70 kA) liefert, auf der Linie U6 jedoch durch eine Oberleitung. U1, U3 und U4 werden im Mischbetrieb mit den Typen Ux und V, auf der U2 mit einem Mischbetrieb mit den Typen V und X und U3 zusätzlich mit dem Typ X, die U6 mit der Typenfamilie Tx betrieben:
| Type | Anzahl | Inbetriebnahme        | Sitzplätze | Stehplätze | Klimaanlage | Bemerkung                                                               | Foto |
| ---- | ------ | --------------------- | ---------- | ---------- | ----------- | ----------------------------------------------------------------------- | ---- |
| U    | 8      | 1972                  | 49         | 91         | nein        | nicht mehr in Betrieb                                                   |      |
| U1   | 117    | 1987                  | 49         | 91         | nein        | 6 ausgemustert seit 2024                                                |      |
| U2   | 74     | 2000 (Umgebaut)       | 49         | 91         | nein        | Umbau der Type U, davon 29 ausgemustert (2018– )                        |      |
| V    | 62     | (Prototyp: 2000) 2006 | 260        | 618        | ja          |                                                                         |      |
| X    | 45     | 2023                  | 200        | 728        | ja          | 45 bestellt (34 + 11) 13 in Betrieb 01/2025 Weiterentwicklung von Typ V |      |
| T    | 78     | 1993                  | 58         | 136        | ja          |                                                                         |      |
| T1   | 66     | 2008                  | 57         | 136        | ja          | Weiterentwicklung von Typ T                                             |      |

Bis 2008 kamen auf der U6 noch die von der Stadtbahn übernommenen Trieb- und Beiwagen der Typen E6/c6 zum Einsatz.

### Linien U1–U4

#### Typen U, U1und U2
Die ersten Wagen des von Simmering-Graz-Pauker (SGP) entwickelten Typ U wurden 1972 ausgeliefert. Die kleinste Einheit ist ein aus zwei vierachsigen Motorwagen bestehender, 36,8 Meter langer und 2,8 Meter breiter, permanent gekuppelter Doppeltriebwagen. Ein Zug wird aus drei Doppelwagen gebildet. Bis 2008 wurden in betriebsschwachen Zeiten beziehungsweise auf der Linie U2 Kurzzüge mit zwei Doppelwagen eingesetzt. Technisch sind die Wagen den Münchner und Nürnberger U-Bahn-Zügen sehr ähnlich. Beim mehrfach ausgezeichneten Wagen-Design gibt es jedoch deutliche Unterschiede. Bis 1982 wurden insgesamt 135 Doppeltriebwagen der Type U geliefert, die aber mittlerweile bis auf 74 Garnituren (Umbau auf U2) ausgemustert sind.
Ab 1987 lieferte SGP mit dem Typ U1 (später als U11 bezeichnet) eine zweite Generation, die äußerlich dem Vorgänger gleicht. Die technische Ausrüstung wurde weiterentwickelt und enthält wassergekühlte Drehstrommotoren, Bremsen mit Energierückspeisung und modernisierte Notbrems- und Sicherheitseinrichtungen. In den Jahren 2000 bis 2010 wurden Züge der späteren Bauserien des Typs U umgebaut und mit neuen Drehstrommotoren ausgestattet, was ihre Lebensdauer um weitere 20 Jahre verlängern soll. Die umgebauten Züge werden als Typ U2 bezeichnet. Diese Fahrzeuge verkehren nur noch auf der Linie U3.
Der Innenraum eines Wagens besteht aus acht paarweise angeordneten Vis-à-vis Sitzen im Mittelteil, neun Plätzen an den fahrerstandlosen Enden und zwei Vis-à-vis Sitzpaaren im gegenüberliegenden Wagenende. 2006 ersetzten in den Typen U1 und U2 LED-Anzeigen die ursprünglich innen und außen angebrachten durchleuchteten Rollbandanzeigen. Außerdem werden die Züge nach und nach mit Kunststoffsitzen, Videoüberwachung und Warnleuchten zur Signalisierung des Türschließvorgangs nachgerüstet. An der Type U werden keinerlei derartige Umbauten vorgenommen, da die Fahrzeuge sukzessive aus dem Betrieb ausscheiden. Ein Einzeltriebwagen verfügt über 49 Sitz- und 91 Stehplätze, bei einem aus drei Doppeltriebwagen bestehenden Zug sind dies 294 Sitz- und 546 Stehplätze. Die Höchstgeschwindigkeit liegt bei 80 km/h. Das Design der „Silberpfeil“ genannten Garnituren stammt vom Eisenbahndesigner Johann Benda.

#### Typ V
Ende der 1990er Jahre entwickelte ein Konsortium der Firmen Siemens, ELIN und Adtranz einen neuen Zug, der als Typ V oder auch „V-Wagen“ bezeichnet wird. Es handelt sich dabei um einen durchgängigen, permanent gekuppelten Sechswagenzug, bestehend aus zwei unmotorisierten Steuerwagen und vier motorisierten Zwischenwagen. Dies entspricht der Länge von drei Doppelwagen der Typenfamilie Ux. Nachdem ein Prototyp ab Dezember 2000 meist auf der Linie U3 im Einsatz gewesen war, wurden im Juni 2002 25 Garnituren und im Dezember 2007 noch einmal 15 Züge dieses Typs angeschafft. Davon wurden ab Februar 2005 die ersten Garnituren geliefert, die nach mehreren Verzögerungen Mitte August 2006 ihre Betriebsgenehmigung erhielten. Ende September 2009 wurden weitere 20 Fahrzeuge bestellt.
Im Gegensatz zum Prototyp wurden die Serienfahrzeuge im Innenraum an den neuen Standard angepasst und bekamen graue statt weiße Seitenwände und rote Kunststoffsitze anstatt der ursprünglich eingebauten Stoffsitze. Die neueren Reihen des Typ V besitzen zudem gelbe statt grau-roter Haltestangen, verbesserte Innenanzeigen sowie Warnleuchten zur Signalisierung des Türschließvorgangs. Ein Wagen besteht aus acht paarweise angeordneten Vis-à-vis Plätzen im Mittelteil und jeweils sechs Sitzplätzen an den Wagenübergängen. Am Anfang und Ende der Züge befinden sich Mehrzweckabteile mit jeweils vier klappbaren Sitzen sowie an jeder Station automatisch ausfahrende Rampen zur Schließung des Bahnsteigspalts.
Sie sind die ersten Wiener U-Bahn-Wagen, die über eine Klimaanlage verfügen, und werden ab Werk mit einer Videoüberwachung ausgestattet. Um die Stationsaufenthalte kurz zu halten und ein Blockieren durch Fahrgäste zu vermeiden, besitzen die Türen statt Lichtschranken lediglich sensible Fühlerkanten als Einklemmschutz. Eine einzeln geöffnete Tür schließt deswegen erst wieder im Rahmen eines zentralen Schließvorgangs. Alle Einstiege können vom Fahrerplatz aus auch zentral geöffnet werden.
Die Züge wurden mit umfangreicher Sicherheitstechnik ausgestattet, wie Brandmelder in den Dachbereichen, Temperaturfühler und Trockenlöschleitungen am Untergestell. Rauch bzw. Temperaturüberschreitungen werden sofort dem Fahrpersonal übermittelt. Die Wagen der Type V verfügen über 260 Sitzplätze sowie 618 Stehplätze. Ihre Höchstgeschwindigkeit liegt bei 80 km/h. Die äußere Gestaltung stammt von dem Porsche-Tochterunternehmen Porsche Design.

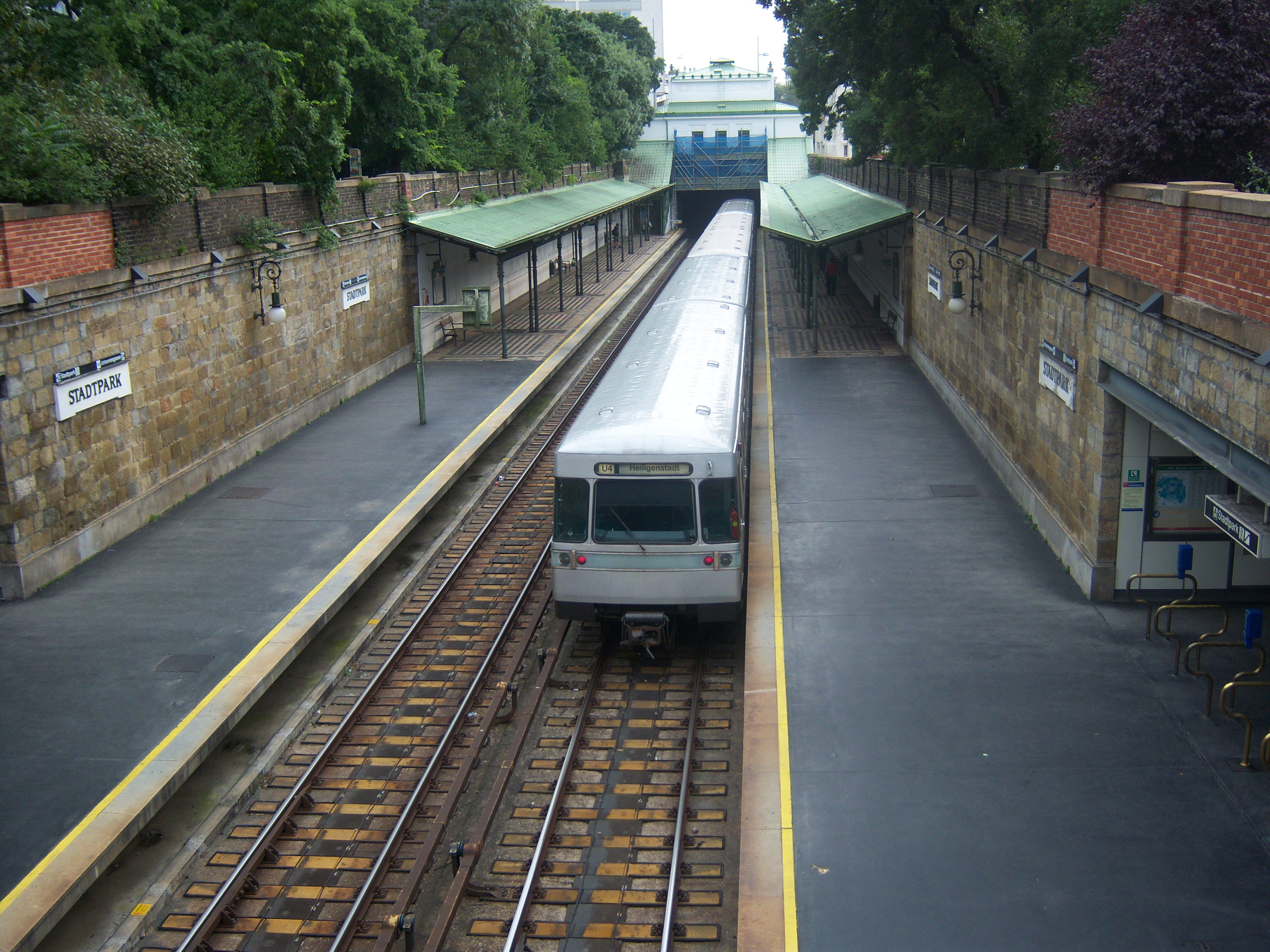
Typ U in der Station Stadtpark
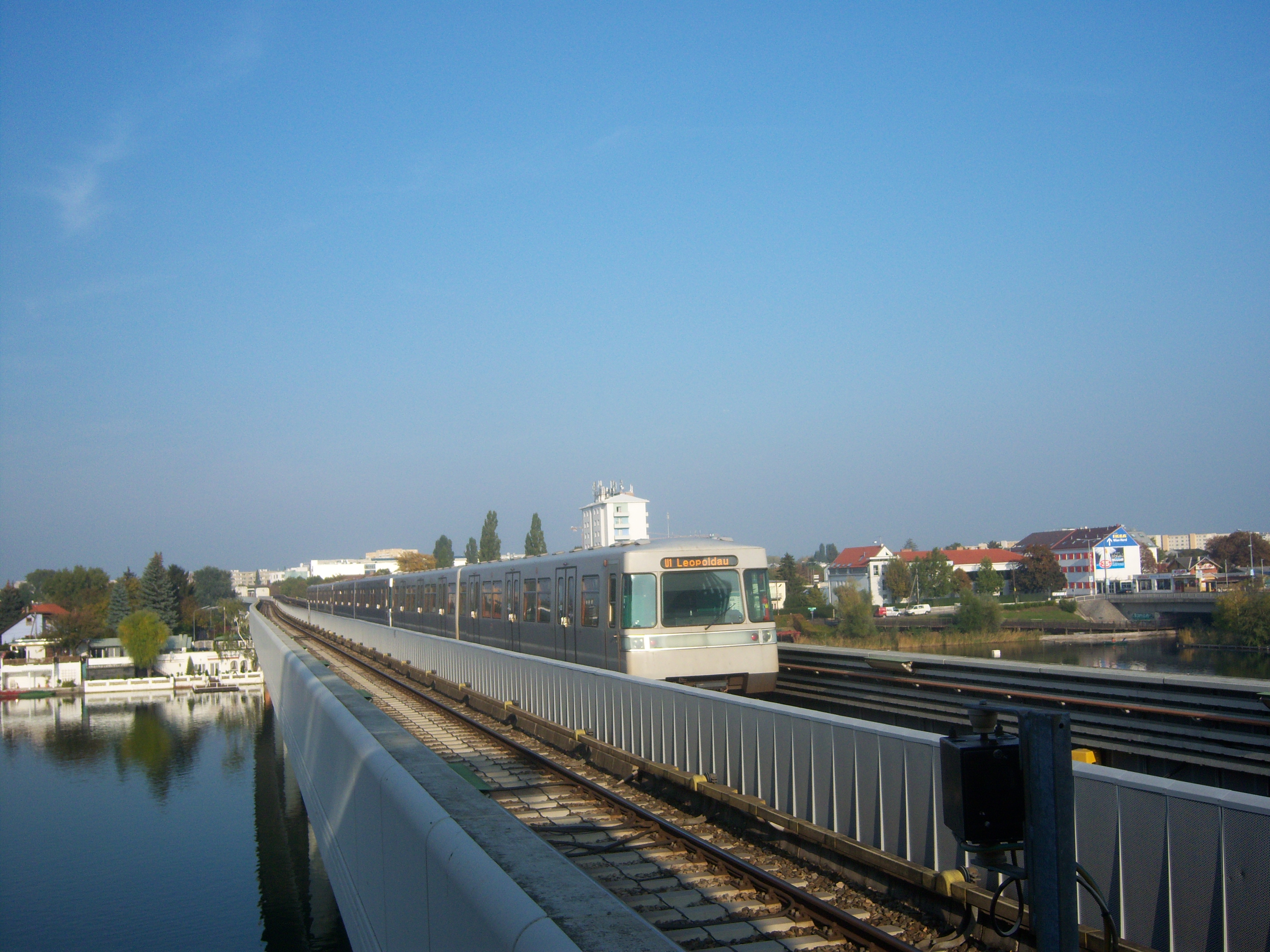
Typ U1 bei der Alten Donau
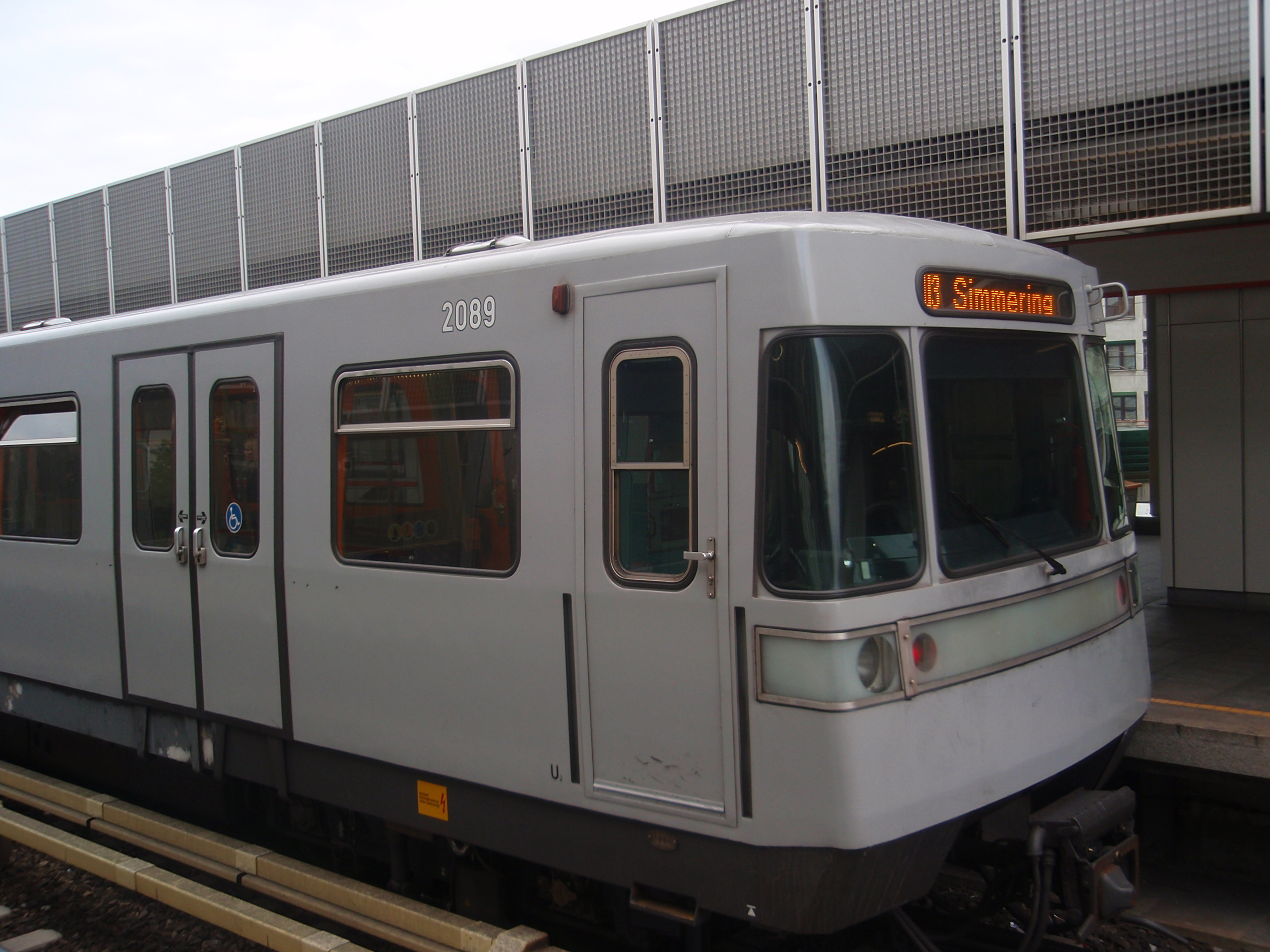
Typ U2 in Ottakring
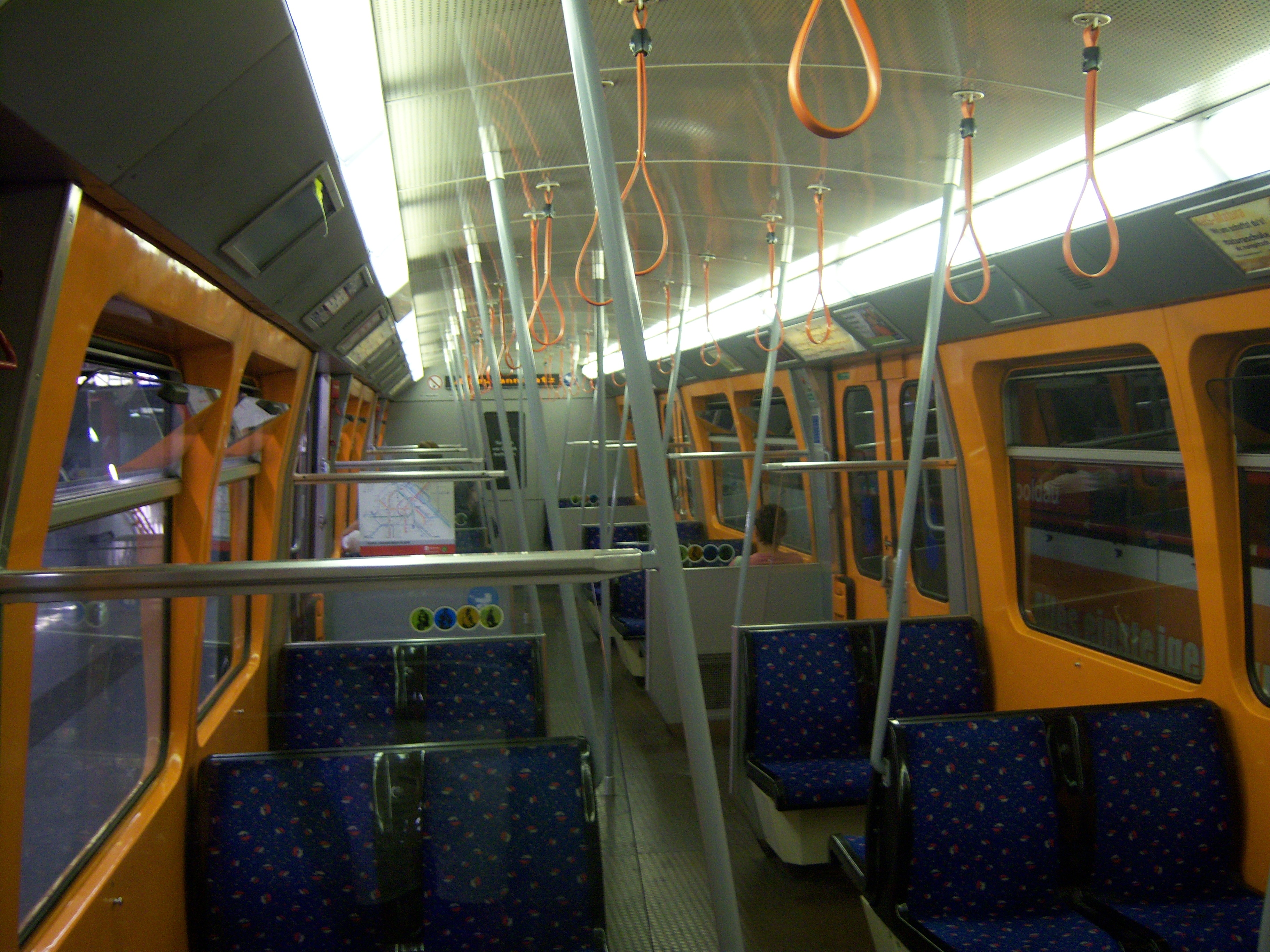
Innenraum der Typenfamilie in der späteren Ausführung mit Stoff anstelle der ursprünglich vorhandenen Ledersitze (aber noch ohne Plastiksitzschalen und Videoüberwachung)
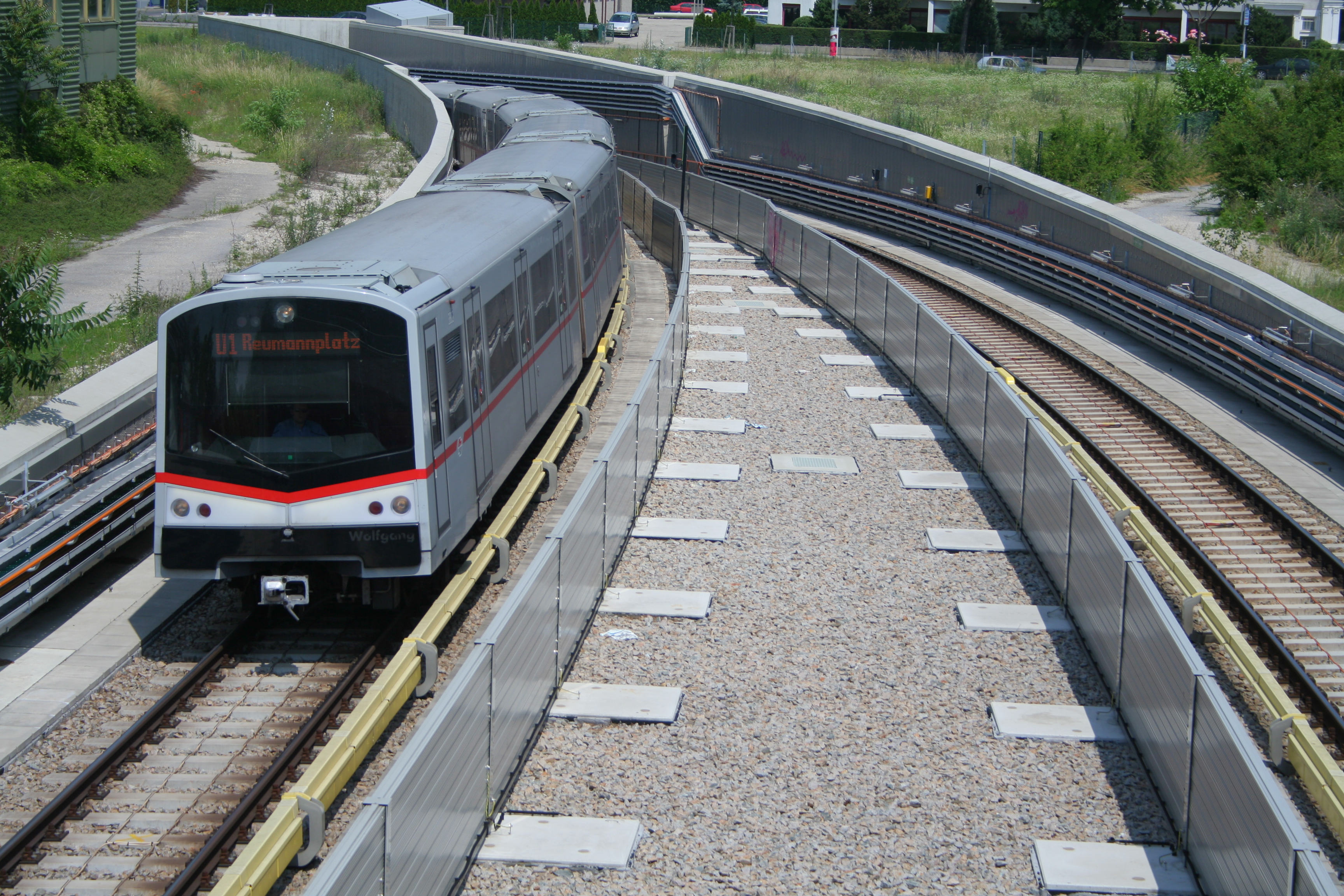
Typ V bei der Station Aderklaaer Straße
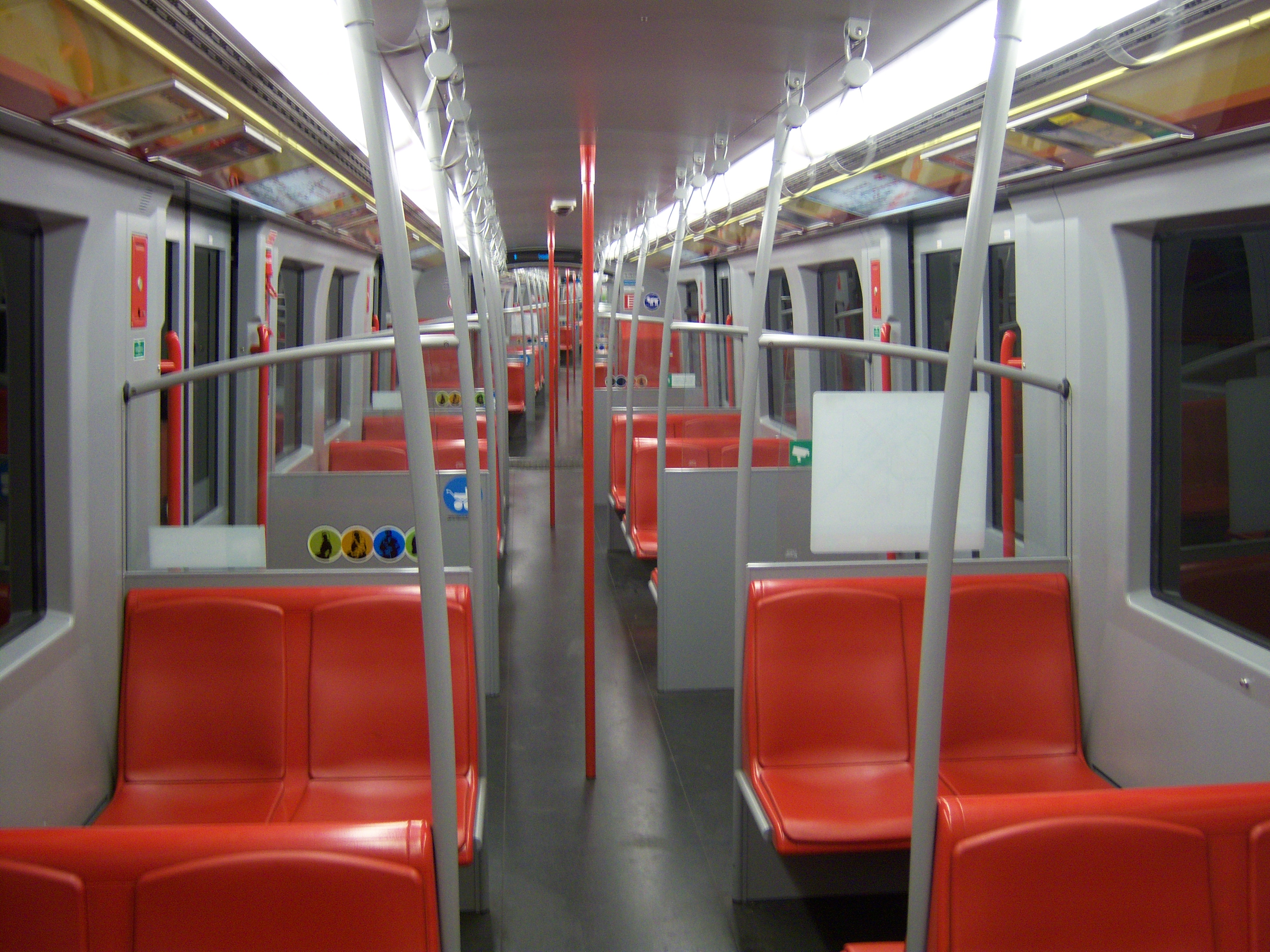
Innenraum eines V-Wagens der ersten Serientranche
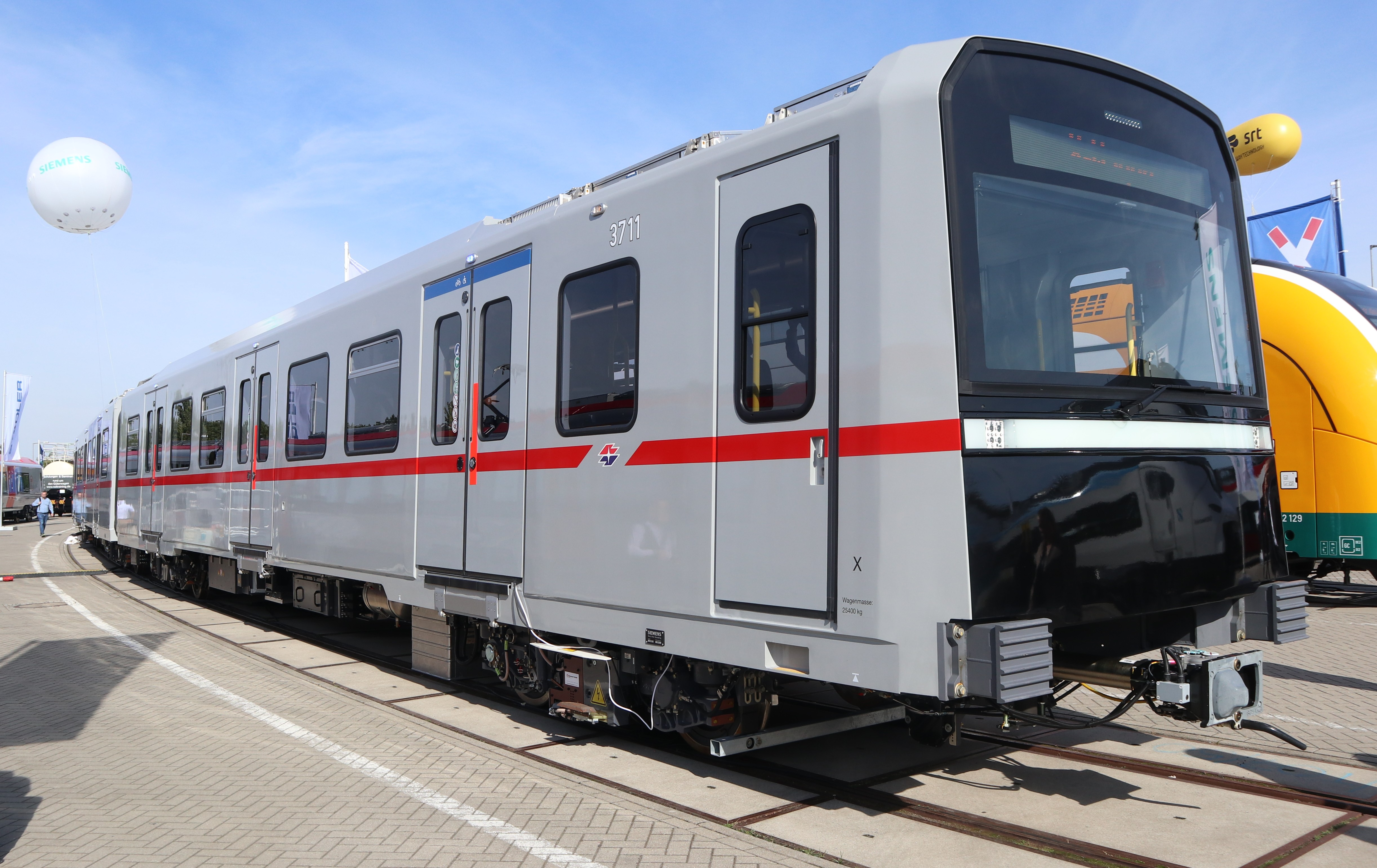
Typ X auf der InnoTrans 2022
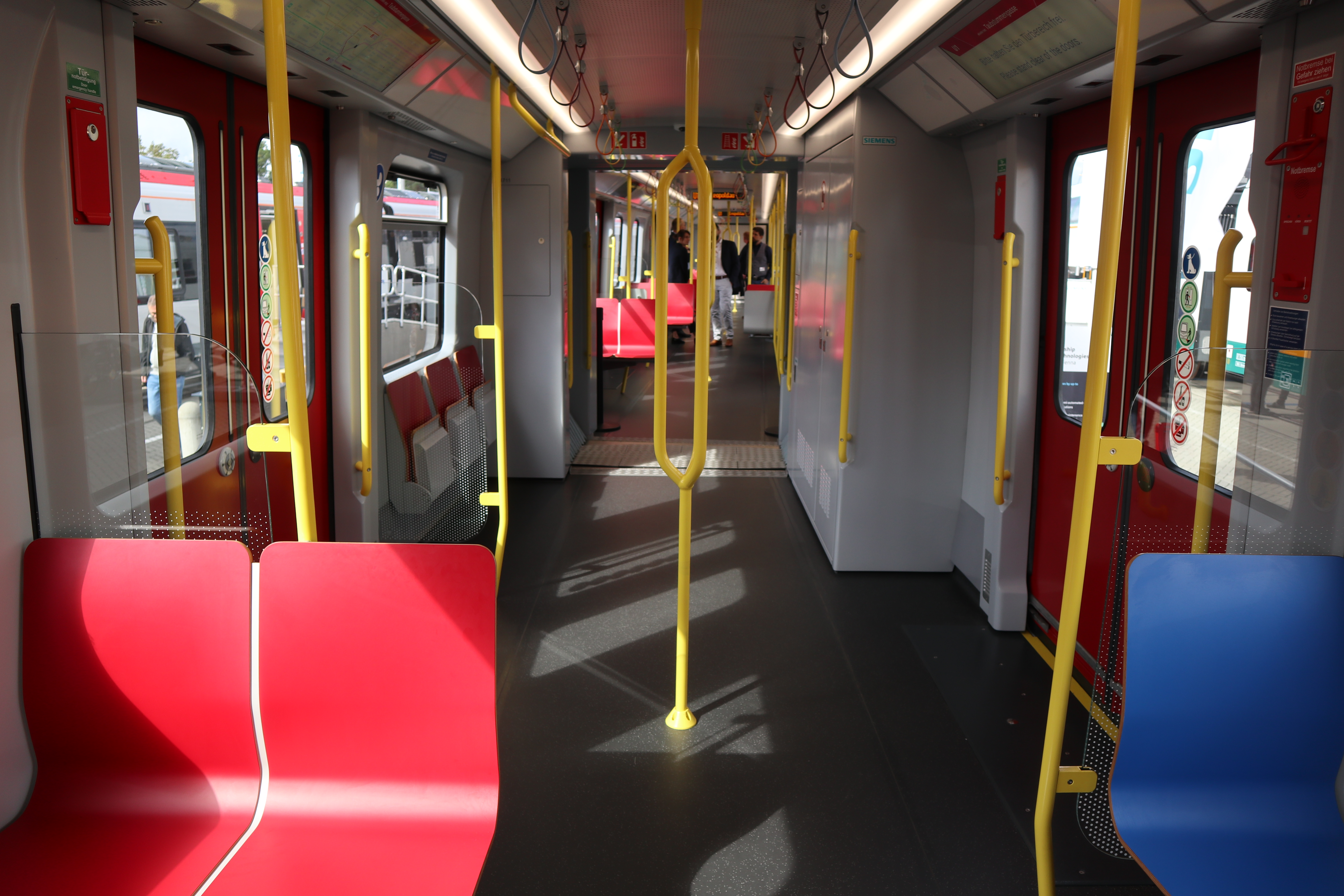
Innenraum Typ X

#### Typ X
Am 8. März 2018 wurde bekanntgegeben, dass von Mitte 2020 bis 2030 34 Einheiten – mit Bestelloption auf 11 weitere – des neuen als X-Wagen für Wien entwickelten Zuges von Siemens an die Wiener Linien ausgeliefert werden sollen. Sie stellen sich als eine Weiterentwicklung des Typs V dar und basieren technisch auf einer neuen Plattform Inspiro. Eine Garnitur wird 111 m lang und 2,85 m breit sein und Platz für 928 Fahrgäste bieten. Die gegenüber dem Vorgängertyp v/V mit 882 um etwa 5 % erhöhte Kapazität wird über weniger Sitze, neu: Klappsitze und dafür mehr Stehplätze erreicht. Die Einstiegsbereiche sollen geräumiger ausfallen, für Kinderwagen, Personen mit größerem Gepäck und Rollstuhlfahrer wird mehr Platz zur Verfügung stehen (sechs Stellplätze statt wie bisher vier pro Garnitur).
Die Züge dieser Baureihe sollen zunächst auf den Linien U1 bis U4 manuell oder halbautomatisch mit Fahrpersonal und später auf der voraussichtlich 2026 zu eröffnenden Linie U5 vollautomatisch, also ohne Wagenführer, verkehren, wobei die Bahnsteige mit Glaswänden und Bahnsteigtüren von den Gleisen getrennt werden sollen. Die Wagen des Typs X werden daher zwar mit Führerständen ausgestattet, doch auch mit einem Glasfenster am vorderen Ende des Fahrgastraums für den Ausblick nach vorne auf die Strecke. Die Führerstände sollen für den vollautomatischen Betrieb ausbaubar ausgeführt werden.
Die Sitze aus beschichtetem Schichtholz werden in der Regel rot sein, blau gefärbt jedoch jene, die für Gehbeeinträchtigte, Schwangere und Alte freigemacht werden sollen. Hier dienen fensterseitige Griffbügel als Stütze beim Setzen und Aufstehen. Vertikalstangen, die allseitig von Stehplätzen umgeben sind, sollen in Greifhöhe als Rohrtripel ausgeführt sein. LED-Beleuchtung, Klimatisierung und Beheizung werden energieeffizient erfolgen. Ein Fahrgastinformationssystem wird auf Bildschirmen innen über den Türen die Lage der Ausgänge an der nächsten Station und Abfahrtszeiten der nächsten Anschlussverbindungen anzeigen. Die Beauftragung erfolgte im Herbst 2017 (550 Mio. €) und beinhaltet auch die Instandhaltung über 24 Jahre. Die Wagen werden von Siemens in Wien gefertigt.
Die Züge werden seit April 2021 im Testbetrieb und seit Juni 2023 im Fahrgastbetrieb auf den Linien U2 und U3 eingesetzt.

### Linie U6
Da ein Umbau der Gürtellinie für den Betrieb der Linie U6 mit Zügen der Baureihe U, auch in Hinblick auf den Denkmalschutz und die Baukosten, einen schweren Eingriff in die bestehende Stadtbahnstrecke bedeutet hätte, beließ man es beim Betrieb mit Oberleitung, straßenbahnähnlichen Wagen und optischen Signalen mit nur punktförmiger Zugbeeinflussung.
Jedoch ist in naher Zukunft (voraussichtlich noch 2024) ein vollständiges Verschwinden der punktförmigen Zugbeeinflussung vorgesehen, da die PZB durch das CBTC-System Trainguard MT von Siemens Mobility ersetzt werden soll. Die Umstellung soll kürzere Intervalle und höhere Sicherheit ermöglichen.[veraltet]

#### Typen T und T1
Seit 1993 kommen von Bombardier Wien Schienenfahrzeuge (BWS) entwickelte, 2,65 Meter breite, sechsachsige Doppelgelenk-Niederflurwagen des Typs T zum Einsatz. Diese sind in ähnlicher Ausfertigung als Type 400 auf der Lokalbahn Wien–Baden im Einsatz und Grundlage für die erfolgreiche Fahrzeugfamilie Flexity Swift. Die Fahrzeuge sind dreiteilige Gelenkwagen, die Mittelteile laufen auf vom Knickwinkel des benachbarten Gelenks gesteuerten Einzelachslaufwerken. Ein Zug besteht im Regelfall aus vier Triebwagen. Ein solcher Vierwagenzug bietet 232 Sitz- und 544 Stehplätze. Bis 2008 verkehrten in betriebsschwachen Zeiten auch Kurzzüge aus drei Fahrzeugen. Die T-Wagen fuhren zunächst im Verbund mit den älteren E6/c6-Wagen, sodass sich in jedem Zug in der Regel in Zugmitte ein Niederflurwagen befand.
Eine videoüberwachte, mit Klimaanlage, elektronischen Innen- und Außenanzeigen sowie neuem Design ausgestattete Weiterentwicklung der Type T kommt seit Mai 2008 als Type T1 zum Einsatz und ersetzte die alten E6/c6-Hochflurzüge. Seit dem 24. Dezember 2008 verkehren auf der Linie U6 nach Ausmusterung der letzten Stadtbahnwagen (Typen E6 und c6) ausschließlich Niederflurfahrzeuge der Typen T und T1.
Die T- und T1-Wagen sind miteinander kuppelbar, sodass auch Züge aus T- und T1-Wagen gemischt verkehren können.
Ende 2009 begann man die T-Wagen mit elektronischen Innen- und Außenanzeigen sowie zur Verbesserung der Sicherheit der Fahrgäste, des Personals und gegen Vandalismus mit einer Videoüberwachung der Innenräume nachzurüsten und optisch den T1 anzugleichen. Auch werden nach und nach die älteren Stoffsitze in den T-Wagen durch neue, rote Kunststoffsitze mit gelben Haltegriffen ersetzt, die man auch im T1-Wagen sowie in den U-Bahn-Wagen des Typs V findet. Auch die Fahrzeuge der Typenfamilie Tx erhalten sukzessive Warnleuchten zur Signalisierung des Türschließvorgangs.
Im Zuge des Maßnahmenpakets U6 rüsteten die Wiener Linien testweise einen älteren, unklimatisierten Wagen mit einem kombinierten Heiz- und Kühlgerät aus, um die hohen Temperaturen im Fahrgastraum zu senken. Damit soll der Fahrkomfort im Sommer auf der meist oberirdisch-fahrenden Linie erhöht werden. Weiters werden an den älteren Fahrzeugen ohne Klimaanlage Sonnenschutzfolien und sogenannte Lüftungskiemen an den Fenstern zur besseren Luftzufuhr angebracht werden, um auch so die Temperatur in den Wägen zu senken. Nach dem erfolgreichen Test wurde bis Sommer 2020 alle U6-Wagen mit einer Klimaanlage ausgestattet.
Damit sie über das Straßenbahnnetz in die Hauptwerkstätte der Wiener Linien überführt werden können, sind die T- und T1-Wagen für den Straßenbahnbetrieb ausgestattet.

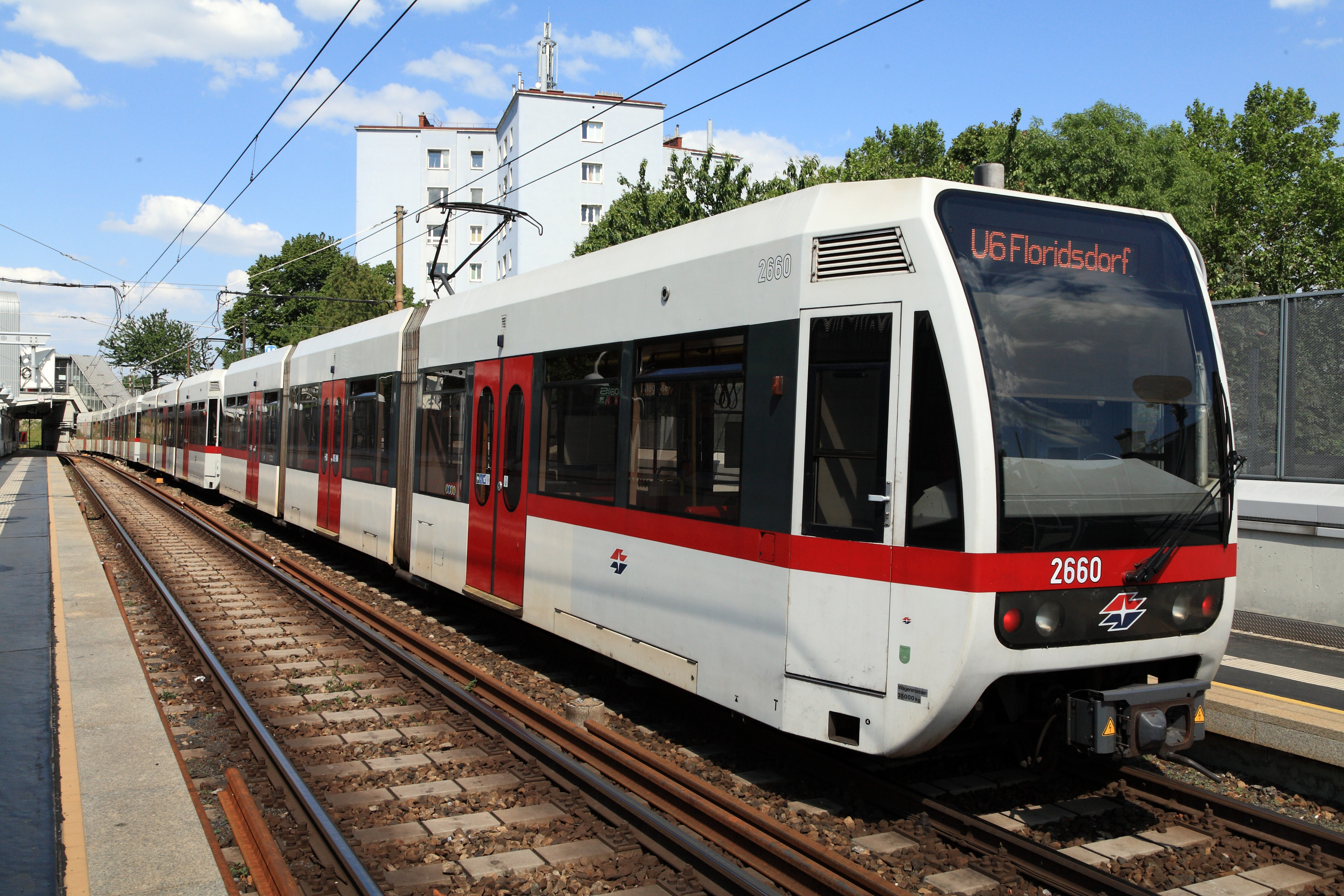
Niederflurzug Typ „T“
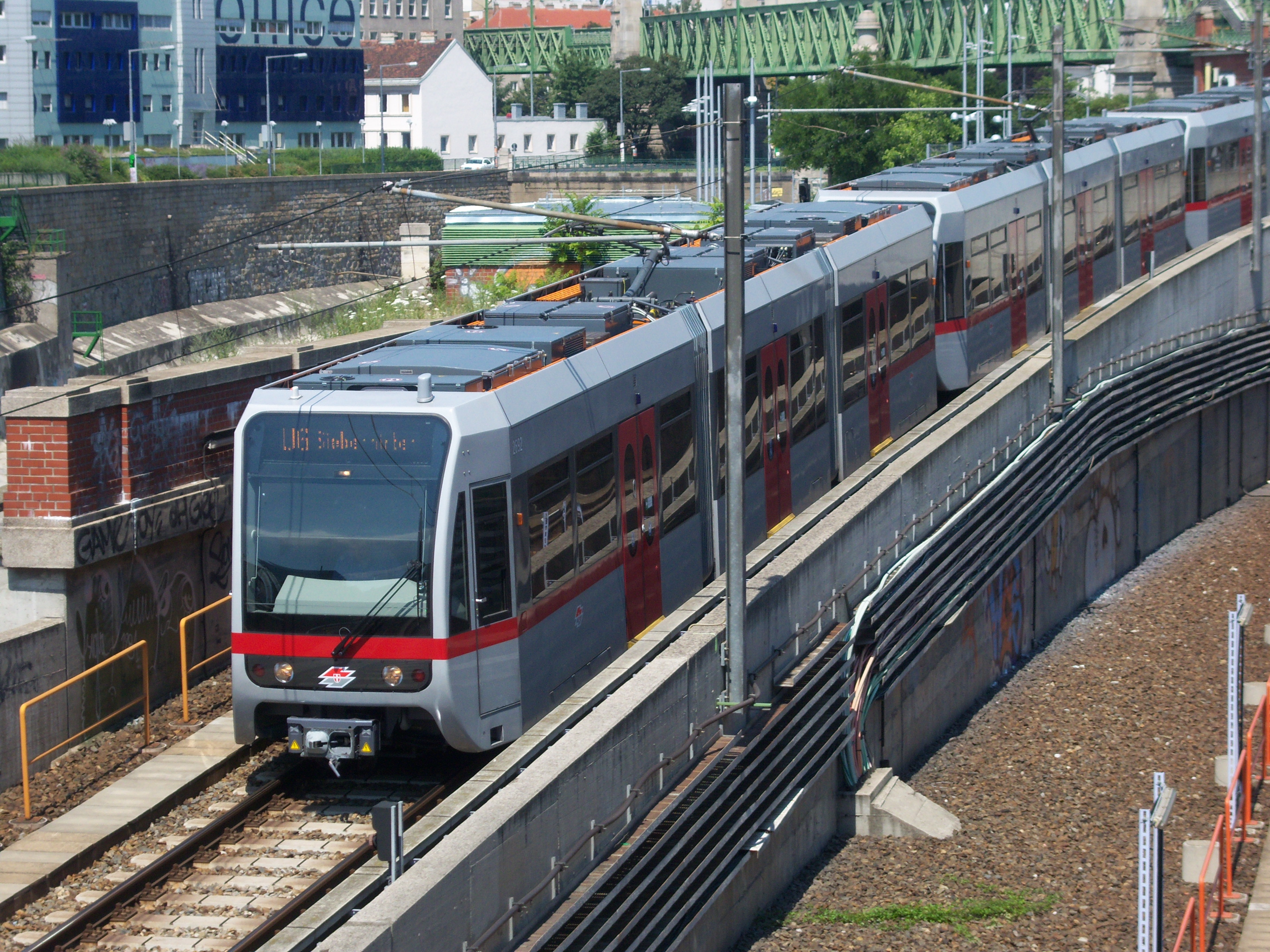
Typ „T1“ vor der Station Längenfeldgasse
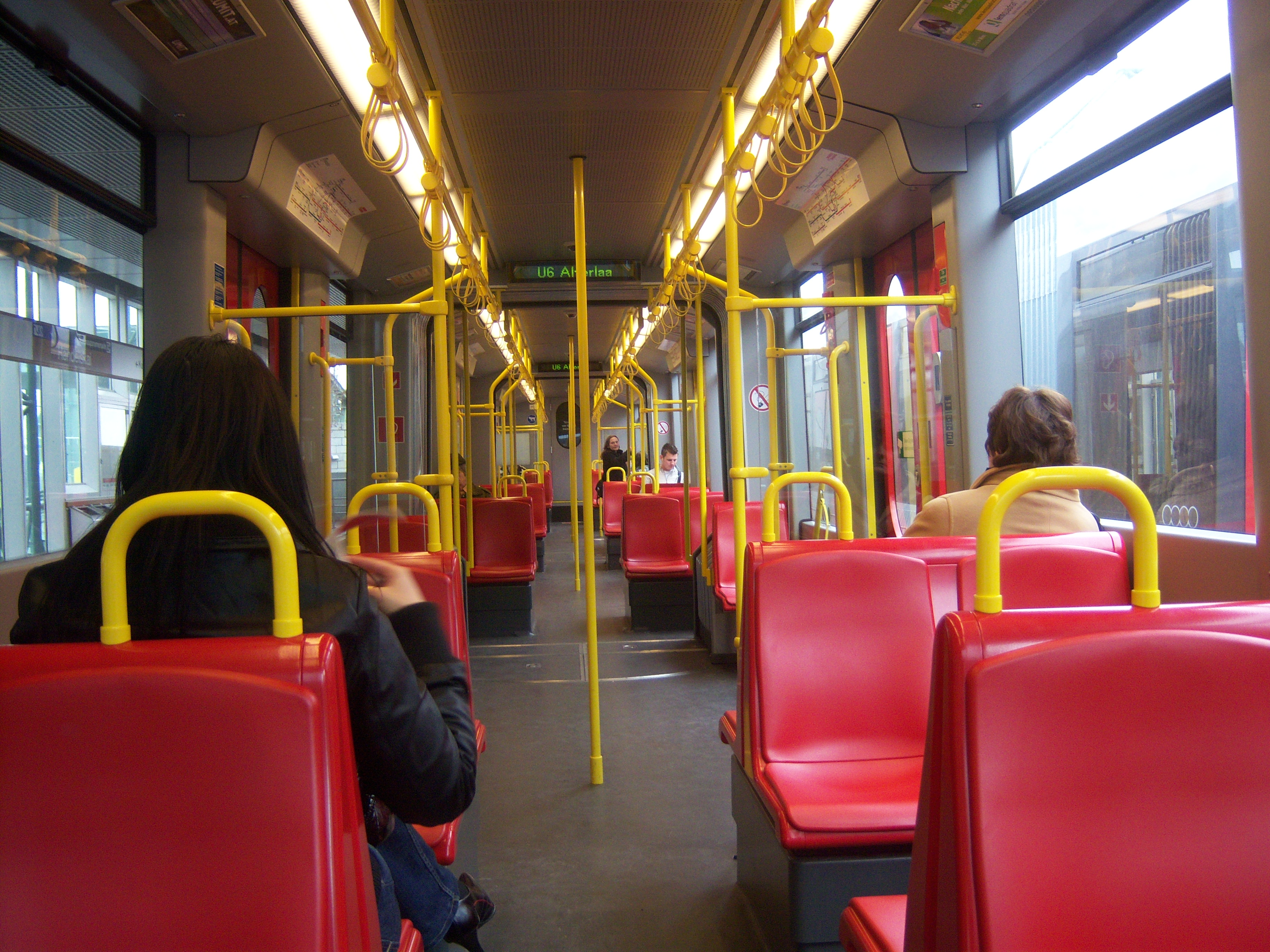
Innenraum eines T1

### Spezialfahrzeuge
Einige Diesellokomotiven und Rüstwagen befinden sich ebenso im Fuhrpark wie ein Gleismesswagen sowie Niederflurwagen für den Transport von U-Bahn-Garnituren. Zusätzlich steht ein Gleisreinigungswagen im Einsatz. Der Engelbert genannte, überdimensionale Staubsauger befreit in der betriebsfreien Zeit das Gleisbett von Müll und Fremdkörpern. Das U-Bahn-Netz wird im Schnitt alle zwei Wochen komplett abgefahren, in den meistfrequentierten Stationen wird etwa einmal pro Woche gesaugt. Die Höchstgeschwindigkeit des Staubsaugers liegt bei 40 km/h, allerdings wird während der Reinigungsphase lediglich mit 15 km/h bis Schrittgeschwindigkeit gefahren; der Reinigungserfolg wird von acht Kameras überwacht.

### Ehemalige Fahrzeuge

#### Typ E6/c6
Vom Stadtbahnbetrieb wurden die 2,3 Meter breiten, sechsachsigen Gelenkwagen der Typen E6 (Triebwagen) und c6 (Beiwagen) übernommen, die ab 1979 von Bombardier Transportation in den ehemaligen Lohner-Werken in Wien gebaut wurden. Ein gesamter Zug bot 192 Sitz- und 432 Stehplätze. Ab 1993 verkehrten die E6 und c6 im Verbund mit T-Wagen, diese Züge wurden meist in der Zusammenstellung E6+c6+T+c6+E6 gebildet. Mit der Auslieferung der Type T1 ab Mai 2008 wurden die die Fahrzeuge der Type E6 und c6 gänzlich ersetzt. Am 23. Dezember 2008 fuhren zum letzten Mal E6/c6-Wagen auf der U6. Der Großteil der Fahrzeuge wurde nach Utrecht und nach Krakau verkauft. Ein Trieb- und ein Beiwagen werden im Verkehrsmuseum Remise erhalten. Auch die E6 und c6 in Utrecht wurden 2014 nach Krakau weiterverkauft.

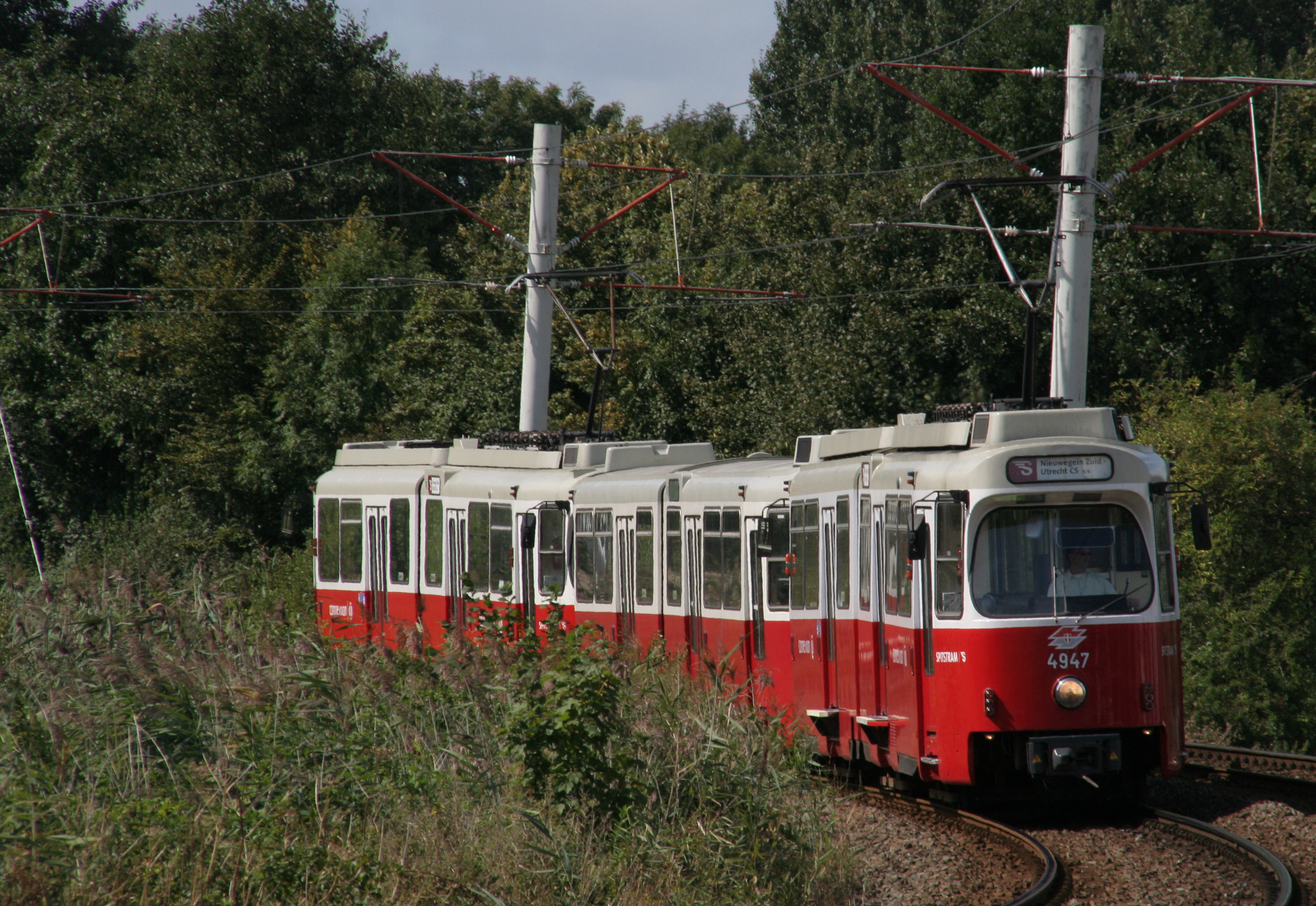
3-Teilige E6/c6 Garnitur auf der Stadtbahn Utrecht.
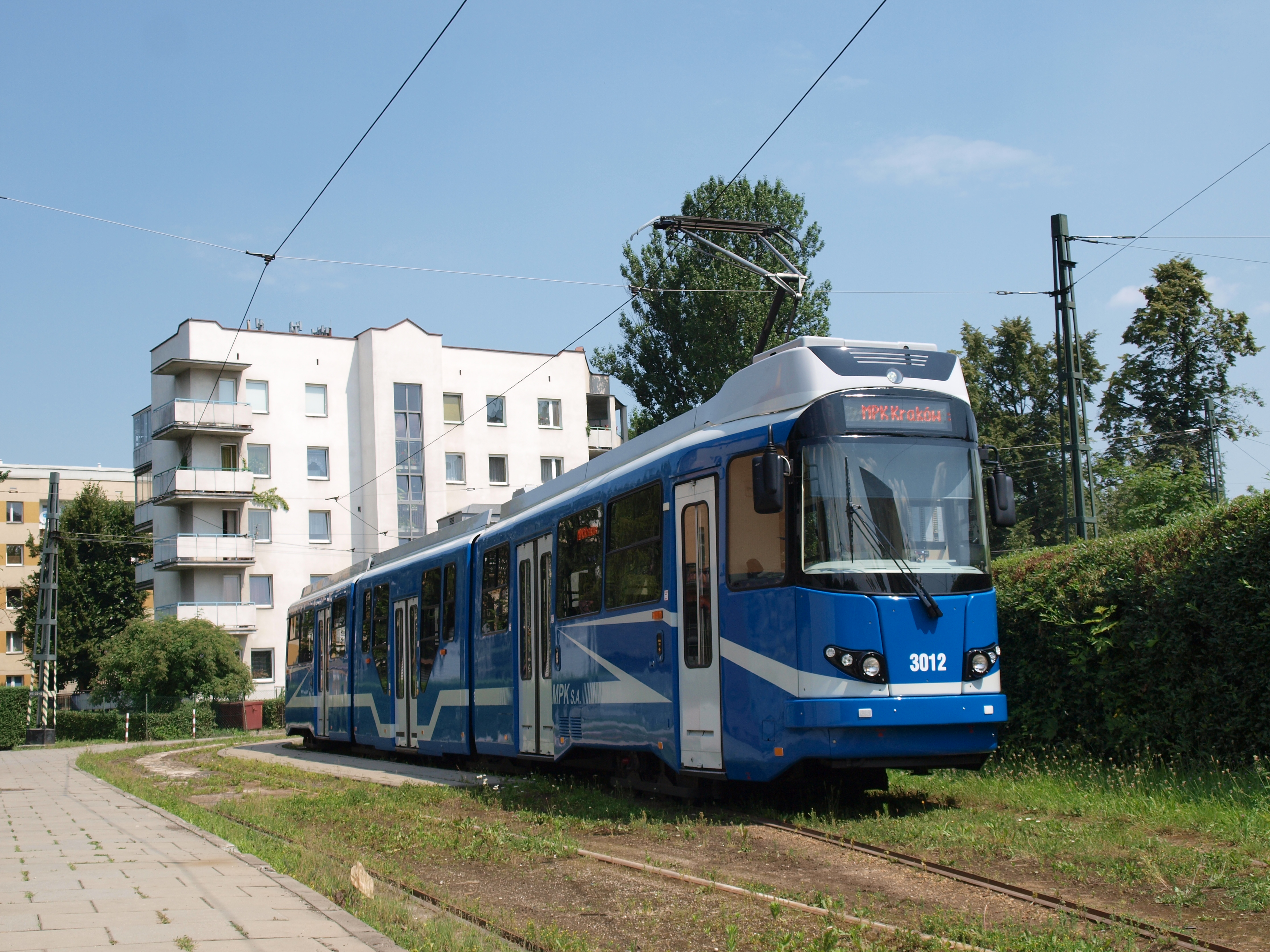
Durch Umbau entstanden aus den E6 und c6 40 Triebwagen der Type EU8N für die Straßenbahn Krakau

## Betrieb

### Betriebszeiten
Die U-Bahn verkehrt von circa 5:00 Uhr bis etwa 0:30 Uhr. Tagsüber wird im Zwei- bis Fünfminutentakt gefahren, nach circa 20:00 Uhr, samstags bis circa 7:00 Uhr, sowie sonn- und feiertags bis etwa 9:00 Uhr alle sieben bis acht Minuten. Der maximale mögliche Takt beträgt aktuell 2 Minuten.
In den Nächten von Freitag auf Samstag, von Samstag auf Sonntag sowie vor Feiertagen besteht ein 15-Minuten-Takt. Dieser wurde mit 4. September 2010 eingeführt, nachdem sich die Wahlberechtigten in einer Volksbefragung dafür ausgesprochen haben. In der Nacht von Silvester auf Neujahr gab es bereits vor Einführung der Nacht-U-Bahn einen durchgängigen Fahrbetrieb. In den Nächten vor den regulären Werktagen (Montag bis Freitag ohne Feiertage) ist die U-Bahn nicht unterwegs. Stattdessen verkehren die Nachtbusse der NightLine im 30-Minuten-Takt.
Zu speziellen Anlässen wie Silvester oder dem jährlichen Donauinselfest werden die Betriebszeiten verlängert und die Intervalle verstärkt.

### Sicherheit

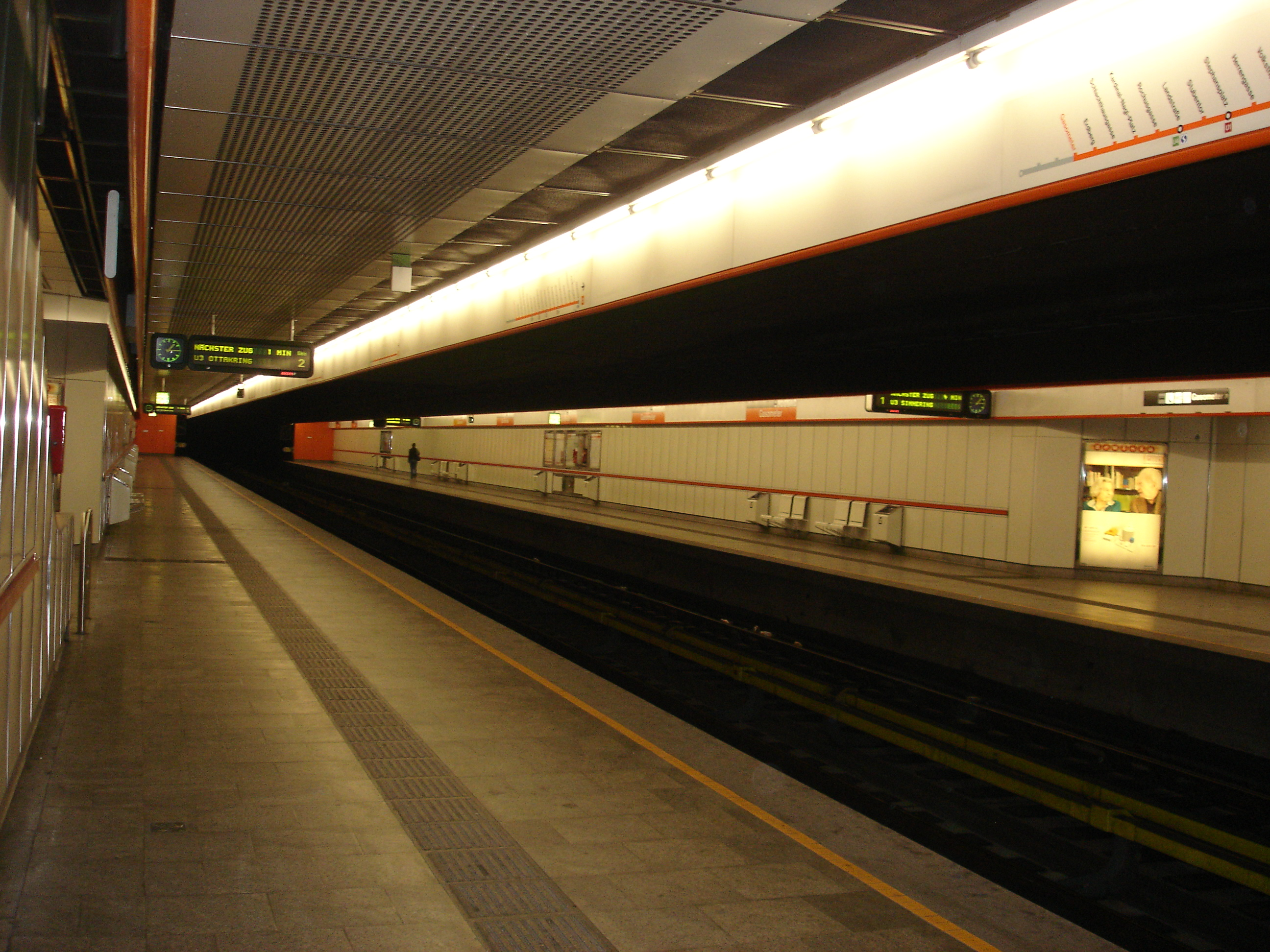
Lichtbänder grenzen die Bahnsteige von den Gleisanlagen ab

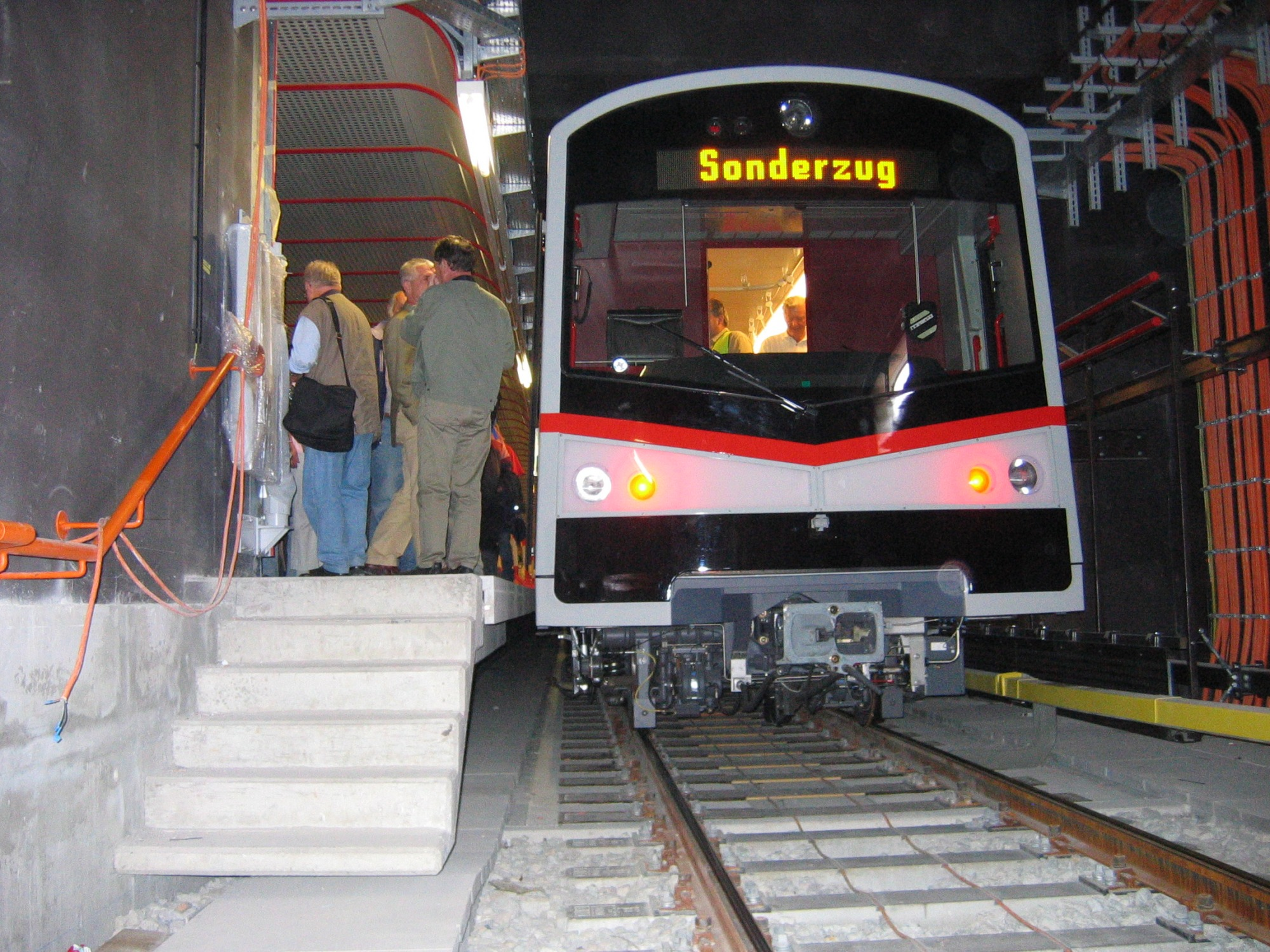
V-Wagen in Leopoldau, gut erkennbar die Rettungsnische unter der Bahnsteigkante

Alle Züge verfügen über eine akustische und visuelle Signalisierung des Schließvorgangs. Die Wagentüren besitzen hochsensible elektronische Türfühlerkanten, die das Einklemmen von Fahrgästen vermeiden sollen und auf Hindernisse ab fünf bis zehn Millimeter reagieren.
In den Türräumen der Garnituren und auf den Bahnsteigen sind Notrufstellen, Notbremsen bzw. Zugnotstopps installiert. Der Zugnotstopp am Bahnsteig gilt für alle sichtbaren Gleise der jeweiligen Station und verhindert das Einfahren eines Zuges oder führt zu einer Notbremsung eines einfahrenden Zuges. Hat ein ausfahrender Zug bei Betätigen des Notstopps, unabhängig ob am Bahnsteig oder im Fahrzeug, die Station schon zum Großteil verlassen, so wird dieser erst in der nächsten Station angehalten. Diese Maßnahme erfolgt mittels Notbremsüberbrückung, soll Evakuierungen in den Bahntunnels vermeiden und ist seit der Brandkatastrophe in Kaprun behördlich vorgeschrieben. Bei Betätigung der Notbremse während der Fahrt wird eine Sprechverbindung zum Fahrer aufgebaut; gestoppt wird der Zug nur beim Ein- und Ausfahren im Stationsbereich. Unter den Bahnsteigkanten der Linien U1 bis U4 befinden sich darüber hinaus auch Fluchträume.
In einigen Stationen befinden sich besetzte Stationswarten, von denen aus der jeweilige Fahrgastbetrieb überwacht wird. Nach und nach werden diese jedoch von der Leitstelle in Erdberg abgelöst, sodass die Stationsüberwachung in Zukunft gänzlich zentral erfolgt. Im Jahr 2011 waren noch 37 solcher Warten eingerichtet. Eine spezielle U-Bahn-Aufsicht führt zudem periodische Kontrollgänge durch.
Alle Stationen sind mit einer Brandmeldeanlage ausgestattet und in den Tunnelabschnitten sind Trockenlöschleitungen installiert und durchgehende Fluchtwege vorhanden. So ist auch eine seitliche Evakuierung der Züge möglich. Ist der Abstand zwischen zwei Stationen länger als 600 Meter, führen zusätzlich Notausgänge aus dem Tunnel.
Zur Sicherheit – insbesondere zur Steigerung der subjektiven Sicherheit – trägt aber auch das Erscheinungsbild der Stationen bei. So sind alle Zugänge, Verteilerpassagen und Aufzugsanlagen gut einsehbar bzw. verglast ausgeführt. Helle Wandverkleidungen, eine gleichmäßige Beleuchtung und offene Stiegenhäuser fördern die Übersichtlichkeit. Nischen oder dunkle Ecken werden vermieden. Überdies sind die Bahnsteigbereiche und Gleisanlagen visuell klar getrennt: Der betretbare Bereich wird hell durchgestaltet und beleuchtet und setzt sich deutlich vom Gleisbereich als Gefahrenzone ab, der dunkel und roh gehalten wird. Am gleisseitigen Ende der Bahnsteigüberdachungen sind durchgehende Lichtbänder angeordnet, sodass die Grenze zwischen den beiden Bereichen klar zu erkennen ist. Diese Gestaltungsmethode wird auch „Wiener System“ genannt.

### Leitstelle Erdberg

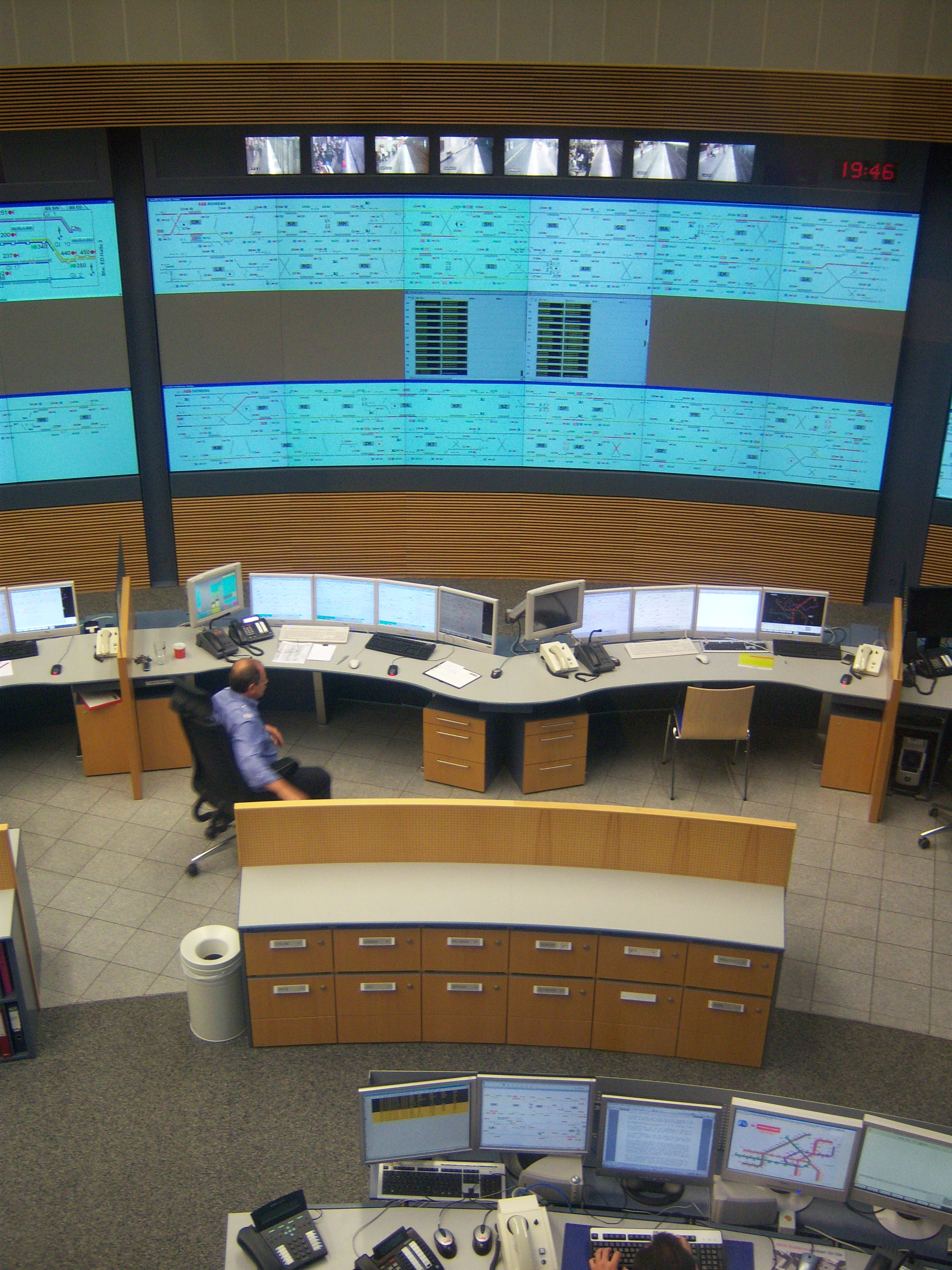
Der Überwachungsraum der zentralen Leitstelle

Die Leit- und Sicherheitszentrale befindet sich in Erdberg, am Areal des gleichnamigen Betriebsbahnhofes. Sie wurde ab Dezember 2005 bis Mitte 2007 etappenweise in Betrieb genommen. Der Neubau, der aufgrund der Streckenverlängerungen notwendig wurde, ersetzte die 1978 geschaffene alte Leitstelle am Karlsplatz. Das sechsstöckige Gebäude, in dem sich der zentrale Überwachungsraum befindet, hat einen elliptischen Grundriss und kommt fast ausschließlich über Gleisanlagen zu stehen. Hier überwachen und steuern 50 Mitarbeiter mittels Netzwerktechnik den laufenden Fahrbetrieb. Von Erdberg erfolgt auch die Fernsteuerung der Energieversorgung und des Stationsbetriebs.

### Linienförmige Zugbeeinflussung
Mit Ausnahme der Linie U6 ist das gesamte U-Bahn-Netz seit seiner Inbetriebnahme mit einer linienförmigen Zugbeeinflussung, dem Kurzschleifensystem LZB 500 von Siemens (LZB 503/513), ausgerüstet. Die Fahrt wird dabei im Normalbetrieb vollautomatisch über das System gesteuert. Der Fahrer übt dabei nur eine Überwachungsfunktion aus und fertigt den Zug ab (Freigabe der Türen, Überwachung des Fahrgastwechsels, zentrales Schließen der Türen, Abfahrbefehl). Auf eine Rückfallebene mit konventionellen Lichtsignalen wurde grundsätzlich verzichtet. Allerdings befinden sich an jeder Stationsausfahrt sogenannte Fahrerlaubnissignale, die bei einem Totalausfall des LZB-Systems den Bereich zur nächsten Station freigeben und eine Weiterfahrt mit 15 km/h erlauben. Im Normalbetrieb werden die richtigen Geschwindigkeiten direkt in die Fahrerkabine übermittelt, weshalb konventionelle Signale nicht benötigt werden. Bei der Wiener U-Bahn werden Kurzschleifen mit einer Länge von 74 m eingesetzt.
An beiden Endstationen der U4 in Heiligenstadt und Hütteldorf sowie in der U2-Station Aspernstraße werden alle Züge automatisch gewendet. Das Fahrpersonal steigt hierbei am Ankunftsbahnsteig aus und fordert per Schlüsselschalter die Automatikfahrten nacheinander an. Am Beginn des Abfahrtsbahnsteigs wird der Zug wieder übernommen und entlang des Bahnsteigs zum entsprechenden Haltepunkt vorgefahren, da eine selbsttätige Gleisraumüberwachung im Bahnsteigbereich fehlt.
Für die Linie U6 ist der Einbau des Zugbeeinflussungssystems „Trainguard MT“, eine Art des CBTC-Signalsystems der Firma Siemens geplant. Die Fertigstellung der Installation inklusive Umrüstung der Bestandsfahrzeuge ist für das Jahr 2024 geplant.

### Hausordnung
Die U-Bahn-Waggons waren von Anfang an rauchfrei. Mit einer Kampagne, bei der auch Sandbecken zum Ausdämpfen von Zigaretten vor den Eingängen einiger Stationen aufgestellt wurden, wurde klargemacht, dass auch in den Stationen, auch wenn sie – wie unter dem Karlsplatz – auch als Fußgängerpassage dienen, das Rauchen sowie die Benützung von E-Zigaretten und dergleichem verboten ist. Da seit der Neuregelung des Tabakgesetzes im Jahre 2007 das Rauchverbot in den Aufnahmsgebäuden auch in den Bereichen vor den Sperren gilt, wurden die Sandbecken, die als Aschenbecher dienten, 2007 entfernt.
Im Gegensatz zu U-Bahnen etwa in Singapur, Hongkong und Berlin war Essen in den U-Bahn-Garnituren Wiens bis August 2018 nicht verboten. Die Betriebsleitung appellierte nur an die Fahrgäste, „Müll zu vermeiden und nicht (achtlos) wegzuwerfen und andere Fahrgäste von geruchsintensiven Speisen wie Pizza oder Leberkäsesemmel zu verschonen“. Im Juli 2018 wurde angekündigt, geruchsintensives Essen ab Dezember 2018 versuchsweise in Garnituren der U6 zu verbieten. Nachdem eine Online-Befragung Ende Juli / Anfang August eine Mehrheit für ein generelles Verbot ergeben hatte, wurde bekannt gegeben, dass dieses Verbot auf alle anderen Linien ausgeweitet werden wird. Es trat auf der U6 mit 1. September 2018 in Kraft, auf den anderen U-Bahn-Linien gilt es seit 15. Jänner 2019. Es wurden neue Verbots-Etiketten entwickelt, die als neues Motiv unter dem Rauchverbot in Orange das Essen per durchgestrichener Darstellung von Speisen verbieten. Darunter folgen ebenfalls kreisförmige Symbole für Alkoholverbot und Beißkorbpflicht für Hunde, jedoch gilt im Gegensatz zum Essverbot das Alkoholverbot sowie die Beißkorbpflicht für Hunde nicht nur in den U-Bahn-Fahrzeugen, sondern auch in den U-Bahn-Stationen, Straßenbahnen und Autobussen der Wiener Linien.

### Videoüberwachung

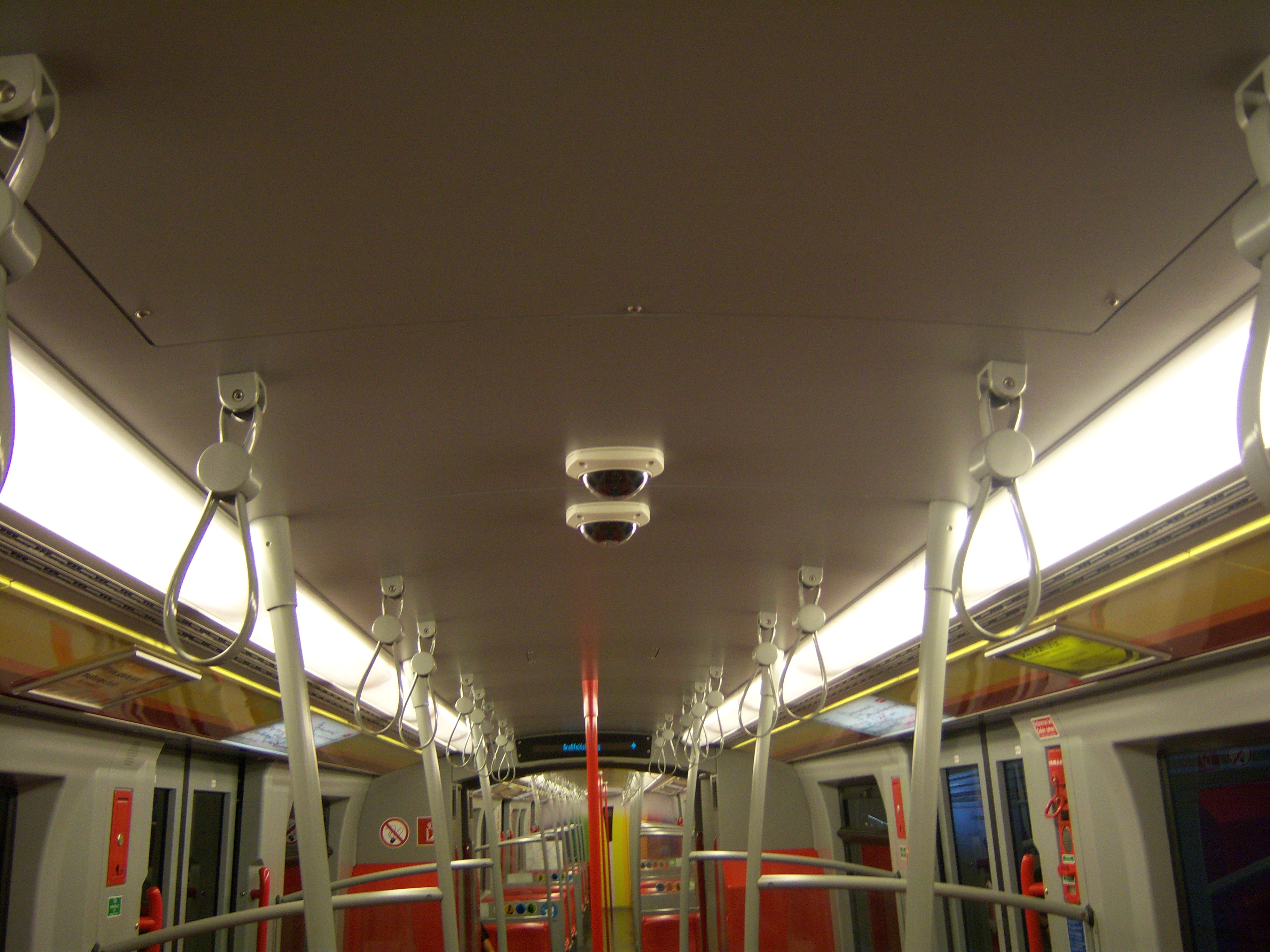
Videoüberwachung in einem Zug vom Typ V

Bereits seit Inbetriebnahme des U-Bahn-Netzes sind alle Stationen mit einer Videoüberwachung ausgestattet, wobei die Kameras ursprünglich lediglich Live-Bilder in die Stationsaufsichten bzw. in die Leitstelle übertrugen. Aufgezeichnet wurde nur bei Betätigung einer Notfalleinrichtung. Auch heute noch kommt diese Überwachungstechnik in einigen Stationen zur Anwendung; sie wird jedoch seit 2007 sukzessive ersetzt. Die Daten der neuen Geräte werden für 48 Stunden gespeichert und anschließend automatisch gelöscht.
Die Wiener Linien haben vor der Datenschutzkommission vorgebracht, dass sie damit vor allem Vandalismusschäden vorbeugen und die Sicherheit von Fahrgästen und Mitarbeitern steigern wollen. Innerhalb der 48-stündigen Speicherung kann die Polizei einen Antrag auf Auswertung des Materials stellen; die Wiener Linien selbst sind dazu nicht befugt. 2015 passierte dies in rund 4000 Fällen. Die Aufnahmen werden insbesondere bei Strafrechtsdelikten im Bereich der öffentlichen Verkehrsmittel angefordert, da mit Hilfe der Aufzeichnungen Details wie der Tatzeitpunkt oder auch der Fluchtweg entscheidend zur Aufklärung beitragen können.
Seit etwa 2000 erfolgt zusätzlich eine Videoüberwachung der Wageninnenräume. Alle Züge der Typen T1 und V sowie Züge der Typen T und U11sind mit Kameras ausgestattet. Die Type U2 besitzt jedoch keine Kameras.
Mit Stand Ende 2016 gibt es 2200 Kameras in allen 104 U-Bahn-Stationen; 2000 davon (derzeit erst in 80 % der Stationen) speichern 48 Stunden ein, 200 senden nur live auf die Bildschirme der Leitstellen. 2016 griff die Polizei 4300-mal auf Video-Material zu, 2014 4400-mal. Fahrzeuge, wie die ULF-Straßenbahngarnituren werden nachgerüstet. Andere werden durch modernere mit Kameras ersetzt. Alle neuen Busse erhalten Kameras. In 85 % der U-Bahn-Züge gibt es insgesamt 3200 Kameras.

### Fahrscheinkontrollen
Die Wiener U-Bahn gehört zu den offenen Systemen – zwar werden die Spurteiler an den Eingängen zu den Stationen als „Sperren“ bezeichnet, diese verfügen aber nur über Entwerter für Vorverkaufs-Fahrscheine und nicht über Drehkreuze oder ähnliches. Zum Betreten des U-Bahn-Geländes ist ein gültiger Fahrschein oder Fahrausweis nötig – es gilt schon als „Schwarzfahren“, wenn man sich ohne Fahrschein im Wartebereich hinter den Sperren aufhält. Für die Kontrolle der Fahrausweise sind üblicherweise die Kontrollore der Wiener Linien (auf Grund ihrer früheren schwarzen Uniformkappen auch Schwarzkappler genannt) zuständig, die auch in der Straßenbahn und im Bus stichprobenartig kontrollieren. Des Öfteren werden auch von mehreren Kontrolloren – zum Teil unterstützt von Polizisten – U-Bahn-Ausgänge so abgeriegelt, dass alle aussteigenden Fahrgäste kontrolliert werden können. Die Kontrollore ändern täglich ihre Routen bzw. Zielgebiete, es gibt allerdings Schwarzkappler-Warnungen (ähnlich den verbreiteten Radar-Warnungen) im Internet. Selbst auf der offiziellen Homepage der Wiener Linien gibt es derartige Warnungen, die allerdings eher erzieherisch und abschreckend wirken sollen und nur einen Teil der geplanten Kontrollen beinhalten.

### Fahrradbeförderung
Die Fahrradbeförderung ist kostenlos, jedoch Montag bis Freitag nur zu bestimmten Zeiten gestattet (9:00 bis 15:00 Uhr und ab 18:30 Uhr).

### Durchsagen an die Fahrgäste
In den U-Bahn-Zügen erfolgen während der Fahrt Stationsdurchsagen. Nach einem Gong werden die Stationen, Umsteigemöglichkeiten, die Ausstiegsseite und bei Bedarf die wichtigsten infrastrukturellen Einrichtungen angesagt. Auch in den Stationen werden regelmäßig Durchsagen gemacht, die neben Störungsmeldungen auch für Hinweise zur Erinnerung an das Rauchverbot, Aufforderung zur Sauberkeit und andere sicherheitsrelevante Informationen verwendet werden. Sie werden von der österreichischen Schauspielerin Angela Schneider gesprochen. Ihre Stimme ersetzte ab Dezember 2012 jene von Franz Kaida, dem mittlerweile pensionierten Sicherheitschef der Wiener Linien, welcher alle Ansagen bis dahin seit Anbeginn tätigte.
Einzelne Durchsagen erfolgen auch auf Englisch, welche jedoch gegenüber den Standarddurchsagen verkürzt sind. So werden z. B. nicht alle Umsteigemöglichkeiten einer Station angesagt.

### Störungen und Vorkommnisse im Betrieb
Am 4. März 2014 kam es erstmals in der Geschichte der Wiener U-Bahn zu einem Komplettausfall mehrerer Linien. Aufgrund eines Fehlers in der Netzwerkverbindung der zentralen Stellwerkssteuerung musste der Fahrbetrieb auf den Linien U3 und U6 im Abendverkehr für zwei Stunden eingestellt werden. Die Linie U4 verkehrte nicht zwischen den Stationen Hietzing und Hütteldorf.
Am 16. Dezember 2019 um 2 Uhr ereignete sich bei Schleifarbeiten ein Kabelbrand in der Station Karlsplatz. Der Betrieb war nur zwischen Oberlaa und Südtiroler Platz-Hauptbahnhof sowie zwischen Schwedenplatz und Leopoldau möglich. Der betroffene Abschnitt war daraufhin rund eine Woche unterbrochen.
Ab dem 15. September 2024 mussten die Linien U2, U3, U4 und U6 wegen des Hochwassers in Mitteleuropa teilweise eingestellt werden.
Am 19. November 2024 geriet ein Wagen bei einer Betriebsfahrt zwischen den Stationen Südtiroler Platz und Taubstummengasse in Brand. Die Bergung gestaltete sich schwierig, zudem mussten die Kabeltrassen an der Tunnelwand einschließlich der dort geführten Kabel und etwa fünfzig Meter Gleis erneuert werden. Der Streckenabschnitt zwischen Schwedenplatz und Reumannplatz musste daher bis 27. November gesperrt und die Linie U1 geteilt geführt werden.

## Kritik
Die Wiener U-Bahn als leistungsfähiges städtisches Verkehrsmittel ist grundsätzlich unumstritten, gelegentlich wird aber auch Kritik an der damit verbundenen Verkehrspolitik laut. Weiters kritisierte der Rechnungshof die Finanzierung des U-Bahn-Ausbaus.

### Konflikt zwischen U-Bahn und Straßenbahn

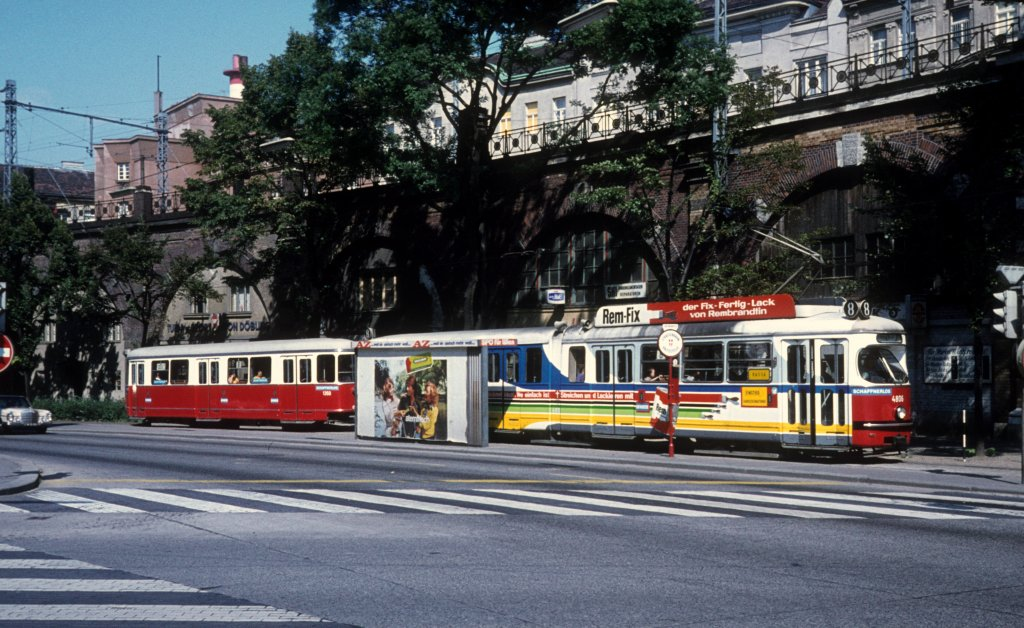
Die Linie 8 fuhr jahrzehntelang parallel zur Stadtbahn, wurde aber mit Umbau zur U6 eingestellt.

Die Grundsatzentscheidung, die U-Bahn als Ersatz für das Straßenbahnnetz statt als dessen Ergänzung zu konzipieren und bei der Eröffnung einer neuen U-Bahn-Strecke parallel verlaufende Straßenbahnlinien einzustellen, wird seit den Anfangstagen der U-Bahn kritisiert. Stadtplaner meinen, dass dadurch gemeinsam mit der kleinräumigen ÖPNV-Versorgung auch städtische Subzentren und Infrastruktur verloren gehen. So wurde beispielsweise bei der Eröffnung der Linie U6 zur Station Philadelphiabrücke im Jahr 1989 die seit jeher parallel zur Stadtbahn verlaufende Straßenbahnlinie 8 eingestellt, obwohl 1985 eine Studie zu dem Ergebnis kam, dass „die beabsichtigte Auflassung der Linie 8 parallel zur Stadtbahn im Abschnitt Urban-Loritz-Platz – Nußdorfer Straße eine deutliche Nutzeneinbuße für die Verkehrsnachfrager bringen würde“. Dieselbe Studie prognostizierte auf der stillgelegten Strecke außerdem eine Zunahme der Gehzeiten um 16,6 % und der Umsteigezeiten von 6,9 %, obwohl die zwei für die U6 neu errichteten Stationen mit einkalkuliert wurden.
Darüber hinaus sind Straßenbahnen und Autobusse abschnittsweise mehrheitlich als Zubringerlinien zur U-Bahn konzipiert. Durch die Umstellung auf U-Bahn-Betrieb auf dem U2-Abschnitt Karlsplatz–Schottentor entfielen drei wichtige Durchgangslinien der Straßenbahn. Fahrgäste mussten bis zu zweimal häufiger umsteigen, was zu längeren Fahrzeiten führte. Die einzige Linienkürzung, die nach einer U-Bahn-Eröffnung wieder zurückgenommen wurde, war, nach massiven Bürgerprotesten, die der Linie O.

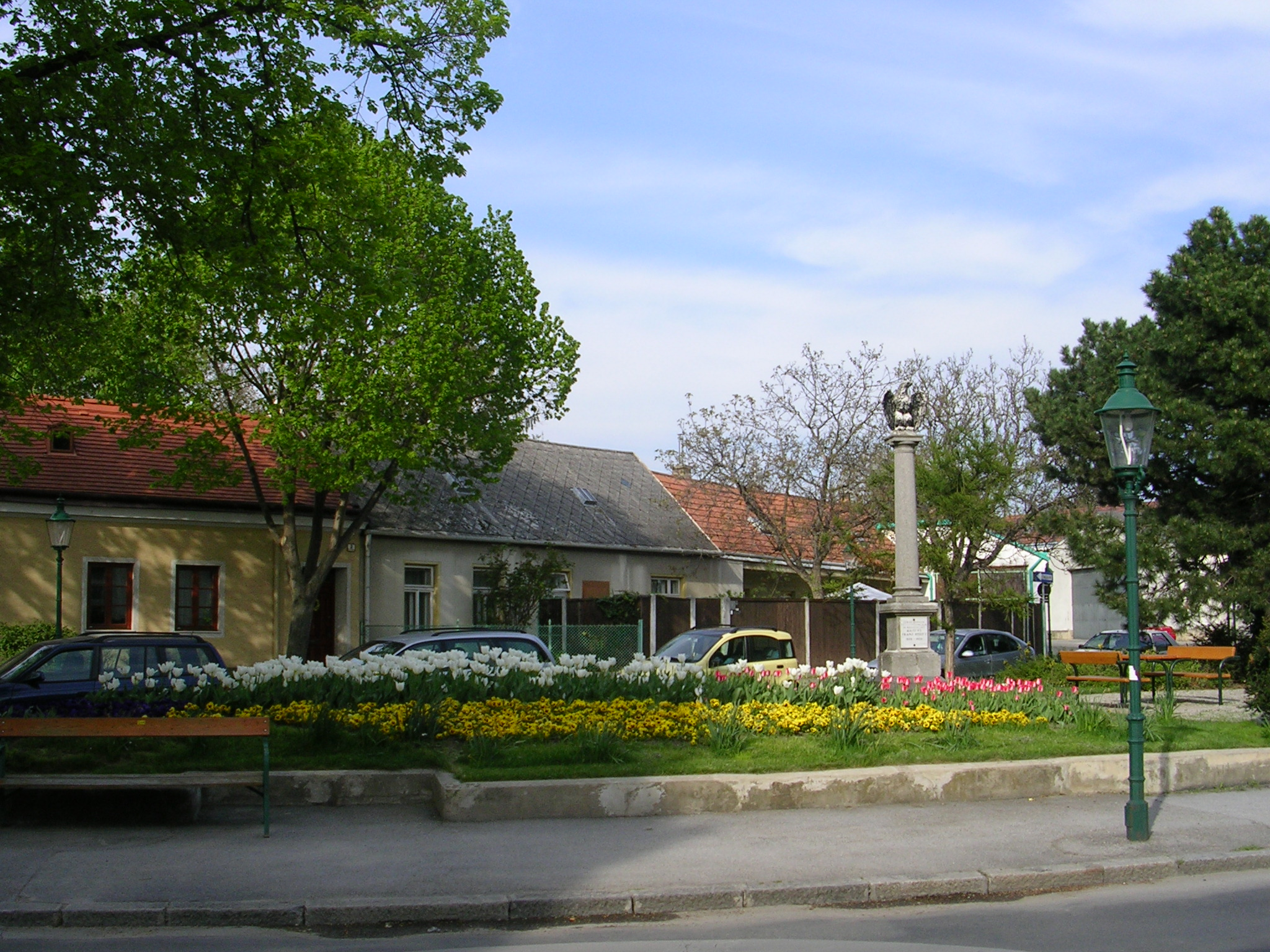
Netzerweiterungen in Gebiete mit geringer Besiedlungsdichte – wie hier nach Stammersdorf – sind umstritten.

### Streckenverlängerungen in dünn besiedelte Gebiete
Obwohl die U-Bahn an sich ein Massentransportmittel für Einzugsgebiete mit hoher Bevölkerungsdichte ist, werden die Linienverlängerungen in Wien gerne als „Entwicklungsmotor“ für Stadterweiterungsgebiete eingesetzt. Dieser Effekt ließe sich jedoch beispielsweise mittels einer Straßenbahnstrecke deutlich günstiger herstellen und würde diese zudem weitaus effizienter erschließen. In diesen peripheren Abschnitten des U-Bahn-Netzes wird daher zu bestimmten Tageszeiten keine hohe Auslastung erreicht, wie etwa beim südlichen Teilabschnitt der U6 (zwischen Alterlaa und Siebenhirten) oder auf der U2 zwischen Aspernstraße und Seestadt. Tageszeitabhängig verkehrt dort nur jeder zweite Zug bis zur Endstation. Geplante Linienverlängerungen, wie die der U6 in Richtung Stammersdorf oder die der U1 in Richtung Rothneusiedl, stoßen deshalb nicht überall auf Zustimmung.

### Kritik des Rechnungshofes
Ein im Jänner 2017 erschienener Bericht des Rechnungshofes kritisierte, dass der Großteil der Bundeszuschüsse zum U-Bahn-Bau ohne die nach dem Finanz-Verfassungsgesetz erforderliche gesetzliche Grundlage erfolgte. Während noch im Jahr 1979 eine Vereinbarung gemäß Art. 15a B-VG für die damals geplanten U-Bahn-Bauten (U3 und U6) abgeschlossen wurde, erfolgten spätere Zuschüsse ohne gesetzliche Grundlage nur aufgrund privatrechtlicher Verträge.
Weiters kritisiert wird das fehlende Regelwerk für den Einsatz der Mittel. Die Wiener Linien investierten das (vom Bund mitgeförderte) Geld sowohl in den eigentlichen Neubau der U-Bahn-Infrastruktur als auch in die Beschaffung von neuen Garnituren, Sanierung und Instandhaltung von bereits fertiggestellten Strecken oder das Verkehrsmuseum. Darüber hinaus wurden Infokampagnen und Eröffnungsfeiern (der Linie U2 in den Jahren 2008 bis 2013) mit Kosten von insgesamt 5,34 Millionen Euro aus ebenjenem Budget für den Netzausbau bezahlt. Letztgenannte Aufwendungen scheinen dabei als Investitionen in die neueröffneten Stationen auf und wurden somit über einen Zeitraum von 50 Jahren abgeschrieben.
Im Jänner 2009 äußerte sich der Rechnungshof kritisch gegenüber der Projektabwicklung für die 3. Ausbaustufe des Netzes der Linien U1 und U2.
Auch die Änderungen in der 4. Ausbaustufe im Jahr 2014 stellen nach Ansicht der Prüfer ein neues Projekt dar, dessen Finanzierung demnach neu geregelt werden hätte müssen. Obwohl Beamte aus dem Finanz- und Verkehrsministerium bereits 2012 auf diesen Umstand hingewiesen hatte, habe der Bund 2015 dem Bau der neuen Linie zugestimmt. Zudem sei der Bau der „Rumpf-U5“ als eine Art Präjudiz für die 5. Ausbaustufe anzusehen, da der Streckenabschnitt Karlsplatz–Frankhplatz selbst keinen Verkehrswert besitze.
Ein Bericht des Wiener Stadtrechnungshofes kritisierte im Jahr 2014 die mangelhaften Überwachungs- und Instandhaltungsarbeiten der historischen Stationen der U6.

## Archäologie
Beim Bau und Ausbau der U-Bahnlinien wurden zahlreiche archäologische Funde gemacht. 2018 übersiedelte die Stadtarchäologie Wien ihr Depot von der U3-Station Neubaugasse zum Westbahnhof. Bei dem 2019 begonnenen U2-Ausbau wurde mit weiteren Funden gerechnet.